# 2002 a jogalkotásban
2002. évben a következő jogszabályokat alkották meg:

## Magyarország (Forrás:Magyar Közlöny)

### Törvények
- 2002. évi I. törvény 	 a büntetőeljárásról szóló 1998. évi XIX. törvény módosításáról
- 2002. évi II. törvény az Egyesült Nemzetek Szervezete keretében New Yorkban, 1954. szeptember 28-án létrejött, a Hontalan Személyek Jogállásáról szóló Egyezmény kihirdetéséről
- 2002. évi III. törvény 	 az Európa Tanács keretében, 1997. november 6-án kelt, az állampolgárságról szóló Európai Egyezmény kihirdetéséről
- 2002. évi IV. törvény	 a közúti járművek, valamint az azokba szerelhető és/vagy azokon használható tartozékok és alkatrészek műszaki világ-előírásainak kidolgozásáról szóló, Genfben, 1998. június 25-én aláírt Egyezmény kihirdetéséről
- 2002. évi V. törvény 	 a Magyar Köztársaság és a Litván Köztársaság között a katasztrófák és súlyos balesetek esetén történő együttműködésről és kölcsönös segítségnyújtásról szóló, Vilniusban, 2001. május 4-én aláírt Megállapodás kihirdetéséről
- 2002. évi VI. törvény az Európa Tanácsnak az emberi lény emberi jogainak és méltóságának a biológia és az orvostudomány alkalmazására tekintettel történő védelméről szóló, Oviedóban, 1997. április 4-én kelt Egyezménye: Az emberi jogokról és a biomedicináról szóló Egyezmény, valamint az Egyezménynek az emberi lény klónozásának tilalmáról szóló, Párizsban, 1998. január 12-én kelt Kiegészítő Jegyzőkönyve kihirdetéséről
- 2002. évi VII. törvény a Magyar Köztársaság és a Holland Királyság között a szociális biztonsági ellátások kivitelével kapcsolatos együttműködésről szóló Egyezmény kihirdetéséről
- 2002. évi VIII. törvény 	 a Magyar Köztársaság Kormánya és a Marokkói Királyság Kormánya között a kettős adóztatás elkerülésére és az adóztatás kijátszásának megakadályozására a jövedelemadók területén Rabatban, 1991. december 12-én aláírt Egyezmény kihirdetéséről, valamint a Magyar Köztársaság és a Fülöp-szigeteki Köztársaság között a kettős adóztatás elkerüléséről és az adóztatás kijátszásának megakadályozásáról a jövedelemadók területén Budapesten, 1997. június 13-án aláírt Egyezmény kihirdetéséről szóló 2000. évi XVII. törvény módosításáról
- 2002. évi IX. törvény a gyermekek védelméről és a gyámügyi igazgatásról szóló 1997. évi XXXI. törvény módosításáról
- 2002. évi X. törvény a Magyar Köztársaság és az Európai Közösségek és azok tagállamai között társulás létesítéséről szóló Európai Megállapodás 62. Cikke (3) bekezdésén alapuló, a Társulási Tanács 2/96. számú verseny végrehajtási szabályokról szóló határozata helyébe lépő 1/02. számú társulási tanácsi határozat kihirdetéséről
- 2002. évi XI. törvény a Magyar Köztársaság minisztériumainak felsorolásáról
- 2002. évi XII. törvény	 a gazdasági kamarák feladatainak átadásával összefüggő törvénymódosításokról szóló 2000. évi LXXXIII. törvény, valamint az illetékekről szóló 1990. évi XCIII. törvény módosításáról
- 2002. évi XIII. törvény 	 a jövedéki adóról és a jövedéki termékek forgalmazásának különös szabályairól szóló 1997. évi CIII. törvény módosításáról
- 2002. évi XIV. törvény 	 a gyógyszerészetet érintő egyes törvények módosításáról
- 2002. évi XV. törvény 	 a társadalombiztosítási nyugellátásról szóló 1997. évi LXXXI. törvény módosításáról
- 2002. évi XVI. törvény 	 a Magyar Köztársaság és Ukrajna között a polgári ügyekben történő kölcsönös jogsegélyről szóló, Budapesten, 2001. augusztus 2-án aláírt szerződés kihirdetéséről
- 2002. évi XVII. törvény a Kormány tagjai és az államtitkárok jogállásáról és felelősségéről szóló 1997. évi LXXIX. törvény módosításáról
- 2002. évi XVIII. törvény a köztisztviselők jogállásáról szóló 1992. évi XXIII. törvény, valamint a fegyveres szervek hivatásos állományú tagjainak szolgálati viszonyáról szóló 1996. évi XLIII. törvény módosításáról
- 2002. évi XIX. törvény a Munka Törvénykönyvéről szóló 1992. évi XXII. törvény módosításáról
- 2002. évi XX. törvény a rádiózásról és televíziózásról szóló 1996. évi I. törvény jogharmonizációs célú módosításáról
- 2002. évi XXI. törvény 	 a közoktatásról szóló 1993. évi LXXIX. törvény módosításáról
- 2002. évi XXII. törvény	 az ítélőtáblák és a fellebbviteli ügyészi szervek székhelyének és illetékességi területének megállapításáról
- 2002. évi XXIII. törvény a Magyar Köztársaság 2001. és 2002. évi költségvetéséről szóló 2000. évi CXXXIII. törvény módosításáról
- 2002. évi XXIV. törvény	 a Nemzeti Földalapról szóló 2001. évi CXVI. törvény módosításáról
- 2002. évi XXV. törvény 	 a robbantásos terrorizmus visszaszorításáról, New Yorkban, az Egyesült Nemzetek Közgyűlésének 52. ülésszakán, 1997. december 15-én elfogadott nemzetközi egyezmény kihirdetéséről
- 2002. évi XXVI. törvény a Magyar Köztársaság és a Horvát Köztársaság között, 1996. május 15-én, Zágrábban aláírt, a beruházások ösztönzéséről és kölcsönös védelméről szóló Megállapodás kihirdetéséről
- 2002. évi XXVII. törvény a Magyar Köztársaság és a Lengyel Köztársaság között, a kettős adóztatás elkerülésére és az adóztatás kijátszásának megakadályozására a jövedelem- és a vagyonadók területén, Budapesten, 1992. szeptember 23-án aláírt, az 1996. évi XCV. törvénnyel kihirdetett Egyezményhez kapcsolódó, Varsóban, 2000. június 27-én aláírt Jegyzőkönyv kihirdetéséről
- 2002. évi XXVIII. törvény a Magyar Köztársaság Kormánya és a Lett Köztársaság Kormánya között, személyek visszafogadásáról szóló, Budapesten, 2001. október 17. napján aláírt Egyezmény kihirdetéséről
- 2002. évi XXIX. törvény 	 a Magyar Kormány és a Macedón Kormány között, 2001. április 13-án, Szkopjéban aláírt, a beruházások ösztönzéséről és kölcsönös védelméről szóló Megállapodás kihirdetéséről
- 2002. évi XXX. törvény 	 a Magyar Köztársaság kitüntetéseiről szóló 1991. évi XXXI. törvény módosításáról
- 2002. évi XXXI. törvény a Magyar Köztársaság és az Európai Rendőrségi Hivatal között Budapesten, 2001. október 4-én aláírt Együttműködési Megállapodás módosításáról szóló, jegyzékváltás útján létrejött Megállapodás kihirdetéséről
- 2002. évi XXXII. törvény a Magyar Köztársaság és az Észt Köztársaság között létrejött Szabadkereskedelmi Megállapodás kihirdetéséről
- 2002. évi XXXIII. törvény a családok támogatásáról szóló 1998. évi LXXXIV. törvény módosításáról
- 2002. évi XXXIV. törvény a tengeren való összeütközések megelőzésére vonatkozó nemzetközi szabályokról szóló 1972. évi egyezmény egységes szerkezetbe foglalt szövegének kihirdetéséről
- 2002. évi XXXV. törvény a Magyar Kormány és a Macedón Kormány között a kettős adóztatás elkerüléséről és az adóztatás kijátszásának megakadályozásáról a jövedelem- és a vagyonadók területén, Szkopjéban, 2001. április 13-án aláírt Egyezmény kihirdetéséről
- 2002. évi XXXVI. törvény a Magyar Köztársaság Polgári Törvénykönyvéről szóló 1959. évi IV. törvény, valamint egyes törvények fogyasztóvédelemmel összefüggő jogharmonizációs célú módosításáról
- 2002. évi XXXVII. törvény a bíróságok szervezetéről és igazgatásáról szóló 1997. évi LXVI. törvény, valamint a bírák jogállásáról és javadalmazásáról szóló 1997. évi LXVII. törvény módosításáról
- 2002. évi XXXVIII. törvény az épített környezet alakításáról és védelméről szóló 1997. évi LXXVIII. törvény módosításáról
- 2002. évi XXXIX. törvény a találmányok szabadalmi oltalmáról szóló 1995. évi XXXIII. törvény módosításáról
- 2002. évi XL. törvény	 a Magyar Köztársaság 2001. és 2002. évi költségvetésének 2001. évi végrehajtásáról
- 2002. évi XLI. törvény	 a köztársasági elnök és a Köztársasági Elnöki Hivatal elhelyezéséről
- 2002. évi XLII. törvény az adókról, járulékokról és egyéb költségvetési befizetésekről szóló törvények módosításáról
- 2002. évi XLIII. törvény az egyszerűsített vállalkozói adóról
- 2002. évi XLIV. törvény a házasságról, a családról és a gyámságról szóló 1952. évi IV. törvény módosításáról
- 2002. évi XLV. törvény 	 az anyakönyvekről, a házasságkötési eljárásról és a névviselésről szóló 1982. évi 17. törvényerejű rendelet módosításáról
- 2002. évi XLVI. törvény	 a bíróságok szervezetéről és igazgatásáról szóló 1997. évi LXVI. törvény és a Magyar Köztársaság ügyészségéről szóló 1972. évi V. törvény egyes rendelkezéseinek módosításáról
- 2002. évi XLVII. törvény a miniszterek feladat- és hatáskörének változásával összefüggésben szükséges törvénymódosításokról
- 2002. évi XLVIII. törvény az Országos Rádió és Televízió Testület 2001. évi költségvetésének végrehajtásáról
- 2002. évi XLIX. törvény az Európa Tanács Strasbourgban, 1999. január 27-én kelt Korrupcióról szóló Büntetőjogi Egyezményének kihirdetéséről
- 2002. évi L. törvény 	 az európai szabadalmak megadásáról szóló 1973. október 5-i Müncheni egyezmény (Európai Szabadalmi Egyezmény) kihirdetéséről
- 2002. évi LI. törvény az új növényfajták oltalmára létesült Nemzetközi Egyezmény Genfben, 1991. március 19-én felülvizsgált szövegének kihirdetéséről
- 2002. évi LII. törvény	 a Magyar Köztársaság és a Libanoni Köztársaság között a beruházások ösztönzéséről és kölcsönös védelméről Bejrútban, 2001. június 22-én aláírt Megállapodás kihirdetéséről
- 2002. évi LIII. törvény 	 a foglalkoztatás elősegítéséről és a munkanélküliek ellátásáról szóló 1991. évi IV. törvény, a munkavédelemről szóló 1993. évi XCIII. törvény, a szakképzési hozzájárulásról és a képzési rendszer fejlesztésének támogatásáról szóló 2001. évi LI. törvény, a felnőttképzésről szóló 2001. évi CI. törvény, a szociális igazgatásról és szociális ellátásokról szóló 1993. évi III. törvény, a Munka Törvénykönyvéről szóló 1992. évi XXII. törvény, valamint egyes más törvények módosításáról
- 2002. évi LIV. törvény a bűnüldöző szervek nemzetközi együttműködéséről
- 2002. évi LV. törvény 	 a közvetítői tevékenységről
- 2002. évi LVI. törvény 	 a helyi önkormányzatok címzett és céltámogatási rendszeréről szóló 1992. évi LXXXIX. törvény módosításáról
- 2002. évi LVII. törvény az Országos Rádió és Televízió Testület 2003. évi költségvetéséről
- 2002. évi LVIII. törvény egyes, az egészségügyet és a társadalombiztosítást érintő törvények módosításáról
- 2002. évi LIX. törvény 	 a terrorizmus finanszírozásának visszaszorításáról, New Yorkban, az Egyesült Nemzetek Közgyűlésének 54. ülésszakán, 1999. december 9-én elfogadott nemzetközi Egyezmény kihirdetéséről
- 2002. évi LX. törvény 	 a Magyar Köztársaság Kormánya és Románia Kormánya között állampolgáraik és más személyek visszafogadásáról szóló, Bukarestben, 2001. december 10. napján aláírt Egyezmény kihirdetéséről
- 2002. évi LXI. törvény 	 a Magyar Köztársaság Alkotmányáról szóló 1949. évi XX. törvény módosításáról
- 2002. évi LXII. törvény	 a Magyar Köztársaság 2003. évi költségvetéséről
- 2002. évi LXIII. törvény 	 az 1993. augusztus 4-e és 1995. december 31-e között önkormányzati hozzájárulásból létesített gázközmű-vagyonnal kapcsolatos önkormányzati igények rendezéséről
- 2002. évi LXIV. törvény 	 egyes pénz- és tőkepiaci tárgyú törvények módosításáról
- 2002. évi LXV. törvény 	 az Adó- és Pénzügyi Ellenőrzési Hivatalról
- 2002. évi LXVI. törvény	 az Adó- és Pénzügyi Ellenőrzési Hivatal Bűnügyi Igazgatósága megszűnéséről
- 2002. évi LXVII. törvény 	 a géntechnológiai tevékenységről szóló 1998. évi XXVII. törvény, valamint az állatok védelméről és kíméletéről szóló 1998. évi XXVIII. törvény módosításáról
- 2002. évi LXVIII. törvény 	 a közlekedésről szóló egyes törvények módosításáról

### Kormányrendeletek

#### Január
- 1/2002. (I. 11.) Korm. rendelet  a veszélyes áruk közúti szállításának ellenőrzésére vonatkozó egységes eljárásról
- 2/2002. (I. 11.) Korm. rendelet  a veszélyes áru szállítási biztonsági tanácsadó kinevezéséről és képesítéséről
- 3/2002. (I. 11.) Korm. rendelet  a műszaki felsőoktatás alapképzési szakjainak képesítési követelményeiről szóló 157/1996. (X. 22.) Korm. rendelet módosításáról
- 4/2002. (I. 15.) Korm. rendelet  a Magyar Köztársaság Kormánya és az Argentin Köztársaság Kormánya közötti, Budapesten, 1999. december 10-én aláírt állategészségügyi megállapodás jóváhagyásáról és kihirdetéséről
- 5/2002. (I. 25.) Korm. rendelet 	 a szövetkezeti üzletrészek állami megvásárlásával kapcsolatos egyes kérdésekről
- 6/2002. (I. 26.) Korm. rendelet 	 a Magyar Köztársaság Kormánya és az Amerikai Egyesült Államok Kormánya között a világűr kutatásában és békés célú felhasználásában való együttműködésről szóló megállapodás kihirdetéséről
- 7/2002. (I. 26.) Korm. rendelet 	 a rendvédelmi felsőoktatás alapképzési szakjainak képesítési követelményeiről szóló 55/1999. (III. 31.) Korm. rendelet módosításáról
- 8/2002. (I. 28.) Korm. rendelet 	 a Magyar Köztársaság Kormánya és a Svájci Szövetségi Tanács között a bűnözés elleni harcban való együttműködésről szóló, Budapesten, 1999. február 5-én aláírt Megállapodás kihirdetéséről
- 9/2002. (I. 30.) Korm. rendelet 	 a Magyar Népköztársaság Kormánya és a Csehszlovák Szocialista Köztársaság Kormánya között Budapesten, az 1981. évi december hó 22. napján aláírt egészségügyi és orvostudományi együttműködési egyezmény kihirdetéséről szóló 80/1982. (XII. 27.) MT rendelet módosításáról
- 10/2002. (I. 30.) Korm. rendelet 	 a Nemzetközi Ösztöndíj Fórum létrehozásáról és a Magyar Ösztöndíj Bizottságról szóló 265/2000. (XII. 26.) Korm. rendelet módosításáról
- 11/2002. (I. 30.) Korm. rendelet 	 a hallgatói hitelrendszerről és a Diákhitel Központról szóló 119/2001. (VI. 30.) Korm. rendelet módosításáról
- 12/2002. (I. 31.) Korm. rendelet 	 a Magyar Köztársaság Kormánya és a Francia Köztársaság Kormánya között a szakmai gyakornokok cseréjéről szóló, Budapesten, 2000. május 4. napján aláírt Egyezmény kihirdetéséről
- 13/2002. (I. 31.) Korm. rendelet 	 a Magyar Köztársaság Kormánya és Izrael Állam Kormánya között a magyarországi levéltárakban őrzött, védett személyes adatot tartalmazó Holocaust-dokumentumok másolatának a jeruzsálemi Yad Vashem, a Holocaust Mártírjai és Hősei Megemlékezési Hivatala részére történő átadása és felhasználása tárgyában készült adatvédelmi szerződés kihirdetéséről

#### Február
- 14/2002. (II. 1.) Korm. rendelet 	 a Magyar Villamosenergia-ipari Rendszerirányító Rt. (MAVIR Rt.) részvényvagyon átcsoportosításáról
- 15/2002. (II. 18.) Korm. rendelet 	 a Magyar Köztársaság Kormánya és a Lett Köztársaság Kormánya között a vámügyekben történő együttműködésről és kölcsönös segítségnyújtásról szóló Megállapodás kihirdetéséről
- 16/2002. (II. 18.) Korm. rendelet 	 a termőföldre vonatkozó elővásárlási és előhaszonbérleti jog gyakorlásának részletes szabályairól
- 17/2002. (II. 18.) Korm. rendelet 	 a Nemzeti Földalap vagyonnyilvántartásának, vagyonkezelésének és hasznosításának részletes szabályairól
- 18/2002. (II. 20.) Korm. rendelet 	 a Magyar Köztársaság Kormánya és az Osztrák Szövetségi Kormány között Budapesten, 2001. október 10-én aláírt Zsira-Lutzmannsburg települések között határátkelőhely létesítéséről, valamint osztrák államterületen közös határforgalom ellenőrzéséről szóló Megállapodás kihirdetéséről
- 19/2002. (II. 20.) Korm. rendelet 	 a Magyar Köztársaság Kormánya és a Kínai Népköztársaság Hongkongi Különleges Közigazgatású Területének Kormánya között Budapesten, 2001. április 26-án aláírt légiközlekedési megállapodás kihirdetéséről
- 20/2002. (II. 27.) Korm. rendelet 	 az államháztartás működési rendjéről szóló 217/1998. (XII. 30.) Korm. rendelet módosításáról szóló 280/2001. (XII. 26.) Korm. rendelet módosításáról
- 21/2002. (II. 27.) Korm. rendelet 	 a vasúti hatóság feladat- és hatásköréről szóló 51/1994. (IV. 8.) Korm. rendelet módosításáról
- 22/2002. (II. 27.) Korm. rendelet 	 a családok támogatásáról szóló 1998. évi LXXXIV. törvény végrehajtásáról rendelkező 223/1998. (XII. 30.) Korm. rendelet módosításáról
- 23/2002. (II. 27.) Korm. rendelet 	 a területi kiegyenlítést szolgáló fejlesztési célú támogatások felhasználásának részletes szabályairól szóló 32/1998. (II. 25.) Korm. rendelet módosításáról
- 24/2002. (II. 27.) Korm. rendelet 	 a 2002. évi területfejlesztési célelőirányzat régiók és megyék, valamint a területi kiegyenlítést szolgáló fejlesztési célú támogatások megyék közti felosztásáról
- 25/2002. (II. 27.) Korm. rendelet 	 a Nemzeti Települési Szennyvíz-elvezetési és -tisztítási Megvalósítási Programról
- 26/2002. (II. 27.) Korm. rendelet 	 a Nemzeti Települési Szennyvízelvezetési és -tisztítási Megvalósítási Programmal összefüggő szennyvízelvezetési agglomerációk lehatárolásáról
- 27/2002. (II. 27.) Korm. rendelet 	 a Nemzeti Települési Szennyvíz-elvezetési és -tisztítási Megvalósítási Program végrehajtásával összefüggő nyilvántartásról és jelentési kötelezettségről
- 28/2002. (II. 27.) Korm. rendelet 	 a Védelmi Programban résztvevők, valamint reájuk tekintettel más személyek támogatásáról és az egyes támogatási formákról, továbbá a büntetőeljárásban résztvevők, valamint az eljárást folytató hatóság tagjai személyi védelme elrendelésének feltételeiről és végrehajtásának szabályairól szóló 34/1999. (II. 26.) Korm. rendelet módosításáról
- 29/2002. (II. 27.) Korm. rendelet 	 a környezetvédelmi termékdíjról, továbbá egyes termékek környezetvédelmi termékdíjáról szóló 1995. évi LVI. törvény végrehajtásához szükséges egyes intézkedésekről rendelkező 113/1995. (IX. 27.) Korm. rendelet módosításáról
- 30/2002. (II. 28.) Korm. rendelet 	 a lakáscélú állami támogatásokról szóló 12/2001. (I. 31.) Korm. rendelet módosításáról

#### Március
- 31/2002. (III. 1.) Korm. rendelet 	 a tartós külszolgálatról
- 32/2002. (III. 1.) Korm. rendelet 	 a radioaktív hulladékok országhatáron át való szállításának engedélyezéséről
- 33/2002. (III. 4.) Korm. rendelet 	 a családi gazdálkodók és más mezőgazdasági kis- és középüzemek kedvezményes hitelezéséhez kapcsolódó kamattámogatásról és állami kezességvállalásról szóló 317/2001. (XII. 29.) Korm. rendelet módosításáról
- 34/2002. (III. 4.) Korm. rendelet 	 a Millenniumi Emlékérem adományozásának meghosszabbításáról
- 35/2002. (III. 7.) Korm. rendelet 	 a környezetvédelmi felügyelőségek, valamint a nemzeti park igazgatóságok feladat- és hatásköréről, továbbá a Környezet- és Természetvédelmi Főfelügyelőségről szóló 211/1997. (XI. 26.) Korm. rendelet módosításáról
- 36/2002. (III. 7.) Korm. rendelet 	 az országos településrendezési és építési követelményekről szóló 253/1997. (XII. 20.) Korm. rendelet módosításáról
- 37/2002. (III. 7.) Korm. rendelet 	 a területfejlesztési önkormányzati társulások működéséhez kapcsolódó költségvetési hozzájárulásról szóló 61/2000. (V. 3.) Korm. rendelet módosításáról
- 38/2002. (III. 7.) Korm. rendelet 	 a területfejlesztési célelőirányzat felhasználásának részletes szabályairól szóló 89/2001. (VI. 15.) Korm. rendelet módosításáról
- 39/2002. (III. 12.) Korm. rendelet 	 a Magyar Köztársaság és az Európai Közösségek és azok tagállamai között társulás létesítéséről szóló Európai Megállapodás 62. Cikke (3) bekezdésén alapuló, a Társulási Tanács 2/96. számú verseny végrehajtási szabályokról szóló határozata helyébe lépő, a 2002. évi X. törvénnyel kihirdetett 1/02. számú társulási tanácsi határozata Függelékében felsorolt közösségi szabályok kihirdetéséről
- 40/2002. (III. 21). Korm. rendelet 	 a sajátos építményfajták körébe tartozó honvédelmi és katonai célú építményekre vonatkozó építésügyi hatósági engedélyezési eljárások szabályairól
- 41/2002. (III. 21.) Korm. rendelet' 	 a határátlépéssel járó csapatmozgások engedélyezésének kormányzati feladatairól szóló 190/2000. (XI. 14.) Korm. rendelet, valamint a hazai gyakorló- és lőterek külföldiek által, térítés ellenében történő igénybevételéről szóló 83/2001. (V. 18.) Korm. rendelet módosításáról
- 42/2002. (III. 21.) Korm. rendelet 	 a súlyos fogyatékosság minősítésének és felülvizsgálatának, valamint a fogyatékossági támogatás folyósításának szabályairól szóló 141/2000. (VIII. 9.) Korm. rendelet módosításáról
- 43/2002. (III. 21.) Korm. rendelet 	 egyes szociális tárgyú kormányrendeletek módosításáról
- 44/2002. (III. 21.) Korm. rendelet 	 a testkulturális felsőoktatás alapképzési szakjainak képesítési követelményeiről
- 45/2002. (III. 21.) Korm. rendelet 	 a gazdálkodó szervezetek 2001. és 2002. évi egyedi termelési támogatásáról szóló 270/2000. (XII. 26.) Korm. rendelet módosításáról
- 46/2002. (III. 21.) Korm. rendelet 	 a technikai szabályzatok, műszaki tartalmú jogszabályok és megfelelőségértékelési eljárást tartalmazó szabályozások tervezeteire vonatkozó információszolgáltatásról, valamint a Notifikációs Központ feladat- és hatásköréről
- 47/2002. (III. 26.) Korm. rendelet 	 a kormányzati elektronikus aláírási rendszer kiépítésével összefüggő egyes kormányrendeletek módosításáról
- 48/2002. (III. 26.) Korm. rendelet 	 a közalkalmazottak jogállásáról szóló 1992. évi XXXIII. törvény egészségügyi ágazatban történő végrehajtásáról szóló 233/2000. (XII. 23.) Korm. rendelet módosításáról
- 49/2002. (III. 26.) Korm. rendelet 	 a közigazgatási szakvizsgáról szóló 35/1998. (II. 27.) Korm. rendelet módosításáról
- 50/2002. (III. 26.) Korm. rendelet 	 az egészségügyi szakellátási kapacitásmódosítások szakmai feltételeiről, eljárási rendjének és az új szolgáltatók befogadásának szabályairól
- 51/2002. (III. 26.) Korm. rendelet 	 az egyetemi és főiskolai hallgatók által fizetendő díjakról és térítésekről, valamint a részükre nyújtható egyes támogatásokról
- 52/2002. (III. 26.) Korm. rendelet 	 a Nemzeti Biztonsági Felügyelet részletes feladatairól és működési rendjéről, valamint az iparbiztonsági ellenőrzések részletes szabályairól
- 53/2002. (III. 26.) Korm. rendelet 	 a szakosítási megállapodások egyes csoportjainak a versenykorlátozás tilalma alól történő mentesítéséről
- 54/2002. (III. 26.) Korm. rendelet 	 a kutatási és fejlesztési megállapodások egyes csoportjainak a versenykorlátozás tilalma alól történő mentesítéséről
- 55/2002. (III. 26.) Korm. rendelet 	 a vertikális megállapodások egyes csoportjainak a versenykorlátozás tilalma alól történő mentesítéséről
- 56/2002. (III. 29.) Korm. rendelet 	 a terrorizmus elleni küzdelemben a Magyar Köztársaság által vállalt nemzetközi kötelezettségeken alapuló egyes korlátozó intézkedések elrendeléséről
- 57/2002. (III. 29.) Korm. rendelet 	 a hazai területi vizeken külföldi államok lobogója alatt közlekedő tengeri hajók hajózásbiztonsági ellenőrzése rendjéről
- 58/2002. (III. 29.) Korm. rendelet 	 a feladatellátási szerződések és a feladatátvállalási szerződések pályáztatásával és a pályázatok elbírálásával kapcsolatos részletes szabályokról
- 59/2002. (III. 29.) Korm. rendelet 	 a pénzmosás megelőzéséről és megakadályozásáról szóló 1994. évi XXIV. törvény végrehajtásáról szóló 299/2001. (XII. 27.) Korm. rendelet módosításáról
- 60/2002. (III. 29.) Korm. rendelet 	 a felsőoktatási intézményekben a képesítési követelmények alapján folyó alapképzési szakokon a nyelvvizsgák letételéről szóló 97/2000. (VI. 22.) Korm. rendelet módosításáról
- 61/2002. (III. 29.) Korm. rendelet 	 az önkéntes kölcsönös nyugdíjpénztárak befektetési és gazdálkodási szabályairól szóló 281/2001. (XII. 26.) Korm. rendelet, valamint a magánnyugdíjpénztárak befektetési és gazdálkodási tevékenységéről szóló 282/2001. (XII. 26.) Korm. rendelet módosításáról
- 62/2002. (III. 30.) Korm. rendelet 	 a Magyar Köztársaság Kormánya és az Osztrák Köztársaság Kormánya között a határforgalom ellenőrzésével kapcsolatos szolgáltatást végző vállalkozók jogállásáról szóló, Budapesten, 2000. szeptember 29-én aláírt Egyezmény kihirdetéséről
- 63/2002. (III. 30.) Korm. rendelet 	 a Magyar Köztársaság Kormánya és az Osztrák Szövetségi Kormány között Fertőrákoson, Fertő tavi vízi határátkelőhely és a magyar állam területén közös határforgalom-ellenőrző hely létesítéséről szóló, Lutzmannsburgban, 2002. február 23. napján aláírt Megállapodás kihirdetéséről és a fertőrákosi kikötő vámúttá nyilvánításáról
- 64/2002. (III. 30.) Korm. rendelet 	 a Magyar Köztársaság Kormánya és az Osztrák Szövetségi Kormány között Mörbisch-Fertőrákos közúti határátkelőhelyen, az osztrák állam területén közös határforgalom-ellenőrző hely létesítéséről szóló, Lutzmannsburgban, 2002. február 23. napján aláírt Megállapodás kihirdetéséről
- 65/2002. (III. 30.) Korm. rendelet 	 a Magyar Köztársaság Kormánya és az Osztrák Szövetségi Kormány között az Írottkő Natúrpark és a Naturpark Geschriebenstein között, az államhatárt átlépő turistaforgalomról szóló, Lutzmannsburgban, 2002. február 23. napján aláírt Megállapodás kihirdetéséről
- 66/2002. (III. 30.) Korm. rendelet 	 a Magyar Köztársaság Kormánya és az Osztrák Szövetségi Kormány között a közös államhatáron határátkelőhely, az osztrák államterületen határforgalom-ellenőrző hely létesítéséről és a Szentgotthárd-Heilingenkreuz-i Ipari Parkok között összekötő út építéséről szóló, Lutzmannsburgban, 2002. február 23. napján aláírt Megállapodás kihirdetéséről
- 67/2002. (III. 30.) Korm. rendelet 	 a Magyar Köztársaság Kormánya és a Dél-Afrikai Köztársaság Kormánya között a szervezett bűnözés, az illegális kábítószer-kereskedelem és más súlyos bűncselekmények elleni fellépésben történő együttműködésről szóló, Budapesten, 1999. május 3-án aláírt Megállapodás kihirdetéséről

#### Április
- 68/2002. (IV. 5.) Korm. rendelet 	 a Magyar Köztársaság Kormánya és a Japán Kormány között a Budapesti Történeti Múzeum audiovizuális berendezéssel való ellátása tárgyában történő levélváltás kihirdetéséről
- 69/2002. (IV. 12.) Korm. rendelet 	 az egészségügyi szolgáltatás gyakorlásának általános feltételeiről, a működési engedélyről és az egyéni vállalkozás keretében végezhető egészségügyi szolgáltatásról
- 70/2002. (IV. 12.) Korm. rendelet 	 az orvosi tevékenység ellátásáról szóló szerződés részletes szabályairól
- 71/2002. (IV. 12.) Korm. rendelet 	 a háziorvosi működtetési jog megszerzéséről és visszavonásáról, valamint a háziorvosi tevékenységhez szükséges ingó, ingatlan vagyon és működtetési jog megszerzésének hitelfeltételeiről szóló 18/2000. (II. 25.) Korm. rendelet módosításáról
- 72/2002. (IV. 12.) Korm. rendelet 	 a háziorvosok, házi gyermekorvosok és fogorvosi alapellátási vállalkozások támogatásáról szóló 229/2001. (XII. 5.) Korm. rendelet módosításáról
- 73/2002. (IV. 12.) Korm. rendelet 	 az egészségügyi felsőoktatás alapképzési szakjainak képesítési követelményeiről szóló 36/1996. (III. 5.) Korm. rendelet módosításáról
- 74/2002. (IV. 13.) Korm. rendelet 	 a Magyar Köztársaság Kormánya és a Seychelle-i Köztársaság Kormánya között a vízumkötelezettség kölcsönös megszüntetéséről szóló, Budapesten, 1991. július hó 5. napján aláírt Megállapodás jegyzékváltás útján, Nairobiban, 2001. október 2-án létrejött módosításának kihirdetéséről
- 75/2002. (IV. 13.) Korm. rendelet 	 a Magyar Köztársaság és az Európai Közösség és azok tagállamai közötti Európai Megállapodás végrehajtását szolgáló halkereskedelmi kiegészítő jegyzőkönyv kihirdetéséről
- 76/2002. (IV. 13.) Korm. rendelet 	 a Magyar Köztársaság Kormánya, valamint a Litván Köztársaság Kormánya között a vízumkötelezettség kölcsönös megszüntetése tárgyában, Vilniusban, 1992. augusztus 8. napján aláírt Megállapodás módosításáról szóló, jegyzékváltás útján létrejött Megállapodás kihirdetéséről
- 77/2002. (IV. 13.) Korm. rendelet 	 a felsőoktatási alapképzési szakok képesítési követelményeinek kreditrendszerű képzéshez illeszkedő kiegészítéséről
- 78/2002. (IV. 13.) Korm. rendelet 	 az érettségi vizsga vizsgaszabályzata és más, a közoktatást érintő kormányrendeletek módosításáról
- 79/2002. (IV. 13.) Korm. rendelet 	 a NATO (PfP) SOFA hatálya alá tartozó kártérítési ügyekkel kapcsolatos eljárásról
- 80/2002. (IV. 13.) Korm. rendelet 	 a köztisztviselők képesítési előírásairól szóló 9/1995. (II. 3.) Korm. rendelet módosításáról
- 81/2002. (IV. 13.) Korm. rendelet 	 az egyes szabálysértésekről szóló 218/1999. (XII. 28.) Korm. rendelet módosításáról
- 82/2002. (IV. 15.) Korm. rendelet 	 a mezőgazdasági termelők kibontakozási hitelkonstrukciójáról és a gazdahitel programról szóló 30/2000. (III. 10.) Korm. rendelet módosításáról
- 83/2002. (IV. 19.) Korm. rendelet 	 a Központi Pénzügyi és Szerződéskötő Egység felállításáról szóló Megállapodás kihirdetéséről
- 84/2002. (IV. 19.) Korm. rendelet 	 a Nemzeti Alap felállításáról szóló Megállapodás kihirdetéséről
- 85/2002. (IV. 19.) Korm. rendelet 	 a PHARE segélyprogram igénybevételéről szóló Keretmegállapodás kihirdetéséről
- 86/2002. (IV. 19.) Korm. rendelet 	 a nyugdíjszerű rendszeres szociális ellátások 2002. évi kiegészítő emeléséről
- 87/2002. (IV. 19.) Korm. rendelet 	 a nyugellátások és a baleseti járadék 2002. évi kiegészítő emeléséről
- 88/2002. (IV. 19.) Korm. rendelet 	 az egyes rendszeres szociális ellátásban részesülő személyek egyszeri juttatásáról
- 89/2002. (IV. 20.) Korm. rendelet 	 a Nemzeti Alapnak az ISPA keretében történő igénybevételéről szóló Együttműködési Megállapodás, valamint a 2000. évi ISPA projektek pénzügyi megállapodásainak kihirdetéséről
- 90/2002. (IV. 26.) Korm. rendelet 	 a Magyar Köztársaság Kormánya és a Horvát Köztársaság Kormánya között a Letenye/Gorican autópálya-kapcsolat létesítéséről szóló, Budapesten, 2001. március 2-án aláírt Egyezmény kihirdetéséről
- 91/2002. (IV. 26.) Korm. rendelet 	 a felnőttképzést folytató intézmények és a felnőttképzési programok akkreditációjának részletes szabályairól
- 92/2002. (IV. 26.) Korm. rendelet 	 a szomszédos államokban élő magyarokról szóló 2001. évi LXII. törvényben meghatározott támogatások központi nyilvántartásáról

#### Május
- 93/2002. (V. 5.) Korm. rendelet 	 a könyvviteli szolgáltatást végzők nyilvántartásba vételéről
- 94/2002. (V. 5.) Korm. rendelet 	 a csomagolásról és a csomagolási hulladék kezelésének részletes szabályairól
- 95/2002. (V. 5.) Korm. rendelet 	 a Rendvédelmi Szervek Védelmi Szolgálatáról szóló 49/1995. (V. 4.) Korm. rendelet módosításáról
- 96/2002. (V. 5.) Korm. rendelet 	 a zaj- és rezgésvédelemről szóló 12/1983. (V. 12.) MT rendelet módosításáról
- 97/2002. (V. 5.) Korm. rendelet 	 a védett személyek és a kijelölt létesítmények védelméről szóló 160/1996. (XI. 5.) Korm. rendelet módosításáról
- 98/2002. (V. 5.) Korm. rendelet	 az állatvédelmi bírságról szóló 244/1998. (XII. 31.) Korm. rendelet módosításáról
- 99/2002. (V. 5.) Korm. rendelet 	 a külföldiek beutazásáról és tartózkodásáról szóló 2001. évi XXXIX. törvény végrehajtásáról szóló 170/2001. (IX. 26.) Korm. rendelet módosításáról
- 100/2002. (V. 5.) Korm. rendelet 	 egyes szociális feladatokat ellátó nem állami fenntartók címzett támogatásáról
- 101/2002. (V. 5.) Korm. rendelet 	 a Nemzeti Földalap vagyonnyilvántartásának, vagyonkezelésének és hasznosításának részletes szabályairól szóló 17/2002. (II. 18.) Korm. rendelet módosításáról
- 102/2002. (V. 10.) Korm. rendelet 	 a nyugdíjszerű rendszeres szociális ellátások 2002. évi kiegészítő emeléséről szóló 86/2002. (IV. 19.) Korm. rendelet, valamint a nyugellátások és a baleseti járadék 2002. évi kiegészítő emeléséről szóló 87/2002. (IV. 19.) Korm. rendelet módosításáról
- 103/2002. (V. 10.) Korm. rendelet 	 az állatkísérletek végzéséről szóló 243/1998. (XII. 31.) Korm. rendelet módosításáról
- 104/2002. (V. 10.) Korm. rendelet 	 a tűzvédelmi hatósági tevékenység részletes szabályairól, a hivatásos önkormányzati tűzoltóságok illetékességi területéről szóló 115/1996. (VII. 24.) Korm. rendelet módosításáról
- 105/2002. (V. 14.) Korm. rendelet 	 a Magyar Köztársaság Kormánya és a Tunéziai Köztársaság Kormánya között a szervezett bűnözés elleni harcban történő együttműködésről szóló, Tuniszban, 1998. november 12-én aláírt Megállapodás kihirdetéséről
- 106/2002. (V. 14.) Korm. rendelet 	 a Magyar Köztársaság Kormánya és a Kínai Népköztársaság Makaó Különleges Közigazgatási Terület Kormánya között a vízumkötelezettség kölcsönös megszüntetéséről szóló, Makaóban, 2001. október hó 30. napján aláírt Megállapodás kihirdetéséről
- 107/2002. (V. 14.) Korm. rendelet 	 a Magyar Köztársaság Kormánya és a Kínai Népköztársaság Hongkong Különleges Közigazgatási Terület Kormánya között a vízumkötelezettség kölcsönös megszüntetéséről szóló, Hongkongban, 2002. január hó 8. napján aláírt Megállapodás kihirdetéséről
- 108/2002. (V. 14.) Korm. rendelet 	 a "Professor Emeritus" címmel rendelkezők rendszeres juttatásairól szóló 53/1995. (V. 10.) Korm. rendelet módosításáról
- 109/2002. (V. 14.) Korm. rendelet 	 a vízgazdálkodási társulatokról szóló 160/1995. (XII. 26.) Korm. rendelet módosításáról
- 110/2002. (V. 14.) Korm. rendelet 	 a magánszemélyek közműfejlesztési támogatásáról szóló 73/1999. (V. 21.) Korm. rendelet módosításáról
- 111/2002. (V. 14.) Korm. rendelet 	 a lakáscélú állami támogatásokról szóló 12/2001. (I. 31.) Korm. rendelet módosításáról
- 112/2002. (V. 15.) Korm. rendelet 	 nemzeti gyász kihirdetéséről
- 113/2002. (V. 15.) Korm. rendelet 	 a hallgatói hitelrendszerről és a Diákhitel Központról szóló 119/2001. (VI. 30.) Korm. rendelet módosításáról
- 114/2002. (V. 15.) Korm. rendelet 	 a felsőoktatási intézmények karainak felsorolásáról szóló 209/1999. (XII. 26.) Korm. rendelet módosításáról
- 115/2002. (V. 15.) Korm. rendelet 	 a külföldiek magyarországi és a magyarok külföldi felsőfokú tanulmányainak egyes kérdéseiről szóló 157/2001. (IX. 12.) Korm. rendelet módosításáról
- 116/2002. (V. 15.) Korm. rendelet 	 az egyetemi klinikai központ alapításával, működésével, megszűnésével, valamint az egyetem és az egyetemi klinikai központ együttműködésével kapcsolatos részletszabályokról
- 117/2002. (V. 15.) Korm. rendelet 	 a szomszédos államokban élő magyarokról szóló 2001. évi LXII. törvény hatálya alá tartozó személyek diákkedvezményeiről szóló 319/2001. (XII. 29.) Korm. rendelet módosításáról
- 118/2002. (V. 15.) Korm. rendelet 	 a diákigazolványról szóló 30/1999. (II. 15.) Korm. rendelet módosításáról
- 119/2002. (V. 15.) Korm. rendelet 	 a közgazdasági felsőoktatás alapképzési szakjainak képesítési követelményeiről szóló 4/1996. (I. 18.) Korm. rendelet módosításáról
- 120/2002. (V. 15.) Korm. rendelet 	 a művészeti felsőoktatás alapképzési szakjainak képesítési követelményeiről szóló 105/1998. (V. 23.) Korm. rendelet módosításáról
- 121/2002. (V. 15.) Korm. rendelet 	 az egyetemi szintű politológia alapképzési szak képesítési követelményeiről
- 122/2002. (V. 15.) Korm. rendelet 	 a felsőoktatásban a bölcsészettudományi és egyes társadalomtudományi alapképzési szakok képesítési követelményeiről szóló 129/2001. (VII. 13.) Korm. rendelet módosításáról
- 123/2002. (V. 15.) Korm. rendelet 	 a közbiztonságra különösen veszélyes eszközökről szóló 124/1993. (IX. 22.) Korm. rendelet módosításáról
- 124/2002. (V. 17.) Korm. rendelet 	 a Magyar Kormány és a Macedón Kormány között Budapesten, 2000. május 11-én aláírt légiközlekedési megállapodás kihirdetéséről
- 125/2002. (V. 17.) Korm. rendelet 	 az állami sportinformációs rendszerről készített 320/2001. (XII. 29.) Korm. rendelet módosításáról
- 126/2002. (V. 21.) Korm. rendelet 	 a létesítményi tűzoltóságokra vonatkozó részletes szabályokról szóló 118/1996. (VII. 24.) Korm. rendelet módosításáról
- 127/2002. (V. 21.) Korm. rendelet 	 az örökbefogadást elősegítő magánszervezetek tevékenységéről és működésük engedélyezéséről
- 128/2002. (V. 25.) Korm. rendelet 	 a védett személyek és a kijelölt létesítmények védelméről szóló 160/1996. (XI. 5.) Korm. rendelet módosításáról

#### Június
- 129/2002. (VI. 8.) Korm. rendelet 	 a társadalombiztosítás igazgatási szerveinek irányításával kapcsolatos feladat- és hatáskörökről szóló 131/1998. (VII. 23.) Korm. rendelet módosításáról
- 130/2002. (VI. 8.) Korm. rendelet 	 a gazdasági kamarai törvény végrehajtását felügyelő kormánymegbízott feladat- és hatáskörét szabályozó kormányrendeletek hatályon kívül helyezéséről
- 131/2002. (VI. 8.) Korm. rendelet 	 az információs társadalom megvalósításával összefüggő feladatokról, az informatikai kormánybiztos feladat- és hatásköréről szóló 100/2000. (VI. 23.) Korm. rendelet módosításáról
- 132/2002. (VI. 13.) Korm. rendelet 	 egyes kormányrendeletek módosításáról
- 133/2002. (VI. 18.) Korm. rendelet 	 a Nemzeti Gyermek és Ifjúsági Alapítványról szóló 81/1990. (IV. 27.) MT rendelet módosításáról
- 134/2002. (VI. 21.) Korm. rendelet 	 a Magyar Köztársaság Kormánya és a Horvát Köztársaság Kormánya között a két ország közös államhatárán lévő közúti határhidak üzemeltetéséről és fenntartásáról szóló, Zágrábban, 2001. április 19-én aláírt Megállapodás kihirdetéséről
- 135/2002. (VI. 21.) Korm. rendelet 	 a lakás-előtakarékosság állami támogatásáról szóló 215/1996. (XII. 23.) Korm. rendelet és a lakás-takarékpénztárak általános szerződési feltételeiről szóló 47/1997. (III. 12.) Korm. rendelet módosításáról
- 136/2002. (VI. 24.) Korm. rendelet 	 a Magyar Köztársaság Kormánya és Ausztrália Kormánya között az atomenergia békés célú felhasználása terén folytatandó együttműködésről és a nukleáris anyagok átadásáról Budapesten, 2001. augusztus 8-án aláírt egyezmény kihirdetéséről
- 137/2002. (VI. 25.) Korm. rendelet 	 a Nemzeti Földalap vagyonkezelésével, valamint a termőfölddel kapcsolatos egyes rendelkezések hatályon kívül helyezéséről
- 138/2002. (VI. 25.) Korm. rendelet 	 a Magyar Köztársaság és az Európai Közösségek és azok tagállamai közötti Társulási Tanács 2/2002. számú, az Európai Megállapodás 3. számú Jegyzőkönyvében foglalt feldolgozott mezőgazdasági termékek kereskedelmi feltételeinek javításáról szóló határozatának kihirdetéséről
- 139/2002. (VI. 25.) Korm. rendelet 	 a földművelésügyi és vidékfejlesztési miniszter feladatairól és hatásköréről szóló 155/1998. (IX. 30.) Korm. rendelet módosításáról
- 140/2002. (VI. 28.) Korm. rendelet 	 a pénzügyminiszter feladat- és hatásköréről
- 141/2002. (VI. 28.) Korm. rendelet 	 az informatikai és hírközlési miniszter feladat- és hatásköréről
- 142/2002. (VI. 28.) Korm. rendelet 	 az egészségügyi, szociális és családügyi miniszter feladat- és hatásköréről
- 143/2002. (VI. 28.) Korm. rendelet 	 a foglalkoztatáspolitikai és munkaügyi miniszter feladat- és hatásköréről
- 144/2002. (VI. 28.) Korm. rendelet 	 az egyéni vállalkozói igazolványról szóló 129/2000. (VII. 11.) Korm. rendelet módosításáról
- 145/2002. (VI. 29.) Korm. rendelet 	 a társadalombiztosítási nyugellátásról szóló 1997. évi LXXXI. törvény végrehajtásáról rendelkező 168/1997. (X. 6.) Korm. rendelet módosításáról
- 146/2002. (VI. 29.) Korm. rendelet 	 az ENSZ Transz-Európai Vasúti Együttműködési Alapítványi Egyezményről (TER) szóló, Genfben, 1992. december 17-én kelt Megállapodás 2001–2005 közötti időszakra történő meghosszabbításáról, valamint a Megállapodás, melléklete és függelékei egységes szerkezetben történő kihirdetéséről
- 147/2002. (VI. 29.) Korm. rendelet 	 a Nemzetközi Ösztöndíj Fórumról, valamint a Magyar Ösztöndíj Bizottságról

#### Július
- 148/2002. (VII. 1.) Korm. rendelet 	 a Miniszterelnöki Hivatalról
- 149/2002. (VII. 2.) Korm. rendelet 	 a védett személyek és a kijelölt létesítmények védelméről szóló 160/1996. (XI. 5.) Korm. rendelet módosításáról
- 150/2002. (VII. 2.) Korm. rendelet 	 a belügyminiszter feladat- és hatásköréről
- 151/2002. (VII. 2.) Korm. rendelet 	 az oktatási miniszter feladat- és hatásköréről szóló 162/1998. (IX. 30.) Korm. rendelet módosításáról
- 152/2002. (VII. 2.) Korm. rendelet 	 a nemzeti kulturális örökség miniszterének feladat- és hatásköréről szóló 161/1998. (IX. 30.) Korm. rendelet módosításáról
- 153/2002. (VII. 5.) Korm. rendelet 	 a Magyar Köztársaság Kormánya és a Belga Királyság Kormánya között a rendőrségi együttműködésről, valamint a szervezett bűnözés elleni harcban folytatott együttműködésről szóló, Brüsszelben, 1998. november 4-én aláírt Egyezmény kihirdetéséről
- 154/2002. (VII. 5.) Korm. rendelet 	 az igazságügyminiszter feladat- és hatásköréről szóló 157/1998. (IX. 30.) Korm. rendelet módosításáról
- 155/2002. (VII. 9.) Korm. rendelet 	 a környezetvédelmi és vízügyi miniszter feladat- és hatásköréről
- 156/2002. (VII. 11.) Korm. rendelet 	 a növényvédő szerek kis- és nagykereskedelmi forgalmazásának részletes szabályairól
- 157/2002. (VII. 11.) Korm. rendelet 	 a gyermek-, ifjúsági és sportminiszter feladat- és hatásköréről
- 158/2002. (VII. 11.) Korm. rendelet 	 a külügyminiszter feladat- és hatásköréről szóló 152/1994. (XI. 17.) Korm. rendelet módosításáról
- 159/2002. (VII. 11.) Korm. rendelet 	 a műszaki felsőoktatás alapképzési szakjainak képesítési követelményeiről szóló 157/1996. (X. 22.) Korm. rendelet módosításáról
- 160/2002. (VII. 17.) Korm. rendelet 	 az agrárgazdasági beruházásokhoz 1993–1995. években visszafizetési kötelezettséggel engedélyezett beruházási támogatások visszafizetésének elengedéséről
- 161/2002. (VII. 17.) Korm. rendelet 	 a természetes fürdővizek minőségi követelményeiről, valamint a természetes fürdőhelyek kijelöléséről és üzemeltetéséről szóló 273/2001. (XII. 21.) Korm. rendelet módosításáról
- 162/2002. (VII. 24.) Korm. rendelet 	 a nyugellátásban vagy nyugdíjszerű rendszeres szociális ellátásban részesülő személyek egyszeri juttatásáról
- 163/2002. (VII. 26.) Korm. rendelet 	 az egészségügyi közszolgáltatások nyújtásáról, valamint az orvosi tevékenység végzésének formáiról szóló 2001. évi CVII. törvény végrehajtásáról rendelkező egyes kormányrendeletek alkalmazásának elhalasztásáról

#### Augusztus
- 164/2002. (VIII. 2.) Korm. rendelet 	 az Észak-atlanti Szerződés Szervezete Biztonsági Beruházási Programja keretében kiírásra kerülő pályázatokon való részvételi jogosultság feltételeiről, a jogosultság megszerzésével kapcsolatos eljárás szabályairól és az eljáró szervezetről
- 165/2002. (VIII. 2.) Korm. rendelet 	 a Magyar Köztársaság Kormánya és a Jugoszláv Szövetségi Köztársaság Szövetségi Kormánya között Szabadkán, 2000. június 1-jén aláírt Röszke-Horgos határátkelőhely létesítéséről és megépítéséről szóló Megállapodás kihirdetéséről
- 166/2002. (VIII. 2.) Korm. rendelet 	 a szociális és családügyi miniszter által méltányossági jogkörben megállapítható egyszeri szociális segélyről szóló 63/2001. (IV. 13.) Korm. rendelet hatályon kívül helyezéséről és a folyamatban lévő ügyek intézéséről
- 167/2002. (VIII. 2.) Korm. rendelet 	 a Miniszterelnöki Hivatalról szóló 148/2002. (VII. 1.) Korm. rendelet módosításáról
- 168/2002. (VIII. 2.) Korm. rendelet 	 az áruk és a szolgáltatások biztonságosságáról és az ezzel kapcsolatos piacfelügyeleti eljárásról szóló 79/1998. (IV. 29.) Korm. rendelet módosításáról
- 169/2002. (VIII. 2.) Korm. rendelet 	 a családi gazdálkodók és más mezőgazdasági kis- és középüzemek kedvezményes hitelezéséhez kapcsolódó kamattámogatásról és állami kezességvállalásról szóló 317/2001. (XII. 29.) Korm. rendelet módosításáról
- 170/2002. (VIII. 7.) Korm. rendelet 	 a Nemzetközi Vasúti Árufuvarozásról szóló Megállapodás (SZMGSZ) kihirdetéséről
- 171/2002. (VIII. 9.) Korm. rendelet 	 a gazdasági és közlekedési miniszter feladat- és hatásköréről
- 172/2002. (VIII. 9.) Korm. rendelet 	 az egészségügyi szolgáltatások Egészségbiztosítási Alapból történő finanszírozásának részletes szabályairól szóló 43/1999. (III. 3.) Korm. rendelet módosításáról
- 173/2002. (VIII. 9.) Korm. rendelet 	 a közalkalmazotti szakmai szorzóval kapcsolatos jogszabályok hatályon kívül helyezéséről
- 174/2002. (VIII. 12.) Korm. rendelet 	 a kiemelt főtisztviselői és a központi tisztikar működtetéséről szóló 164/2001. (IX. 14.) Korm. rendelet módosításáról
- 175/2002. (VIII. 12.) Korm. rendelet 	 a belügyminiszter feladat- és hatásköréről szóló 150/2002. (VII. 2.) Korm. rendelet módosításáról
- 176/2002. (VIII. 15.) Korm. rendelet 	 veszélyhelyzet kihirdetéséről és az ennek során teendő intézkedésekről
- 177/2002. (VIII. 15.) Korm. rendelet 	 a Vámosszabadi-Medvedovo közúti határátkelőhelyen teljes határzár elrendeléséről
- 178/2002. (VIII. 15.) Korm. rendelet 	 a nem költségvetési szervként működő egyes egészségügyi szolgáltatók 2002. évi rendkívüli támogatásáról
- 179/2002. (VIII. 21.) Korm. rendelet 	 a veszélyhelyzet kihirdetéséről és az ennek során teendő intézkedésekről szóló 176/2002. (VIII. 15.) Korm. rendelettel kihirdetett veszélyhelyzet feloldásáról, valamint a Vámosszabadi-Medvedovo közúti határátkelőhelyen teljes határzár elrendeléséről szóló 177/2002. (VIII. 15.) Korm. rendelet hatályon kívül helyezéséről
- 180/2002. (VIII. 23.) Korm. rendelet 	 a villamos energiáról szóló 2001. évi CX. törvény egyes rendelkezéseinek végrehajtásáról
- 181/2002. (VIII. 23.) Korm. rendelet 	 a villamosenergia-fogyasztók feljogosításáról
- 182/2002. (VIII. 23.) Korm. rendelet 	 a villamos energia határon keresztül történő szállításának szabályozásáról
- 183/2002. (VIII. 23.) Korm. rendelet 	 az átállási költségek meghatározásának és kezelésének részletes szabályairól
- 184/2002. (VIII. 29.) Korm. rendelet 	 a közalkalmazottak jogállásáról szóló 1992. évi XXXIII. törvény végrehajtásáról a közoktatási intézményekben tárgyú 138/1992. (X. 8.) Korm. rendelet módosításáról
- 185/2002. (VIII. 29.) Korm. rendelet 	 a diákigazolványról szóló 30/1999. (II. 15.) Korm. rendelet módosításáról
- 186/2002. (VIII. 29.) Korm. rendelet 	 a felsőoktatási tanulmányi pontrendszer (kreditrendszer) bevezetéséről és az intézményi kreditrendszerek egységes nyilvántartásáról szóló 200/2000. (XI. 29.) Korm. rendelet módosításáról
- 187/2002. (VIII. 29.) Korm. rendelet 	 a felsőoktatási intézmények felvételi eljárásainak általános szabályairól szóló 269/2000. (XII. 26.) Korm. rendelet módosításáról
- 188/2002. (VIII. 29.) Korm. rendelet 	 a hallgatói hitelrendszerről és Diákhitel Központról szóló 119/2001. (VI. 30.) Korm. rendelet módosításáról

#### Szeptember
- 189/2002. (IX. 4.) Korm. rendelet 	 az életüktől és szabadságuktól politikai okból jogtalanul megfosztottak kárpótlásáról szóló 1992. évi XXXII. törvény végrehajtásáról
- 190/2002. (IX. 4.) Korm. rendelet 	 a Magyar Űrkutatási Iroda létrehozásáról szóló 3/1992. (I. 6.) Korm. rendelet módosításáról
- 191/2002. (IX. 4.) Korm. rendelet 	 a polgári felhasználású robbanóanyagok forgalmazásáról és felügyeletéről
- 192/2002. (IX. 5.) Korm. rendelet 	 a Magyar Népköztársaság Kormánya és a Kubai Köztársaság Kormánya között a vízumkényszer megszüntetéséről Budapesten, az 1978. évi augusztus hó 9. napján aláírt egyezmény kihirdetéséről szóló 11/1979. (III. 21.) MT rendelet hatályon kívül helyezéséről
- 193/2002. (IX. 6.) Korm. rendelet 	 a családi gazdaságok létrehozásáról, nyilvántartásba vételéről, működtetéséről, valamint kiemelt támogatásukról szóló 326/2001. (XII. 30.) Korm. rendelet módosításáról
- 194/2002. (IX. 6.) Korm. rendelet 	 a 2002. évi termésű élelmezési búza intervenciós felvásárlásáról és közraktári támogatásáról
- 195/2002. (IX. 6.) Korm. rendelet 	 a csomagolásról és a csomagolási hulladék kezelésének részletes szabályairól szóló 94/2002. (V. 5.) Korm. rendelet módosításáról
- 196/2002. (IX. 10.) Korm. rendelet 	 a Magyar Köztársaság Kormánya és a Brazil Szövetségi Köztársaság Kormánya közötti, az állatorvoslás és az állategészségügy területén megvalósuló technikai együttműködésről és a szakmai eljárási rendről szóló, Brazíliavárosban, 1999. november 10-én aláírt megállapodás kihirdetéséről
- 197/2002. (IX. 10.) Korm. rendelet 	 a Magyar Köztársaság Kormánya és a Brazil Szövetségi Köztársaság Kormánya közötti, a növényvédelmi karantén és a növényvédelem területén való együttműködésről szóló, Brazíliavárosban, 1999. november 10-én aláírt megállapodás kihirdetéséről
- 198/2002. (IX. 14.) Korm. rendelet 	 a gépjármű üzembentartójának kötelező felelősségbiztosításáról szóló 171/2000. (X. 13.) Korm. rendelet módosításáról
- 199/2002. (IX. 14.) Korm. rendelet 	 az államháztartás működési rendjéről szóló 217/1998. (XII. 30.) Korm. rendelet módosításáról
- 200/2002. (IX. 14.) Korm. rendelet 	 a kötelező egészségbiztosítás ellátásairól szóló 1997. évi LXXXIII. törvény végrehajtásáról szóló 217/1997. (XII. 1.) Korm. rendelet módosításáról
- 201/2002. (IX. 14.) Korm. rendelet 	 a Duna és mellékfolyói által 2002. augusztusban egyes, nem lakás céljára szolgáló épületekben okozott károk elhárításához kölcsön igényléséről
- 202/2002. (IX. 14.) Korm. rendelet 	 a vásárokról és piacokról szóló 35/1995. (IV. 5.) Korm. rendelet módosításáról
- 203/2002. (IX. 14.) Korm. rendelet 	 az üzletek működéséről és a belkereskedelmi tevékenység folytatásának feltételeiről szóló 4/1997. (I. 22.) Korm. rendelet módosításáról
- 204/2002. (IX. 18.) Korm. rendelet 	 a társadalombiztosítási támogatással rendelhető gyógyászati segédeszközökről és a támogatás összegéről szóló 48/2000. (IV. 13.) Korm. rendelet módosításáról
- 205/2002. (IX. 26.) Korm. rendelet 	 a zártcélú távközlő hálózatokról szóló 50/1998. (III. 27.) Korm. rendelet módosításáról
- 206/2002. (IX. 26.) Korm. rendelet 	 a nem polgári célú frekvenciagazdálkodás feladatait ellátó hatóság szervezetéről, valamint a nem polgári célú frekvenciagazdálkodás rendjéről szóló 279/2001. (XII. 23.) Korm. rendelet módosításáról
- 207/2002. (IX. 26.) Korm. rendelet 	 a gazdálkodó szervezetek 2001. és 2002. évi egyedi termelési támogatásáról szóló 270/2000. (XII. 26.) Korm. rendelet módosításáról
- 208/2002. (IX. 26.) Korm. rendelet 	 a tűzvédelmi bírságról szóló 116/1996. (VII. 24.) Korm. rendelet módosításáról

#### Október
- 209/2002. (X. 1.) Korm. rendelet 	 a központi költségvetési szervek központosított közbeszerzéseinek részletes szabályairól szóló 125/1996. (VII. 24.) Korm. rendelet módosításáról
- 210/2002. (X. 1.) Korm. rendelet 	 a személyes gondoskodást nyújtó gyermekjóléti alapellátások és gyermekvédelmi szakellátások térítési díjáról és az igénylésükhöz felhasználható bizonyítékokról szóló 133/1997. (VII. 29.) Korm. rendelet módosításáról
- 211/2002. (X. 1.) Korm. rendelet 	 a veszélyes anyagokkal kapcsolatos súlyos balesetek elleni védekezésről szóló 2/2001. (I. 17.) Korm. rendelet és az ENSZ EGB keretében létrejött, az Ipari Balesetek Országhatáron Túli Hatásairól, Helsinkiben, 1992. március 17-én kelt Egyezmény kihirdetéséről szóló 128/2001. (VII. 13.) Korm. rendelet módosításáról
- 212/2002. (X. 1.) Korm. rendelet 	 a társadalombiztosítás ellátásaira és a magánnyugdíjra jogosultakról, valamint e szolgáltatások fedezetéről szóló 1997. évi LXXX. törvény végrehajtásáról rendelkező 195/1997. (XI. 5.) Korm. rendelet módosításáról szóló 208/2000. (XII. 11.) Korm. rendelet módosításáról
- 213/2002. (X. 17.) Korm. rendelet 	 a lakáscélú állami támogatásokról szóló 12/2001. (I. 31.) Korm. rendelet módosításáról
- 214/2002. (X. 17.) Korm. rendelet 	 a Belügyminisztérium Bevándorlási és Állampolgársági Hivatal létrehozásáról szóló 162/1999. (XI. 19.) Korm. rendelet módosításáról
- 215/2002. (X. 17.) Korm. rendelet 	 a mezőgazdasági termelők éven belüli lejáratú hiteleinek adósságrendezési programjáról
- 216/2002. (X. 24.) Korm. rendelet 	 az EU Kommunikációs Közalapítvány létrehozásáról
- 217/2002. (X. 24.) Korm. rendelet 	 a 2002. évi termésű takarmánykukorica intervenciós felvásárlásáról és közraktári támogatásáról
- 218/2002. (X. 24.) Korm. rendelet 	 a művészeti felsőoktatás alapképzési szakjainak képesítési követelményeiről szóló 105/1998. (V. 23.) Korm. rendelet módosításáról
- 219/2002. (X. 24.) Korm. rendelet 	 a főiskolai szintű konduktor-óvodapedagógus alapképzési szak képesítési követelményeiről
- 220/2002. (X. 24.) Korm. rendelet 	 az egyetemi szintű informatikus agrármérnök alapképzési szak képesítési követelményeiről
- 221/2002. (X. 24.) Korm. rendelet 	 a közgazdasági felsőoktatás alapképzési szakjainak képesítési követelményeiről szóló 4/1996. (I. 18.) Korm. rendelet módosításáról
- 222/2002. (X. 24.) Korm. rendelet 	 a főiskolai szintű szőlész-borász alapképzési szak képesítési követelményeiről
- 223/2002. (X. 31.) Korm. rendelet 	 a nyugellátások és a baleseti járadék 2002. évi kiegészítő emeléséről
- 224/2002. (X. 31.) Korm. rendelet  a nyugdíjszerű rendszeres szociális ellátások 2002. november havi kiegészítő emeléséről
- 225/2002. (X. 31.) Korm. rendelet 	 a Miniszterelnöki Hivatalról szóló 148/2002. (VII. 1.) Korm. rendelet módosításáról

#### November
- 226/2002. (XI. 7.) Korm. rendelet 	 a Magyar Köztársaság és az Európai Közösségek és azok tagállamai közötti Társulási Tanács 4/2002. számú, a megfelelőségértékelésről és az ipari termékek elfogadásáról szóló Jegyzőkönyv az emberi felhasználásra kerülő gyógyszerek helyes laboratóriumi gyakorlatáról szóló 7. számú melléklete hatálybalépésének elfogadásáról szóló határozat kihirdetéséről
- 227/2002. (XI. 7.) Korm. rendelet 	 a 2003. évre szóló Országos Statisztikai Adatgyűjtési Programról és a 154/1999. (X. 22.) Korm. rendelet módosításáról
- 228/2002. (XI. 7.) Korm. rendelet 	 a Nemzetközi Ösztöndíj Fórumról, valamint a Magyar Ösztöndíj Bizottságról szóló 147/2002. (VI. 29.) Korm. rendelet módosításáról
- 229/2002. (XI. 7.) Korm. rendelet 	 a lakáscélú állami támogatásokról szóló 12/2001. (I. 31.) Korm. rendelet módosításáról
- 230/2002. (XI. 7.) Korm. rendelet 	 a magyar igazolvány és a magyar hozzátartozói igazolvány kiadásával kapcsolatos eljárásról szóló 318/2001. (XII. 29.) Korm. rendelet módosításáról
- 231/2002. (XI. 7.) Korm. rendelet 	 a nemzetközi segélyek, támogatások felhasználásával megvalósuló programok megfigyelő és értékelő rendszerének kialakításáról szóló 166/2001. (IX. 14.) Korm. rendelet módosításáról
- 232/2002. (XI. 7.) Korm. rendelet 	 a felsőoktatási intézmények felvételi eljárásainak általános szabályairól szóló 269/2000. (XII. 26.) Korm. rendelet módosításáról
- 233/2002. (XI. 7.) Korm. rendelet 	 a területfejlesztés pénzeszközeinek felhasználását szabályozó egyes kormányrendeletek módosításáról
- 234/2002. (XI. 7.) Korm. rendelet 	 a Magyar Köztársaság és az Európai Közösségek és annak tagállamai közötti Társulási Tanács 3/2002. számú, Magyarországnak a "Fiscalis" programban történő részvétele módozatairól és feltételeiről szóló határozata kihirdetéséről
- 235/2002. (XI. 7.) Korm. rendelet 	 a szövetkezeti üzletrészek állami megvásárlásával kapcsolatos egyes kérdésekről szóló 5/2002. (I. 25.) Korm. rendelet módosításáról
- 236/2002. (XI. 7.) Korm. rendelet 	 az Európai Unió Kommunikációs Közalapítvány létrehozásáról szóló 216/2002. (X. 24.) Korm. rendelet módosításáról
- 237/2002. (XI. 8.) Korm. rendelet 	 a hajózási hatóságok feladat- és hatásköréről, valamint illetékességéről
- 238/2002. (XI. 8.) Korm. rendelet 	 a családok támogatásáról szóló 1998. évi LXXXIV. törvény végrehajtásáról rendelkező 223/1998. (XII. 30.) Korm. rendelet módosításáról
- 239/2002. (XI. 12.) Korm. rendelet 	 a Magyar Köztársaság és az Európai Közösségek és azok tagállamai közötti Társulási Tanács 5/2002. számú, a megfelelőségértékelésről és az ipari termékek elfogadásáról szóló Jegyzőkönyvben megállapított hatáskörök átruházásáról szóló határozat kihirdetéséről
- 240/2002. (XI. 16.) Korm. rendelet 	 a kiemelt építésügyi igazgatási ügyekben eljáró hatóságok illetékességi területéről, a kijelölési eljárásról, valamint a szakmai feltételekről szóló 220/1997. (XII. 5.) Korm. rendelet módosításáról
- 241/2002. (XI. 16.) Korm. rendelet 	 a vállalkozásoknak nyújtott állami támogatások tilalma alóli mentességek egységes rendjéről szóló 163/2001. (IX. 14.) Korm. rendelet módosításáról
- 242/2002. (XI. 16.) Korm. rendelet 	 a fejlesztési adókedvezményről szóló 162/2001. (IX. 14.) Korm. rendelet módosításáról
- 243/2002. (XI. 16.) Korm. rendelet 	 a mezőgazdasági termelők éven belüli lejáratú hiteleinek adósságrendezési programjáról szóló 215/2002. (X. 17.) Korm. rendelet módosításáról
- 244/2002. (XI. 16.) Korm. rendelet 	 a Nemzeti és Etnikai Kisebbségi Hivatalról szóló 125/2001. (VII. 10.) Korm. rendelet módosításáról
- 245/2002. (XI. 22.) Korm. rendelet 	 a "Közbeszerzési Értesítő, a Közbeszerzések Tanácsának Hivatalos Lapjá"-ban történő közzététel rendjéről és térítési díjáról szóló 128/1995. (X. 20.) Korm. rendelet módosításáról
- 246/2002. (XI. 28.) Korm. rendelet 	 a felvonók és a mozgólépcsők építésügyi hatósági engedélyezéséről, üzemeltetéséről, ellenőrzéséről és az ellenőrökről szóló 113/1998. (VI. 10.) Korm. rendelet módosításáról
- 247/2002. (XI. 28.) Korm. rendelet 	 az egyes állatbetegségek gyanúja esetén, a települési önkormányzat jegyzőjének hatáskörébe tartozó ideiglenes hatósági intézkedésekről
- 248/2002. (XI. 28.) Korm. rendelet 	 a nemzeti helytállásért elnevezésű pótlék bevezetéséről szóló 173/1995. (XII. 27.) Korm. rendelet módosításáról
- 249/2002. (XI. 28.) Korm. rendelet 	 a közmunkaprogramok támogatási rendjéről szóló 49/1999. (III. 26.) Korm. rendelet módosításáról

#### December
- 250/2002. (XII. 5.) Korm. rendelet 	 az államháztartás szervezetei beszámolási és könyvvezetési kötelezettségének sajátosságairól szóló 249/2000. (XII. 24.) Korm. rendelet módosításáról
- 251/2002. (XII. 5.) Korm. rendelet 	 Nemzeti Kutatási és Fejlesztési Programok lebonyolításának szabályairól
- 252/2002. (XII. 5.) Korm. rendelet 	 a Központi Műszaki Fejlesztési Alapprogramról szóló 98/1996. (VII. 10.) Korm. rendelet módosításáról
- 253/2002. (XII. 5.) Korm. rendelet 	 a nehéz tehergépkocsik közlekedésének korlátozásáról szóló 111/1995. (IX. 21.) Korm. rendelet módosításáról
- 254/2002. (XII. 13.) Korm. rendelet 	 a Nemzeti Földalap vagyonnyilvántartásának, vagyonkezelésének és hasznosításának részletes szabályairól
- 255/2002. (XII. 13.) Korm. rendelet 	 termőföld állam által életjáradék fizetése ellenében történő megvásárlásáról
- 256/2002. (XII. 13.) Korm. rendelet 	 a pályakezdő munkanélküliek elhelyezkedésének elősegítéséről szóló 68/1996. (V. 15.) Korm. rendelet, továbbá a munkába járással összefüggő terhek csökkentését célzó támogatásokról, valamint a munkaerő-toborzás támogatásáról szóló 39/1998. (III. 4.) Korm. rendelet módosításáról
- 257/2002. (XII. 13.) Korm. rendelet 	 a Miniszterelnöki Hivatalról szóló 148/2002. (VII. 1.) Korm. rendelet módosításáról
- 258/2002. (XII. 17.) Korm. rendelet 	 a hallgatói hitelrendszerről és a Diákhitel Központról szóló 119/2001. (VI. 30.) Korm. rendelet módosításáról
- 259/2002. (XII. 18.) Korm. rendelet 	 a gyermekjóléti és gyermekvédelmi szolgáltatótevékenység engedélyezéséről, valamint a gyermekjóléti és gyermekvédelmi vállalkozói engedélyről
- 260/2002. (XII. 18.) Korm. rendelet 	 a gyámhatóságok, a területi gyermekvédelmi szakszolgálatok, a gyermekjóléti szolgálatok és a személyes gondoskodást nyújtó szervek és személyek által kezelt személyes adatokról szóló 235/1997. (XII. 17.) Korm. rendelet módosításáról
- 261/2002. (XII. 18.) Korm. rendelet 	 a nevelőszülői, a hivatásos nevelőszülői és a helyettes szülői jogviszony egyes kérdéseiről
- 262/2002. (XII. 18.) Korm. rendelet 	 a közmunkaprogramok támogatási rendjéről szóló 49/1999. (III. 26.) Korm. rendelet módosításáról
- 263/2002. (XII. 18.) Korm. rendelet 	 az okmányirodák kijelöléséről és illetékességi területéről szóló 256/2000. (XII. 26.) Korm. rendelet módosításáról
- 264/2002. (XII. 19.) Korm. rendelet 	 a külföldre utazásról szóló 1998. évi XII. törvény végrehajtásáról szóló 101/1998. (V. 22.) Korm. rendelet módosításáról
- 265/2002. (XII. 20.) Korm. rendelet 	 a vámjogról, a vámeljárásról, valamint a vámigazgatásról szóló 1995. évi C. törvény végrehajtásáról szóló 45/1996. (III. 25.) Korm. rendelet módosításáról
- 266/2002. (XII. 20.) Korm. rendelet 	 a mezőgazdaságban felhasznált gázolaj utáni jövedéki adó visszatérítés feltételeiről és szabályairól szóló 216/1997. (XII. 1.) Korm. rendelet módosításáról
- 267/2002. (XII. 20.) Korm. rendelet 	 az egyes, tartós időtartamú szabadságelvonást elszenvedettek részére járó juttatásról szóló 267/2000. (XII. 26.) Korm. rendelet módosításáról
- 268/2002. (XII. 20.) Korm. rendelet 	 a Magyar Villamosenergia-ipari Rendszerirányító Rt. (MAVIR Rt.) részvényvagyon átcsoportosításáról szóló 14/2002. (II. 1.) Korm. rendelet hatályon kívül helyezéséről
- 269/2002. (XII. 20.) Korm. rendelet 	 a fogyasztói csoportok szervezésére és működésére vonatkozó részletes szabályokról szóló 186/2001. (X. 11.) Korm. rendelet módosításáról
- 270/2002. (XII. 20.) Korm. rendelet 	 az Iparjogvédelmi Szakértői Testület szervezetéről és működéséről
- 271/2002. (XII. 20.) Korm. rendelet 	 a Washingtonban, 1973. március 3. napján elfogadott, a veszélyeztetett vadon élő állat- és növényfajok nemzetközi kereskedelméről szóló Egyezmény végrehajtásáról
- 272/2002. (XII. 21.) Korm. rendelet 	 az áruk, szolgáltatások és anyagi értéket képviselő jogok kiviteléről, illetőleg behozataláról szóló 112/1990. (XII. 23.) Korm. rendelet módosításáról
- 273/2002. (XII. 21.) Korm. rendelet 	 a közfürdők létesítéséről és működéséről szóló 121/1996. (VII. 24.) Korm. rendelet módosításáról
- 274/2002. (XII. 21.) Korm. rendelet 	 a levegő védelmével kapcsolatos egyes szabályokról szóló 21/2001. (II. 14.) Korm. rendelet és a felszíni vizek minősége védelmének egyes szabályairól szóló 203/2001. (X. 26.) Korm. rendelet módosításáról
- 275/2002. (XII. 21.) Korm. rendelet 	 az országos sugárzási helyzet és radioaktív anyagkoncentrációk ellenőrzéséről
- 276/2002. (XII. 21.) Korm. rendelet 	 a családi gazdaságok létrehozásáról, nyilvántartásba vételéről, működtetéséről, valamint kiemelt támogatásukról szóló 326/2001. (XII. 30.) Korm. rendelet módosításáról, valamint a családi gazdálkodók és más mezőgazdasági kis- és középüzemek kedvezményes hitelezéséhez kapcsolódó kamattámogatásáról és állami kezességvállalásáról szóló 317/2001. (XII. 29.) Korm. rendelet hatályon kívül helyezéséről
- 277/2002. (XII. 21.) Korm. rendelet 	 a telepengedély alapján gyakorolható ipari és szolgáltató tevékenységekről, valamint a telepengedélyezés rendjéről szóló 80/1999. (VI. 11.) Korm. rendelet módosításáról
- 278/2002. (XII. 21.) Korm. rendelet 	 a Magyar Köztársaság Művészeti Alapjának megszüntetéséről és a Magyar Alkotóművészeti Alapítvány létesítéséről szóló 117/1992. (VII. 29.) Korm. rendelet módosításáról
- 279/2002. (XII. 21.) Korm. rendelet 	 a külföldön nyilvántartásba vett adóalany számára adható általános forgalmiadó-visszatérítésről szóló 2/1993. (I. 13.) Korm. rendelet módosításáról
- 280/2002. (XII. 21.) Korm. rendelet 	 egyes oktatási jogszabályok módosításáról
- 281/2002. (XII. 21.) Korm. rendelet 	 a villamosenergia-rendszer jelentős zavara és a villamosenergia-ellátási válsághelyzet esetén szükséges intézkedésekről
- 282/2002. (XII. 21.) Korm. rendelet 	 a katasztrófák elleni védekezés irányításáról, szervezetéről és a veszélyes anyagokkal kapcsolatos súlyos balesetek elleni védekezésről szóló 1999. évi LXXIV. törvény végrehajtásáról rendelkező 179/1999. (XII. 10.) Korm. rendelet módosításáról
- 283/2002. (XII. 21.) Korm. rendelet 	 a balatoni vízpart-rehabilitációs szabályozás követelményeiről
- 284/2002. (XII. 21.) Korm. rendelet 	 a Frekvenciasávok Nemzeti Felosztási Táblázatának megállapításáról
- 285/2002. (XII. 21.) Korm. rendelet 	 az egészségügyi szakellátási kapacitás módosítások szakmai feltételeiről, eljárási rendjének és az új szolgáltatások befogadásának szabályairól szóló 50/2002. (III. 26.) Korm. rendelet módosításáról
- 286/2002. (XII. 23.) Korm. rendelet 	 az egyházi jogi személyek beszámoló készítési és könyvvezetési kötelezettségének sajátosságairól szóló 218/2000. (XII. 11.) Korm. rendelet módosításáról
- 287/2002. (XII. 23.) Korm. rendelet 	 a magánnyugdíjpénztárak beszámoló készítési és könyvvezetési kötelezettségének sajátosságairól szóló 222/2000. (XII. 19.) Korm. rendelet módosításáról
- 288/2002. (XII. 23.) Korm. rendelet 	 az önkéntes nyugdíjpénztárak beszámoló készítési és könyvvezetési kötelezettségének sajátosságairól szóló 223/2000. (XII. 19.) Korm. rendelet módosításáról
- 289/2002. (XII. 23.) Korm. rendelet 	 a számviteli törvény szerinti egyes egyéb szervezetek beszámoló készítési és könyvvezetési kötelezettségének sajátosságairól szóló 224/2000. (XII. 19.) Korm. rendelet módosításáról
- 290/2002. (XII. 27.) Korm. rendelet 	 az agrár- és vidékfejlesztési támogatások igénybevételének általános feltételeiről
- 291/2002. (XII. 27.) Korm. rendelet 	 a kereskedési könyvben nyilvántartott pozíciók, kockázatvállalások, a devizaárfolyam kockázat és nagykockázatok fedezetéhez szükséges tőkekövetelmény megállapításának szabályairól és a kereskedési könyv vezetésének részletes szabályairól szóló 244/2000. (XII. 24.) Korm. rendelet módosításáról
- 292/2002. (XII. 27.) Korm. rendelet 	 a dematerializált értékpapír előállításának és továbbításának módjáról és biztonsági szabályairól, valamint az értékpapírszámla, központi értékpapírszámla és az ügyfélszámla megnyitásának és vezetésének szabályairól szóló 284/2001. (XII. 26.) Korm. rendelet módosításáról
- 293/2002. (XII. 27.) Korm. rendelet 	 az egészségügyi szolgáltatások Egészségbiztosítási Alapból történő finanszírozásának részletes szabályairól szóló 43/1999. (III. 3.) Korm. rendelet módosításáról
- 294/2002. (XII. 27.) Korm. rendelet 	 a társadalombiztosítás ellátásaira és a magánnyugdíjra jogosultakról, valamint e szolgáltatások fedezetéről szóló 1997. évi LXXX. törvény végrehajtására kiadott 195/1997. (XI. 5.) Korm. rendelet módosításáról
- 295/2002. (XII. 27.) Korm. rendelet 	 a kötelező egészségbiztosítás ellátásairól szóló 1997. évi LXXXIII. törvény végrehajtásáról szóló 217/1997. (XII. 1.) Korm. rendelet módosításáról
- 296/2002. (XII. 27.) Korm. rendelet 	 a háziorvosok, házi gyermekorvosok és fogorvosi alapellátási vállalkozások támogatásáról szóló 229/2001. (XII. 5.) Korm. rendelet módosításáról
- 297/2002. (XII. 27.) Korm. rendelet 	 az egészségügyi közszolgáltatások nyújtásáról, valamint az orvosi tevékenység végzésének formáiról szóló 2001. évi CVII. törvény végrehajtásáról rendelkező egyes kormányrendeletek alkalmazásának elhalasztásáról szóló 163/2002. (VII. 26.) Korm. rendelet módosításáról
- 298/2002. (XII. 27.) Korm. rendelet 	 a pénztárak központi nyilvántartásával összefüggő egyes feladatokról, a pénztáraknak, valamint a foglalkoztatóknak a pénztártagra vonatkozó adatszolgáltatási kötelezettségéről szóló 172/1997. (X. 6.) Korm. rendelet módosításáról
- 299/2002. (XII. 27.) Korm. rendelet 	 a magánnyugdíjpénztárak tevékenységéhez kapcsolódó biztosításmatematikai és pénzügyi tervezési szabályokról, valamint a szolgáltatási szabályzatra és a tartalékok kezelésére vonatkozó előírásokról szóló 170/1997. (X. 6.) Korm. rendelet módosításáról
- 300/2002. (XII. 27.) Korm. rendelet 	 a magánnyugdíjpénztárak befektetési és gazdálkodási tevékenységéről szóló 282/2001. (XII. 26.) Korm. rendelet módosításáról
- 301/2002. (XII. 27.) Korm. rendelet 	 az önkéntes kölcsönös egészség- és önsegélyező pénztárak egyes gazdálkodási szabályairól szóló 268/1997. (XII. 22.) Korm. rendelet módosításáról
- 302/2002. (XII. 27.) Korm. rendelet 	 az önkéntes kölcsönös nyugdíjpénztárak befektetési és gazdálkodási szabályairól szóló 281/2001. (XII. 26.) Korm. rendelet módosításáról
- 303/2002. (XII. 27.) Korm. rendelet 	 a nyugellátások és a baleseti járadék emeléséről
- 304/2002. (XII. 27.) Korm. rendelet 	 a nyugdíjszerű rendszeres szociális ellátások emeléséről
- 305/2002. (XII. 27.) Korm. rendelet 	 a gyermek születése esetén az apát megillető munkaidő-kedvezménnyel összefüggő költségek megtérítéséről
- 306/2002. (XII. 27.) Korm. rendelet 	 az államháztartás működési rendjéről szóló 217/1998. (XII. 30.) Korm. rendelet módosításáról
- 307/2002. (XII. 27.) Korm. rendelet 	 az államháztartás szervezetei beszámolási és könyvvezetési kötelezettségének sajátosságairól szóló 249/2000. (XII. 24.) Korm. rendelet módosításáról
- 308/2002. (XII. 27.) Korm. rendelet 	 az Államháztartási Hivatal beszámolási és könyvvezetési kötelezettségének sajátosságairól szóló 253/2000. (XII. 24.) Korm. rendelet módosításáról
- 309/2002. (XII. 28.) Korm. rendelet 	 az autóbusszal végzett nemzetközi nem menetrend szerinti személyszállításról szóló (INTERBUS) megállapodás kihirdetéséről
- 310/2002. (XII. 28.) Korm. rendelet 	 a gazdálkodó szervezetek 2003. évi egyedi termelési támogatásáról
- 311/2002. (XII. 29.) Korm. rendelet 	 a személyes gondoskodást nyújtó szociális intézmény és a falugondnoki szolgálat működésének engedélyezéséről, továbbá a szociális vállalkozás engedélyezéséről szóló 188/1999. (XII. 16.) Korm. rendelet módosításáról
- 312/2002. (XII. 29.) Korm. rendelet 	 a személyes gondoskodást nyújtó szociális ellátások térítési díjáról szóló 29/1993. (II. 17.) Korm. rendelet módosításáról
- 313/2002. (XII. 29.) Korm. rendelet 	 az egyes pénzbeli szociális ellátások folyósításának és elszámolásának szabályairól szóló 30/1993. (II. 17.) Korm. rendelet módosításáról
- 314/2002. (XII. 29.) Korm. rendelet 	 a gyámhatóságokról, valamint a gyermekvédelmi és gyámügyi eljárásról szóló 149/1997. (IX. 10.) Korm. rendelet módosításáról
- 315/2002. (XII. 29.) Korm. rendelet 	 a Magyar Köztársaság és az Európai Közösségek és azok tagállamai közötti Társulási Tanács 6/2002. számú, az Európai Megállapodás 4. számú Jegyzőkönyvének módosításáról szóló határozata kihirdetéséről

### Országgyűlési határozatok (117)
- 1/2002. (II. 7.) OGY határozat     az atomenergia 2000. évi hazai alkalmazásának biztonságáról
- 2/2002. (II. 7.) OGY határozat    a Magyar Nemzeti Bank 1998. évi tevékenységéről szóló beszámoló elfogadásáról
- 3/2002. (II. 7.) OGY határozat     a Magyar Nemzeti Bank 1999. évi tevékenységéről szóló beszámoló elfogadásáról
- 4/2002. (II. 7.) OGY határozat     a Magyar Nemzeti Bank 2000. évi tevékenységéről szóló beszámoló elfogadásáról
- 5/2002. (II. 7.) OGY határozat     a gyermekek és az ifjúság helyzetéről, életkörülményeik alakulásáról és az ezzel összefüggésben megtett kormányzati intézkedésekről
- 6/2002. (II. 7.) OGY határozat     a `Nemzetközi Munkaügyi Konferencia által elfogadott, a magán-munkaközvetítő ügynökségekről szóló 181. számú egyezmény megerősítéséről
- 7/2002. (II. 7.) OGY határozat     a Magyar Köztársaság Kormánya és a Horvát Köztársaság Kormánya között az államaik területén jogellenesen tartózkodó személyek visszafogadásáról szóló, Zágrábban, 2001. november 15. napján aláírt Egyezmény megerősítéséről
- 8/2002. (II. 7.) OGY határozat     a Magyar Köztársaság Kormánya és a Jugoszláv Szövetségi Köztársaság Szövetségi Kormánya között a két állam területén jogellenesen tartózkodó személyek átadásáról és visszafogadásáról szóló, Belgrádban, 2001. november 7-én aláírt Egyezmény megerősítéséről
- 9/2002. (II. 7.) OGY határozat     a Magyar Köztársaság és a Chilei Köztársaság között 1997. március 10-én, Santiago de Chilében aláírt, a beruházások kölcsönös ösztönzéséről és védelméről szóló Megállapodás megerősítéséről
- 10/2002. (II. 7.) OGY határozat     a Magyar Kormány és a Macedón Kormány között a jogellenesen tartózkodó személyek visszafogadásáról szóló, Budapesten, 2001. szeptember 26-án aláírt Egyezmény megerősítéséről
- 11/2002. (II. 7.) OGY határozat     a Magyar Köztársaság és a Vietnami Szocialista Köztársaság között a Magyar Népköztársaság és a Vietnami Szocialista Köztársaság között, 1984. november 21-én, Hanoiban aláírt barátsági és együttműködési szerződés megszüntetéséről szóló, 2000. október 12-én, Hanoiban aláírt jegyzőkönyv megerősítéséről
- 12/2002. (II. 7.) OGY határozat     a Magyar Köztársaság és a Horvát Köztársaság között 1996. május 15-én, Zágrábban aláírt, a beruházások ösztönzéséről és kölcsönös védelméről szóló Megállapodás megerősítéséről
- 13/2002. (II. 7.) OGY határozat     a Magyar Köztársaság és a Libanoni Köztársaság között a beruházások ösztönzéséről és kölcsönös védelméről, Bejrútban, 2001. június 22-én aláírt Megállapodás megerősítéséről
- 14/2002. (II. 7.) OGY határozat     a Magyar Köztársaság Kormánya és a Lett Köztársaság Kormánya között személyek visszafogadásáról szóló, Budapesten, 2001. október 17. napján aláírt Egyezmény megerősítéséről
- 15/2002. (II. 27.) OGY határozat     Horváth Béla mentelmi ügyében
- 16/2002. (II. 27.) OGY határozat     a belvízi árufuvarozási szerződésről szóló Budapesti Egyezmény (CMNI) megerősítéséről
- 17/2002. (II. 27.) OGY határozat     a kábítószer-probléma visszaszorítása érdekében készített nemzeti stratégiai program megvalósulásáról, az ellátó-intézményrendszer átvilágításáról és hatékonyságvizsgálatáról szóló Jelentés elfogadásáról
- 18/2002. (II. 27.) OGY határozat     a XXX. Olimpiai Játékok és a XIV. Paralimpiai Játékok 2012-es budapesti megrendezésére vonatkozó pályázati szándék támogatásáról
- 19/2002. (V. 16.) OGY határozat     az Országgyűlés tisztségviselőinek megválasztásáról
- 20/2002. (V. 16.) OGY határozat     az Országgyűlés bizottságainak létrehozásáról, tisztségviselőinek és tagjainak megválasztásáról
- 21/2002. (V. 22.) OGY határozat     az Interparlamentáris Unió Magyar Nemzeti Csoportjának megalakulásáról
- 22/2002. (V. 22.) OGY határozat     az Országgyűlés bizottságainak létrehozásáról, tisztségviselőinek és tagjainak megválasztásáról szóló 20/2002. (V. 16.) OGY határozat módosításáról
- 23/2002. (V. 22.) OGY határozat     a Magyar Rádió, a Magyar Televízió és a Hungária Televízió Közalapítvány Kuratóriuma Elnökségének, illetőleg Ellenőrző Testületének kiegészítéséről
- 24/2002. (V. 27.) OGY határozat     a miniszterelnök megválasztásáról
- 25/2002. (VI. 5.) OGY határozat     az Országgyűlés bizottságainak létrehozásáról, tisztségviselőinek és tagjainak megválasztásáról szóló 20/2002. (V. 16.) OGY határozat módosításáról
- 26/2002. (VI. 5.) OGY határozat     a Magyar Rádió, a Magyar Televízió és a Hungária Televízió Közalapítvány Kuratóriuma Elnökségének, illetőleg Ellenőrző Testületének kiegészítéséről
- 27/2002. (VI. 5.) OGY határozat     az Állami Számvevőszék alelnökeit jelölő ideiglenes (eseti) bizottság felállításáról
- 28/2002. (VI. 13.) OGY határozat     az Országgyűlés bizottságainak létrehozásáról, tisztségviselőinek és tagjainak megválasztásáról szóló 20/2002. (V. 16.) OGY határozat módosításáról
- 29/2002. (VI. 20.) OGY határozat     az Európa Tanács Parlamenti Közgyűlésébe delegált országgyűlési küldöttség összetételéről
- 30/2002. (VI. 20.) OGY határozat     az Országgyűlés bizottságainak létrehozásáról, tisztségviselőinek és tagjainak megválasztásáról szóló 20/2002. (V. 16.) OGY határozat módosításáról
- 31/2002. (VI. 20.) OGY határozat     dr. Kosztolányi Dénes mentelmi ügyében
- 32/2002. (VI. 28.) OGY határozat      a Legfelsőbb Bíróság elnökének megválasztásáról
- 33/2002. (VI. 28.) OGY határozat      a Magyar Távirati Iroda Rt. Tulajdonosi Tanácsadó Testületének kiegészítéséről
- 34/2002. (VI. 28.) OGY határozat      a Magyar Köztársaság és a Jugoszláv Szövetségi Köztársaság közötti Szabadkereskedelmi Megállapodás megerősítéséről
- 35/2002. (VI. 28.) OGY határozat     a hazai népegészségügyi helyzettel összefüggő egyes hosszú távú feladatokról
- 36/2002. (VI. 28.) OGY határozat    az Országgyűlés bizottságainak létrehozásáról, tisztségviselőinek és tagjainak megválasztásáról szóló 20/2002. (V. 16.) OGY határozat módosításáról
- 37/2002. (VII. 4.) OGY határozat     az Európa Tanács 1999. január 27-én kelt Korrupció Elleni Büntetőjogi Egyezményének megerősítéséről szóló 67/2000. (IX. 13.) OGY határozat módosításáról
- 38/2002. (VII. 4.) OGY határozat     a hosszú távú egészségpolitika folyamatosságának megőrzéséről és az egészségügyi, valamint a szociális rendszerekben ellátottak jogainak érvényesítését biztosító szervezet kialakításáról
- 39/2002. (VII. 4.) OGY határozat az Országgyűlés bizottságainak létrehozásáról, tisztségviselőinek és tagjainak megválasztásáról szóló 20/2002. (V. 16.) OGY határozat módosításáról
- 40/2002. (VII. 4.) OGY határozat     a 2002. évi önkormányzati és kisebbségi, valamint országos kisebbségi választások pénzügyi támogatásáról
- 41/2002. (VII. 12.) OGY határozat     a rendszerváltás utáni első, szabadon választott Magyar Országgyűlés megalakulását követően kormányzati politikai szerepet betöltő személyeknek az előző politikai rendszer állambiztonsági tevékenységében való részvételének tényeit és körülményeit vizsgáló bizottság felállításáról
- 42/2002. (VII. 12.) OGY határozat     a rendszerváltás utáni első, szabadon választott Magyar Országgyűlés megalakulását követően kormányzati politikai szerepet betöltő személyeknek az előző politikai rendszer állambiztonsági tevékenységében való részvételének tényeit és körülményeit vizsgáló bizottság tisztségviselőinek és tagjainak megválasztásáról
- 43/2002. (VII. 12.) OGY határozat     a miniszterelnök titkosszolgálatokkal összefüggő tevékenységének és múltjának tényeit és következményeit vizsgáló bizottság felállításáról
- 44/2002. (VII. 12.) OGY határozat         a miniszterelnök titkosszolgálatokkal összefüggő tevékenységének és múltjának tényeit és következményeit vizsgáló bizottság tisztségviselőinek és tagjainak megválasztásáról
- 45/2002. (VII. 12.) OGY határozat    az Állami Számvevőszék alelnökeit jelölő ideiglenes (eseti) bizottság felállításáról szóló 27/2002. (VI. 5.) OGY határozat módosításáról
- 46/2002. (VII. 12.) OGY határozat    a családok hajléktalanságának megelőzéséről
- 47/2002. (VII. 12.) OGY határozat    a Magyar Köztársaság és az Európai Rendőrségi Hivatal között Budapesten, 2001. október 4-én aláírt Együttműködési Megállapodás 3. Cikk 3. bekezdésének megfelelő elfogadó nyilatkozat megerősítéséről
- 48/2002. (VII. 19.) OGY határozat    a földbirtok-politikai irányelvekről
- 49/2002. (VII. 19.) OGY határozat     az ENSZ Éghajlatváltozási Keretegyezményben Részes Felek Konferenciájának 1997. évi harmadik ülésszakán elfogadott Kiotói Jegyzőkönyvhöz történő csatlakozásról
- 50/2002. (VII. 19.) OGY határozat     az Állami Számvevőszék alelnökeit jelölő ideiglenes (eseti) bizottság felállításáról szóló 27/2002. (VI. 5.) OGY határozat módosításáról
- 51/2002. (VII. 19.) OGY határozat     az Országgyűlés bizottságainak létrehozásáról, tisztségviselőinek és tagjainak megválasztásáról szóló 20/2002. (V. 16.) OGY határozat módosításáról
- 52/2002. (VII. 19.) OGY határozat     a nemzeti és etnikai kisebbségi szervezetek költségvetési támogatásáról szóló 105/2001. (XII. 21.) OGY határozat módosításáról
- 53/2002. (IX. 13.) OGY határozat     a Magyar Köztársaság és a Holland Királyság között az összekötő tisztek feladatainak az Európai Rendőrségi Hivatalnál történő megfelelő teljesítéséhez szükséges kiváltságokról és mentességekről szóló, 2002. február 8-án jegyzékváltás útján létrejött Megállapodás megerősítéséről
- 54/2002. (IX. 13.) OGY határozat     az európai szabadalmak megadásáról szóló 1973. október 5-i Müncheni Egyezményhez történő csatlakozásról és az Egyezmény Münchenben, 2000. november 29-én felülvizsgált szövegének megerősítéséről
- 55/2002. (IX. 13.) OGY határozat     az afrikai-eurázsiai vándorló vízimadarak védelméről szóló, Hágában, 1995. június 16-án aláírt nemzetközi Megállapodáshoz történő csatlakozásról
- 56/2002. (IX. 13.) OGY határozat     az új növényfajták oltalmára létesült Nemzetközi Egyezmény Genfben, 1991. március 19-én felülvizsgált szövegéhez történő csatlakozásról
- 57/2002. (IX. 13.) OGY határozat     a terrorizmus finanszírozásának visszaszorításáról, New Yorkban, az Egyesült Nemzetek Közgyűlésének 54. ülésszakán, 1999. december 9-én elfogadott nemzetközi egyezmény megerősítéséről
- 58/2002. (IX. 20.) OGY határozat     a Magyar Köztársaság Kormánya és Románia Kormánya között, állampolgáraik és más személyek visszafogadásáról szóló, Bukarestben, 2001. december 10. napján aláírt Egyezmény – megerősítéséről
- 59/2002. (IX. 20.) OGY határozat     az 1956. évi forradalom és szabadságharc eseményeivel, valamint Nagy Imre miniszterelnök mártírhalálával összefüggő történelmi ünnepnapok méltó megünnepléséről
- 60/2002. (IX. 20.) OGY határozat     az Országgyűlés bizottságainak létrehozásáról, tisztségviselőinek és tagjainak megválasztásáról szóló 20/2002. (V. 16.) OGY határozat módosításáról
- 61/2002. (IX. 20.) OGY határozat     dr. Szili Katalin mentelmi ügyében
- 62/2002. (X. 4.) OGY határozat     dr. Nagy Gábor Tamás mentelmi ügyében
- 63/2002. (X. 4.) OGY határozat népi kezdeményezésről
- 64/2002. (X. 4.) OGY határozat     a Magyar Távirati Iroda Részvénytársaság 1997. évi tevékenységéről szóló beszámolójáról
- 65/2002. (X. 4.) OGY határozat     a Magyar Távirati Iroda Részvénytársaság 1998. évi tevékenységéről szóló jelentés elfogadásához
- 66/2002. (X. 4.) OGY határozat     a Magyar Távirati Iroda Részvénytársaság 1999. évi tevékenységéről szóló jelentés elfogadásához
- 67/2002. (X. 4.) OGY határozat     a Magyar Távirati Iroda Részvénytársaság 2000. évi tevékenységéről szóló beszámolójáról
- 68/2002. (X. 4.) OGY határozat     a Magyar Távirati Iroda Részvénytársaság 2001. évi tevékenységéről szóló beszámolójáról
- 69/2002. (X. 4.) OGY határozat     az Állami Számvevőszék 2001. évi tevékenységéről szóló jelentés elfogadásáról
- 70/2002. (X. 4.) OGY határozat     az Adó- és Pénzügyi Ellenőrzési Hivatal működése és felügyelete során felmerült aggályok kivizsgálására irányuló parlamenti vizsgálóbizottság felállításáról
- 71/2002. (X. 29.) OGY határozat    a Magyar Köztársaság és Kuwait Állam között a kettős adóztatás elkerülésére a jövedelem és vagyonadók területén a gazdasági kapcsolataik előmozdítására Kuwaitban, 1994. január 17-én aláírt Egyezményt módosító, Kuwaitban, 2001. december 9-én aláírt Jegyzőkönyv megerősítéséről
- 72/2002. (X. 29.) OGY határozat     a Magyar Nemzeti Bank Felügyelő Bizottsága elnökének és három további tagjának választásáról
- 73/2002. (X. 31.) OGY határozat     a Magyar Köztársaság Kormánya és az Észt Köztársaság Kormánya között a személyek visszafogadásáról szóló, Tallinnban, 2002. március 13-án aláírt Egyezmény megerősítéséről
- 74/2002. (X. 31.) OGY határozat     a Magyar Köztársaság és az Osztrák Köztársaság között a közös államhatár láthatóságának biztosításáról és az ezzel összefüggő kérdések szabályozásáról, a Magyar Népköztársaság és az Osztrák Köztársaság által 1964. október 31-én aláírt és 1987. április 29-én módosított és kiegészített Szerződés módosításáról és kiegészítéséről szóló, Budapesten, 2002. április 8-án aláírt Szerződés megerősítéséről
- 75/2002. (X. 31.) OGY határozat     a Magyar Televízió, a Magyar Rádió és a Hungária Televízió Közalapítványok kiegészítő támogatásáról szóló 108/1999. (XII. 22.) OGY határozat módosításáról
- 76/2002. (XI. 7.) OGY határozat         a merülésvonalakról szóló 1966. évi nemzetközi egyezményre vonatkozó 1988. évi jegyzőkönyvhöz való csatlakozásról
- 77/2002. (XI. 7.) OGY határozat     a NATO feladatot végző tengeri hajók háborús kockázatait viselő nemzeteknek, a NATO tagjai általi kártalanításáról szóló Megállapodásról
- 78/2002. (XI. 7.) OGY határozat     a Magyar Köztársaság és a Jugoszláv Szövetségi Köztársaság között a kettős adóztatás elkerüléséről a jövedelem- és a vagyonadók területén, Budapesten, 2001. június 20-án aláírt Egyezmény megerősítéséről
- 79/2002. (XI. 7.) OGY határozat     a Magyar Köztársaság és az Orosz Föderáció között, Budapesten, 2001. január 12-én aláírt Konzuli Egyezmény megerősítéséről
- 80/2002. (XI. 7.) OGY határozat     dr. Mester László mentelmi ügyében
- 81/2002. (XI. 13.) OGY határozat     a mértéktelen sérülést okozónak vagy megkülönböztetés nélkül hatónak tekinthető egyes hagyományos fegyverek alkalmazásának betiltásáról, illetőleg korlátozásáról szóló Egyezmény módosításának megerősítéséről
- 82/2002. (XI. 13.) OGY határozat     az Európa Tanács 2001. november 23-án kelt Számítástechnikai bűnözésről szóló Egyezményének megerősítéséről
- 83/2002. (XI. 13.) OGY határozat     a Magyar Köztársaság Kormánya és a Görög Köztársaság Kormánya között a természeti és civilizációs katasztrófák és súlyos balesetek megelőzése és azok következményeinek felszámolása érdekében történő együttműködésről és kölcsönös segítségnyújtásról szóló, Budapesten, 2000. szeptember 13-án aláírt Egyezmény megerősítéséről
- 84/2002. (XI. 13.) OGY határozat     az Országgyűlés bizottságainak létrehozásáról, tisztségviselőinek és tagjainak megválasztásáról szóló 20/2002. (V. 16.) OGY határozat módosításáról
- 85/2002. (XI. 13.) OGY határozat     a Magyar Televízió Közalapítvány Kuratóriumának 1997. április 1. és 1998. március 24. közötti tevékenységéről szóló beszámolóról
- 86/2002. (XI. 13.) OGY határozat     a Magyar Televízió Közalapítvány Kuratóriumának 1998. március 24. és 1999. április 30. közötti tevékenységéről szóló beszámolóról
- 87/2002. (XI. 13.) OGY határozat     a Magyar Televízió Közalapítvány Kuratóriumának 1999. április 30. és 1999. december 31. közötti tevékenységéről szóló beszámolóról
- 88/2002. (XI. 13.) OGY határozat     a Magyar Televízió Közalapítvány Kuratóriumának 2000. január 1. és 2000. december 31. közötti tevékenységéről szóló beszámolóról
- 89/2002. (XI. 13.) OGY határozat     a Magyar Televízió Közalapítvány Kuratóriumának 2001. január 1. és 2001. december 31. közötti tevékenységéről szóló beszámolóról
- 90/2002. (XI. 13.) OGY határozat     a Hungária Televízió Közalapítvány Kuratóriumának 1997. áprilistól 1998. márciusig terjedő időszakáról szóló beszámolóról
- 91/2002. (XI. 13.) OGY határozat     a Hungária Televízió Közalapítvány 1998. áprilistól 1999. márciusig terjedő időszakáról szóló beszámolóról
- 92/2002. (XI. 13.) OGY határozat a Hungária Televízió Közalapítvány 1999. márciustól 2000. februárig terjedő időszakáról szóló beszámolóról
- 93/2002. (XI. 13.) OGY határozat     a Hungária Televízió Közalapítvány működésének 2000 áprilisától 2001 márciusáig terjedő időszakáról szóló beszámolóról
- 94/2002. (XI. 13.) OGY határozat     a Hungária Televízió Közalapítvány működésének 2001 áprilisától 2002 márciusáig terjedő időszakáról szóló beszámolóról
- 95/2002. (XI. 29.) OGY határozat      az Országgyűlés tisztségviselőinek megválasztásáról szóló 19/2002. (V. 16.) OGY határozat módosításáról
- 96/2002. (XI. 29.) OGY határozat      az Országgyűlés bizottságainak létrehozásáról, tisztségviselőinek és tagjainak megválasztásáról szóló 20/2002. (V. 16.) OGY határozat módosításáról
- 97/2002. (XI. 29.) OGY határozat     az Országos Rádió és Televízió Testület 1997. évi költségvetésének végrehajtásáról szóló beszámoló elfogadásáról
- 98/2002. (XI. 29.) OGY határozat     az Országos Rádió és Televízió Testület 1997. évi tevékenységéről szóló beszámolóról
- 99/2002. (XI. 29.) OGY határozat     az Országos Rádió és Televízió Testület 1998. évi tevékenységéről szóló beszámolóról
- 100/2002. (XI. 29.) OGY határozat     az Országos Rádió és Televízió Testület 1999. évi tevékenységéről szóló beszámolóról
- 101/2002. (XI. 29.) OGY határozat     az Országos Rádió és Televízió Testület 2000. évi tevékenységéről szóló beszámolóról
- 102/2002. (XI. 29.) OGY határozat     az Országos Rádió és Televízió Testület 2001. évi tevékenységéről szóló beszámolóról
- 103/2002. (XI. 29.) OGY határozat     a Magyar Rádió Közalapítvány Kuratóriumának 1997. áprilistól 1998. márciusig terjedő időszakáról szóló beszámolóról
- 104/2002. (XI. 29.) OGY határozat   a Magyar Rádió Közalapítvány 1998. áprilistól 1999. márciusig terjedő időszakáról szóló beszámolóról
- 105/2002. (XI. 29.) OGY határozat    a Magyar Rádió Közalapítvány 1999. áprilistól 2000. februárig terjedő időszakáról szóló beszámolóról
- 106/2002. (XI. 29.) OGY határozat     a Magyar Rádió Közalapítvány 2000. február 29.-2001. március 31. közötti tevékenységéről szóló beszámolóról
- 107/2002. (XI. 29.) OGY határozat     a Magyar Rádió Közalapítvány 2001. április 1.-2002. március 25. közötti tevékenységéről szóló beszámolóról
- 108/2002. (XII. 6.) OGY határozat     az Országgyűlés bizottságainak létrehozásáról, tisztségviselőinek és tagjainak megválasztásáról szóló 20/2002. (V. 16.) OGY határozat módosításáról
- 109/2002. (XII. 6.) OGY határozat Font Sándor mentelmi ügyében
- 110/2002. (XII. 12.) OGY határozat      az Országos Hulladékgazdálkodási Tervről
- 111/2002. (XII. 18.) OGY határozat      az afganisztáni Nemzetközi Biztonsági Közreműködő Erők műveleteiben magyar katonai egészségügyi kontingens részvételéről
- 112/2002. (XII. 19.) OGY határozat     a hajléktalan emberek ellátását végző közhasznú szervezetek működési támogatásának elosztásáról
- 113/2002. (XII. 19.) OGY határozat     az Országgyűlés bizottságainak létrehozásáról, tisztségviselőinek és tagjainak megválasztásáról szóló 20/2002. (V. 16.) OGY határozat módosításáról
- 114/2002. (XII. 23.) OGY határozat     a 2003. április 12-i ügydöntő országos népszavazás pénzügyi támogatásáról
- 115/2002. (XII. 25.) OGY határozat     a nemzeti és etnikai kisebbségi jogok országgyűlési biztosának tevékenységéről szóló beszámoló elfogadásáról
- 116/2002. (XII. 25.) OGY határozat     az adatvédelmi biztos beszámolójának elfogadásáról
- 117/2002. (XII. 25.) OGY határozat  az állampolgári jogok országgyűlési biztosának és általános helyettesének 2001. évi tevékenységéről szóló beszámoló elfogadásáról

### Egyéb fontosabb jogszabályok

#### Miniszteri rendeletek

##### Január
- 1/2002. (I. 7.) FVM-GM-KöViM együttes rendelet Az építőipari kivitelezési, valamint a felelős műszaki vezetői tevékenység gyakorlásának részletes szakmai szabályairól és az építési naplóról szóló 51/2000. (VIII. 9.) FVM-GM-KöViM együttes rendelet módosításáról
- 2/2002. (I. 7.) FVM rendelet Egyes építésügyi jogszabályok módosításáról
- 3/2002. (I. 7.) FVM rendelet A kristálycukor 2002. első félévi irányáráról
- 4/2002. (I. 7.) FVM rendelet A kristálycukor 2002. első félévi alsó és felső intervenciós áráról
- 1/2002. (I. 7.) PM rendelet A költségvetési viszontgarancia vállalásának és érvényesítésének részletes szabályairól szóló 48/1997. (XII. 31.) PM rendelet módosításáról
- 1/2002. (I. 11.) OM rendelet a szakmai követelmények kiadásáról szóló 16/1994. (VII. 8.) MKM rendelet módosításáról
- 1/2002. (I. 11.) EüM rendelet Az egészségügyi intézményekben keletkező hulladék kezeléséről
- 1/2002. (I. 11.) HM rendelet A szolgálati tevékenységgel összefüggő érdemek elismeréséről szóló 21/1992. (X. 13.) HM rendelet módosításáról
- 2/2002. (I. 11.) HM rendelet Az élelmiszer-utalvánnyal való ellátásról szóló 15/2000. (VI. 20.) HM rendelet módosításáról
- 1/2002. (I. 11.) MeHVM rendelet A hálózati szolgáltatások költségszámítására vonatkozó szabályokról
- 5/2002. (I. 12.) FVM-KöM együttes rendelet A nem halászható (horgászható) halfajokról és víziállatokról, valamint az egyes halfajok szerinti halászati tilalmi időkről szóló 73/1997. (X. 28.) FM-KTM együttes rendelet módosításáról
- 6/2002. (I. 15.) FVM rendelet Az erdőről és az erdő védelméről szóló 1996. évi LIV. törvény végrehajtásának szabályairól szóló 29/1997. (IV. 30.) FM rendelet módosításáról
- 1/2002. (I. 15.) KöM rendelet A Balaton-felvidéki Nemzeti Park bővítéséről
- 1/2002. (I. 16.) BM rendelet A választási eljárásról szóló 1997. évi C. törvény végrehajtásáról az országgyűlési képviselő-választásokon rendelkező 9/1998. (II. 20.) BM rendelet módosításáról
- 7/2002. (I. 17.) FVM rendelet A szakmai követelmények kiadásáról szóló 64/1994. (XII. 15.) FM rendelet módosításáról
- 1/2002. (I. 17.) IM rendelet a bírósági végrehajtási ügyvitelről és pénzkezelésről
- 1/2002. (I. 18.) KöViM-BM együttes rendelet A közúti járművezetők pályaalkalmassági vizsgálatáról szóló 11/1988. (XII. 20.) KM-BM együttes rendelet módosításáról
- 2/2002. (I. 18.) KöViM-BM együttes rendelet A közúti járművek forgalomba helyezésével és forgalomban tartásával, valamint környezetvédelmi felülvizsgálatával és ellenőrzésével kapcsolatos egyes díjakról szóló 11/1998. (IV. 17.) KHVM-BM együttes rendelet módosításáról
- 2/2002 (I. 18.) OM rendelet az ipari és kereskedelmi szakképesítések szakmai és vizsgakövetelményeiről szóló 18/1995. (VI. 6.) IKM rendelet módosításáról
- 8/2002. (I. 21.) FVM rendelet Az 1999. évi költségvetési törvényben jóváhagyott 16 milliárd forint összegű agrárhitelhez kapcsolódó kezességvállalás felhasználásáról, a szarvasmarha ágazat fejlesztéséről szóló 7/2000. (II. 29.) FVM rendelet módosításáról
- 2/2002. (I. 21.) MeHVM rendelet A rádió és televízió műsorszórás legmagasabb díjairól szóló 9/1998. (IV. 3.) KHVM rendelet módosításáról
- 3/2002. (I. 21.) MeHVM rendelet A távbeszélő szolgáltatási piacon jelentős piaci erővel rendelkező távközlési szolgáltató által nyújtott távbeszélő szolgáltatás díjairól, valamint az egyetemes távközlési szolgáltatással kapcsolatos díjcsomagokról
- 2/2002. (I. 23.) BM rendelet A tűzvédelem és a polgári védelem műszaki követelményeinek megállapításáról
- 9/2002. (I. 23.) FVM rendelet A vadon élő állat és a tenyésztett vad elejtéséről, húsvizsgálatáról és forgalmáról, valamint a házinyúl húsvizsgálatáról
- 10/2002. (I. 23.) FVM rendelet Az állati eredetű élelmiszerekben előforduló, egészségre ártalmas maradékanyagok monitoring vizsgálati rendjéről
- 2/2002. (I. 23.) KöM-FVM együttes rendelet Az érzékeny természeti területekre vonatkozó szabályokról
- 3/2002. (I. 23.) KöViM rendelet A Magyar Köztársaság légterében és repülőterein történő repülések végrehajtásának szabályairól szóló 14/2000. (XI. 14.) KöViM rendelet módosításáról
- 4/2002. (I. 23.) KöViM rendelet A légiforgalom irányításának szabályairól szóló 16/2000. (XI. 22.) KöViM rendelet módosításáról
- 1/2002. (I. 23.) KüM-IM együttes rendelet A konzuli tisztviselő konzuli okirat készítési és konzuli tanúsítvány kiállítási tevékenységének részletes szabályairól
- 2/2002. (I. 25.) EüM rendelet Az állatgyógyászati készítmények élelmiszerekben előforduló maradványának megengedhető mértékéről rendelkező 2/1999. (II. 5.) EüM rendelet módosításáról
- 1/2002. (I. 25.) GM rendelet A foglalkoztatást elősegítő támogatásokról, valamint a Munkaerőpiaci Alapból foglalkoztatási válsághelyzetek kezelésére nyújtható támogatásról szóló 6/1996. (VII. 16.) MüM rendelet módosításáról
- 3/2002. (I. 25.) HM rendelet A katonák illetményéről és illetményjellegű juttatásairól, valamint a közalkalmazottak jutalmazásáról
- 4/2002. (I. 25.) HM rendelet A repülőhajózók és ejtőernyősök egyszeri juttatásáról
- 5/2002. (I. 25.) HM rendelet A szerződéses katonák továbbszolgálói jutalma, leszerelési segélye, illetőleg toborzópénze megállapításának és kifizetésének rendjéről
- 6/2002. (I. 25.) HM rendelet A képzési támogatás visszatérítéséről
- 7/2002. (I. 25.) HM rendelet Egyes honvédelmi miniszteri rendeletek hatályon kívül helyezéséről
- 5/2002. (I. 25.) KöViM rendelet A szakmai vizsgák szervezésére feljogosított intézményekről szóló 23/1997. (XII. 10.) KHVM rendelet módosításáról
- 3/2002. (I. 26.) BM-IM-PM együttes rendelet Az ujj- és tenyérnyomatvétel, a fényképkészítés, valamint a DNS-mintavétel szabályairól szóló 8/2000. (II. 16.) BM-IM-PM együttes rendelet módosításáról
- 4/2002. (I. 26.) MeHVM rendelet Az Egyetemes Távközlési Támogatási Alapba fizetendő hozzájárulás és a teljesíthető támogatás mértékéről, illetőleg meghatározásának módjáról
- 5/2002. (I. 26.) MeHVM rendelet A belföldi fenntartott postai szolgáltatások legmagasabb hatósági díjairól
- 11/2002. (I. 28.) FVM rendelet A tehéntej irányáráról, valamint az alsó és felső intervenciós áráról
- 12/2002. (I. 28.) FVM rendelet A tehéntej minőséghez kötött támogatásáról
- 6/2002. (I. 28.) KöViM-KöM-PM együttes rendelet Az egyes használt vagy sérült gépjárművek vámkezelését megelőző vizsgálatról szóló 3/1999. (I. 18.) KHVM-KöM-PM együttes rendelet módosításáról
- 7/2002. (I. 28.) KöViM rendelet A földi kiszolgálás feltételeiről és engedélyezésének rendjéről
- 2/2002. (I. 29.) GM-KüM-ISM együttes rendelet A külföldiek magyarországi foglalkoztatásának engedélyezéséről szóló 8/1999. (XI. 10.) SZCSM rendelet, az áruk, szolgáltatások és anyagi értéket képviselő jogok kiviteléről, illetőleg behozataláról szóló 112/1990. (XII. 23.) Korm. rendelet végrehajtásáról rendelkező 6/1990. (XII. 29.) NGKM rendelet módosításáról
- 4/2002. (I. 30.) BM-PM együttes rendelet A Nemzetközi Bűnügyi Együttműködési Központ jogállásáról, részletes feladat- és hatásköréről, valamint a magyar bűnüldöző hatóságok és az Európai Rendőrségi Hivatal közötti nemzetközi együttműködésről
- 13/2002. (I. 30.) FVM rendelet A rókák veszettség elleni immunizálásáról
- 8/2002. (I. 30.) KöViM rendelet A veszélyes áru szállítási biztonsági tanácsadó képzésének, vizsgáztatásának szabályairól és díjairól
- 2/2002. (I. 31.) PM-TNM együttes rendelet A PHARE, SAPARD és ISPA előcsatlakozási eszközökből finanszírozott beszerzések általános forgalmi adó alóli mentesítésének szabályairól szóló 52/2000. (XII. 27.) PM-TNM együttes rendelet módosításáról

##### Február
- 2/2002. (II. 1.) KüM-GM együttes rendelet Egyes miniszteri rendeletek hatályon kívül helyezéséről
- 3/2002. (II. 1.) KüM-GM-PM együttes rendelet Egyes miniszteri rendeletek hatályon kívül helyezéséről
- 9/2002. (II. 6.) KöViM rendelet A nagysebességű vasúti rendszerek kölcsönös átjárhatóságáról
- 10/2002. (II. 6.) KöViM rendelet A légijárművel végzett gazdasági célú légiközlekedési tevékenység engedélyezésének rendjéről
- 11/2002. (II. 6.) KöViM rendelet A tengeri hajók felszereléseiről és ezek megfelelősége feltételeiről és tanúsításáról
- 3/2002. (II. 6.) PM rendelet A helyszínen kívüli ellenőrzéshez a Pénzügyi Szervezetek Állami Felügyelete részére szolgáltatandó adatok köréről és az adatszolgáltatás módjáról
- 4/2002. (II. 6.) PM rendelet A Kártalanítási Számla elszámolásának szabályairól
- 1/2002. (II. 6.) SZCSM rendelet A szakmai vizsgák szervezésére feljogosított intézményekről szóló 5/2000. (V. 16.) SZCSM rendelet módosításáról
- 2/2002. (II. 7.) IM rendelet A büntetés-végrehajtási szervezetnél adható lakáscélú támogatásról
- 1/2002. (II. 7.) ISM rendelet A Budapest Sportcsarnok újjáépítésével kapcsolatos egyes kérdések rendezéséről
- 12/2002. (II. 7.) KöViM rendelet A tengeri személyhajókra vonatkozó biztonsági követelményekről
- 2/2002. (II. 7.) SZCSM rendelet Az egyéni védőeszközök követelményeiről és megfelelőségének tanúsításáról
- 5/2002. (II. 8.) BM rendelet A választási adatszolgáltatásokért fizetendő igazgatási szolgáltatási díjakról szóló 10/1998. (II. 20.) BM rendelet módosításáról
- 5/2002. (II. 8.) PM rendelet A Magyar Export-Import Bank Részvénytársaság és a Magyar Exporthitel Biztosító Részvénytársaság központi költségvetéssel történő elszámolásának részletes szabályairól szóló 16/1998. (V. 20.) PM rendelet módosításáról
- 3/2002. (II. 8.) SZCSM-EüM együttes rendelet A munkahelyek munkavédelmi követelményeinek minimális szintjéről
- 14/2002. (II. 13.) FVM rendelet A földhivatalokról szóló 62/1999. (VII. 21.) FVM rendelet módosításáról
- 15/2002. (II. 13.) FVM rendelet A Magyar Élelmiszerkönyv kötelező előírásairól szóló 40/1995. (XI.16.) FM rendelet módosításáról
- 3/2002. (II. 13.) GM rendelet Az egyes sajátos műszaki építmények tekintetében az építési műszaki ellenőri névjegyzékbe való felvételhez szükséges szakvizsgáról, valamint az építésfelügyeletet ellátó szervezetek ezzel kapcsolatos feladatairól
- 1/2002. (II. 13.) NKÖM rendelet A rendkívüli állapot idején szükséges munkaerő meghagyásáról
- 2/2002. (II. 13.) NKÖM rendelet A katasztrófák elleni védekezés és a polgári védelem ágazati feladatairól
- 3/2002. (II. 15.) EüM-KöM együttes rendelet Az egyes veszélyes anyagokkal, illetve veszélyes készítményekkel kapcsolatos egyes tevékenységek korlátozásáról szóló 41/2000. (XII. 20.) EüM-KöM együttes rendelet módosításáról
- 4/2002. (II. 15.) GM rendelet A háztartási fényforrások energiafelhasználásának ismérveiről való tájékoztatásról
- 5/2002. (II. 15.) GM rendelet A háztartási villamos hűtőszekrényekre, fagyasztószekrényekre és ezek kombinációira vonatkozó energia-hatásfok követelményekről és megfelelőségük tanúsításáról
- 6/2002. (II. 15.) GM rendelet A háztartási kombinált mosó-szárítógépek energiafelhasználásának ismérveiről való tájékoztatásról
- 7/2002. (II. 15.) GM rendelet A háztartási mosogatógépek energiafelhasználásának ismérveiről való tájékoztatásról
- 8/2002. (II. 15.) HM rendelet A Magyar Honvédség hivatásos állományú tagjai nyugellátásának, a szerződéses katonák rokkantsági és baleseti rokkantsági nyugellátásának, valamint a hivatásos és szerződéses katonák baleseti járadékának részletes szabályairól
- 3/2002. (II. 15.) NKÖM rendelet A kulturális örökség védetté nyilvánításának részletes szabályairól
- 4/2002. (II. 15.) NKÖM rendelet A védett személyes adatot tartalmazó levéltári anyag másolatának adatvédelmi szerződés alapján történő továbbítása elleni tiltakozási jog gyakorlásáról
- 5/2002. (II. 15.) NKÖM rendelet A Magyar Nemzeti Filharmonikus Zenekar Énekkar és Kottatár megszüntetésével, jogutódlásával kapcsolatos egyes kérdésekről
- 3/2002. (II. 15.) OM rendelet a közoktatás minőségbiztosításáról és minőségfejlesztéséről
- 6/2002. (II. 16.) BM rendelet Egyes belügyminiszteri rendeletek módosításáról
- 16/2002. (II. 16.) FVM rendelet A termelői száraz dohány 2002. évi minőségi feláras támogatásáról
- 8/2002. (II. 16.) GM rendelet A potenciálisan robbanásveszélyes környezetben történő alkalmazásra szánt berendezések, védelmi rendszerek vizsgálatáról és tanúsításáról
- 13/2002. (II. 18.) KöViM rendelet A kikötőkbe érkező és azokat elhagyó, parti tengeren áthaladó és veszélyes vagy szennyező árukat szállító tengeri hajókkal szemben támasztott egyes követelményekről
- 4/2002. (II. 20.) EüM rendelet Az orvosok, fogorvosok, gyógyszerészek és klinikai szakpszichológusok folyamatos továbbképzéséről szóló 73/1999. (XII. 25.) EüM rendelet módosításáról
- 6/2002. (II. 20.) PM rendelet A befektetési szolgáltató, az elszámolóházi tevékenységet végző szervezet és a tőzsde tájékoztatási kötelezettségéről
- 7/2002. (II. 20.) PM rendelet Az elszámolóháznak nem minősülő elszámolóházi tevékenységet végző szervezet tartalékképzésének módjáról és mértékéről
- 8/2002. (II. 20.) PM rendelet A befektetési vállalkozások országkockázatának tőkekövetelményéről
- 9/2002. (II. 20.) PM rendelet Az elszámolóházi tevékenységet végző szervezet által a Pénzügyi Szervezetek Állami Felügyelete részére történő adatszolgáltatásról
- 10/2002. (II. 20.) PM rendelet A befektetési vállalkozások kintlevőségei, befektetései, mérlegen kívüli tételei és a fedezetei minősítésének, illetőleg értékelésének szempontjairól
- 11/2002. (II. 20.) PM rendelet A befektetési alapkezelők adatszolgáltatásának rendjéről és tartalmáról
- 12/2002. (II. 20.) PM rendelet A Pénzügyi Szervezetek Állami Felügyelete által lefolytatott államigazgatási eljárásokért fizetendő igazgatási szolgáltatási díjakról
- 13/2002. (II. 20.) PM rendelet A tőkemegfelelési mutató számításáról szóló 13/2001. (III. 9.) PM rendelet módosításáról
- 4/2002. (II. 20.) SZCSM-EüM együttes rendelet Az építési munkahelyeken és az építési folyamatok során megvalósítandó minimális munkavédelmi követelményekről
- 5/2002. (II. 22.) EüM-FVM együttes rendelet A növényekben, a növényi termékekben és a felületükön megengedhető növényvédőszer-maradék mértékéről
- 17/2002. (II. 22.) FVM rendelet A 2002. évi termésű takarmánykukorica garantált áron történő állami felvásárlásáról
- 3/2002. (II. 22.) KöM rendelet A hulladékok égetésének műszaki követelményeiről, működési feltételeiről és a hulladékégetés technológiai kibocsátási határértékeiről
- 18/2002. (II. 26.) FVM rendelet Az agrárgazdasági célok 2002. évi költségvetési támogatásáról szóló 102/2001. (XII. 16.) FVM rendelet módosításáról
- 9/2002. (II. 26.) GM rendelet A Magyar Beszállítói Díj alapításáról
- 14/2002. (II. 26.) KöViM-EüM együttes rendelet A polgári légiközlekedési szakszolgálati engedélyek egészségügyi feltételeiről és kiadásuk rendjéről
- 4/2002. (II. 26.) OM rendelet Az iskolai rendszerű szakképzésben részt vevő tanulók juttatásairól
- '5/2002. (II. 26.) SZCSM rendelet A javítóintézetek rendtartásáról szóló 30/1997. (X. 11.) NM rendelet módosításáról
- 6/2002. (II. 27.) EüM rendelet Az egészségügyi szakasszisztens (humángenetikai szakasszisztens) szakképesítés szakmai és vizsgakövetelményeinek kiadásáról
- 10/2002. (II. 27.) GM rendelet A gazdasági miniszter feladat- és hatáskörébe tartozó egyes miniszteri rendeletek hatályon kívül helyezéséről
- 4/2002. (II. 27.) KöM rendelet Az Őrségi Nemzeti Park létesítéséről
- 5/2002. (II. 27.) KöM rendelet A védett természeti területek védettségi szintjének helyreállításához szükséges kisajátítások ütemezéséről szóló 12/1997. (IV.25.) KTM rendelet módosításáról
- 15/2002. (II. 27.) KöViM rendelet A vasútvállalatok működésének engedélyezéséről
- 6/2002. (II. 27.) NKÖM rendelet A közlevéltárban folytatható kutatást engedélyező kuratórium működéséről
- 7/2002. (II. 27.) NKÖM rendelet A Levéltári Kollégiumról és a levéltári szakfelügyeletről
- 9/2002. (II. 28.) HM-EüM együttes rendelet A hadkötelezettség alapján teljesítendő katonai szolgálatra és a katonai oktatási intézményi tanulmányokra való egészségi alkalmasság elbírálásáról
- 16/2002. (II. 28.) KöViM rendelet Az utak építésének, forgalomba helyezésének és megszüntetésének engedélyezéséről szóló 15/2000. (XI. 16.) KöViM rendelet módosításáról

##### Március
- 6/2002. (III. 1.) KöM rendelet A környezetvédelmi termékdíjról, továbbá egyes termékek környezetvédelmi termékdíjáról szóló 1995. évi LVI. törvény végrehajtásáról szóló 10/1995. (IX. 28.) KTM rendelet módosításáról
- 7/2002. (III. 1.) KöM rendelet A használt és szennyvizek kibocsátásának méréséről, ellenőrzéséről, adatszolgáltatásáról, valamint a vízszennyezési bírság sajátos szabályairól
- 2/2002. (III. 4.) ISM rendelet A fontos és bizalmas munkakörökről, valamint a biztonsági ellenőrzés szintjének megállapításáról szóló 1/1999. (VI. 25.) ISM rendelet módosításáról
- 10/2002. (III. 5.) HM rendelet A hivatásos és szerződéses katonai szolgálat létesítéséről, módosításáról, megszüntetéséről, tartalmáról, valamint az integrált személyügyi igazgatás és egységes nyilvántartás rendjéről
- 11/2002. (III. 5.) HM rendelet A kegyeleti gondoskodással kapcsolatos egyes feladatokról
- 17/2002. (III. 7.) KöViM rendelet A hajózásra alkalmas, illetőleg hajózásra alkalmassá tehető természetes és mesterséges felszíni vizek víziúttá nyilvánításáról
- 19/2002. (III. 8.) FVM rendelet A szarvasmarhák fertőző rhinotracheitise elleni mentesítés szabályairól
- 8/2002. (III. 8.) NKÖM rendelet egyes ingatlanok műemlékké nyilvánításáról
- 7/2002. (III. 12.) BM rendelet A közszolgálati nyilvántartás egyes kérdéseiről
- 7/2002. (III. 12.) EüM rendelet A gyógyszerek rendeléséről és kiadásáról szóló 3/1995. (II. 8.) NM rendelet módosításáról
- 8/2002. (III. 12.) EüM rendelet Az egészségügyi ágazat radiológiai mérő és adatszolgáltató hálózata felépítéséről és működéséről
- 9/2002. (III. 12.) EüM rendelet A fertőző betegségek és a járványok megelőzése érdekében szükséges járványügyi intézkedésekről szóló 18/1998. (VI. 3.) NM rendelet módosításáról
- 10/2002. (III. 12.) EüM rendelet A szerzett immunhiányos tünetcsoport terjedésének meggátlása érdekében szükséges intézkedésekről és a szűrővizsgálat elrendeléséről szóló 5/1988. (V. 31.) SZEM rendelet módosításáról
- 18/2002. (III. 12.) KöViM-KöM együttes rendelet A nem-közúti mozgó gépekbe építendő belső égésű motorok gáznemű és részecskékből álló szennyezőanyag-kibocsátásának korlátozásáról szóló 1/2000. (VII. 21.) KöViM-KöM együttes rendelet módosításáról
- 8/2002. (III. 14.) BM rendelet A belügyminiszter irányítása alatt álló fegyveres szervek hivatásos állományú tagjai illetményének és egyéb juttatásainak megállapításáról, valamint a folyósítás szabályairól szóló 20/1997. (III.19.) BM rendelet módosításáról
- 20/2002. (III. 14.) FVM rendelet A mezőgazdasági haszonállatok tartásának állatvédelmi szabályairól szóló 32/1999. (III. 31.) FVM rendelet módosításáról
- 11/2002. (III. 14.) GM rendelet A bányajáradék meghatározásánál figyelembe veendő ásványi nyersanyag és a geotermikus energia értékének számításáról szóló 15/1994. (V. 27.) IKM rendelet módosításáról
- 12/2002. (III. 14.) GM-KöViM-KöM együttes rendelet Az új személygépkocsik üzemanyag-gazdaságossági és szén-dioxid-kibocsátási adatainak közzétételéről
- 5/2002. (III. 14.) OM rendelet A takarmánykeverék-gyártási szakirányú továbbképzési szak képesítési követelményeiről
- 6/2002. (III. 14.) OM rendelet A vetőmag-gazdálkodási szakirányú továbbképzési szak képesítési követelményeiről
- 7/2002. (III. 14.) OM rendelet A környezettechnológiai szakirányú továbbképzési szak képesítési követelményeiről
- 8/2002. (III. 14.) OM rendelet A tápanyag-gazdálkodási szakirányú továbbképzési szak képesítési követelményeiről
- 21/2002. (III. 20.) FVM rendelet A szarvasmarhák enzootikus leukózisától való mentesítés szabályairól
- 14/2002. (III. 20.) PM rendelet A befektetési szolgáltatók üzleti, szolgáltatási tevékenységéhez, a befektetési vállalkozások és hitelintézetek kereskedési könyv vezetéséhez kapcsolódó, a Pénzügyi Szervezetek Állami Felügyelete részére történő adatszolgáltatási kötelezettségéről
- 13/2002. (III. 22.) GM rendelet A rendkívüli állapot feladatainak ellátásához nélkülözhetetlen hadkötelesek meghagyásával kapcsolatos követelmények meghatározásáról szóló 42/1995. (VIII. 31.) IKM rendelet módosításáról
- 8/2002. (III. 22.) KöM-EüM együttes rendelet A zaj- és rezgésterhelési határértékek megállapításáról
- 9/2002. (III. 22.) KöM-KöViM együttes rendeletA használt és szennyvizek kibocsátási határértékeiről és alkalmazásuk szabályairól
- 4/2002. (III. 22.) KüM-PM együttes rendelet A Kereskedelmi Vámtarifa kihirdetéséről szóló 64/1995. (XI.24.) IKM-PM együttes rendelet módosításáról
- 5/2002. (III. 22.) KüM-PM együttes rendelet A Kereskedelmi Vámtarifa 2002. évi alkalmazásáról szóló 25/2001. (XII. 27.) KüM-PM együttes rendelet módosításáról
- 6/2002. (III. 22.) KüM-PM együttes rendelet A különleges mezőgazdasági védintézkedés alkalmazásáról szóló 25/1999. (V. 26.) GM-PM együttes rendelet módosításáról
- 9/2002. (III. 22.) OM rendelet A felszámolási és vagyonfelügyeleti szakirányú továbbképzési szak képesítési követelményeiről
- 11/2002. (III. 26.) EüM rendelet Az egészségügyi szakellátási kötelezettségről, továbbá egyes egészségügyet érintő törvények módosításáról szóló 2001. évi XXXIV. törvény egyes rendelkezéseinek végrehajtásáról
- 3/2002. (III. 26.) IM rendelet A Fiatalkorúak Regionális Büntetés-végrehajtási Intézete (Szirmabesenyő) alapításáról és a Borsod-Abaúj-Zemplén Megyei Büntetés-végrehajtási Intézet alapító okiratának módosításáról
- 10/2002. (III. 26.) KöM rendelet A hulladékok jegyzékéről szóló 16/2001. (VII. 18.) KöM rendelet módosításáról
- 9/2002. (III. 28.) BM rendelet A rendőrség nyomozó hatóságainak hatásköréről és illetékességéről szóló 15/1994. (VII. 14.) BM rendelet módosításáról
- 12/2002. (III. 28.) EüM rendelet Az egészségügyi közintézmény szakmai fejlesztési programjának szakmai szabályairól
- 13/2002. (III. 28.) EüM rendelet Az egészségügyi közintézmények vezetőjének és vezetőhelyetteseinek képesítési követelményeiről, valamint a vezetői megbízás betöltése érdekében kiírt pályázat részletes eljárási szabályairól
- 14/2002. (III. 28.) EüM rendelet Az egészségügyi közszolgáltatások alvállalkozásba adásának szakmai feltételeiről
- 15/2002. (III. 28.) EüM rendelet Az egészségügyi közintézmények működési rendjéről, illetve szakmai vezetőtestületéről
- 14/2002. (III. 28.) GM-EüM együttes rendelet A háromévesnél fiatalabb gyermekek számára, lágy PVC-ből készült gyermekjátékokban és gyermekápolási cikkekben alkalmazott egyes lágyítók korlátozásáról
- 12/2002. (III. 28.) HM rendelete Az Észak-atlanti Szerződés Szervezete Biztonsági Beruházási Programja magyarországi végrehajtási rendjéről és szabályairól szóló 31/2000. (X. 27.) HM rendelet módosításáról
- 13/2002. (III. 28.) HM rendelet Nem polgári célú frekvenciát használó rádióberendezések megfelelőség igazolásáról
- 4/2002. (III. 28.) IM rendelet A büntetőeljárásban résztvevők, az igazságszolgáltatást segítők Védelmi Programjáról szóló 2001. évi LXXXV. törvény büntetés-végrehajtási intézetben történő végrehajtásának részletes szabályairól
- 15/2002. (III. 28.) PM rendelet A Vámtarifa Magyarázatról szóló 23/1990. (XII. 3.) PM rendelet módosításáról
- 14/2002. (III. 29.) HM rendelet A hivatásos, szerződéses és hadköteles katonák, a honvédségi közalkalmazottak egyes illetményen kívüli pénzbeli szociális juttatásairól
- 15/2002. (III. 29.) HM rendelet A Honvédelmi Minisztérium fejezetéhez tartozó szervezetek állománya élelmezési pénznormáinak megállapításáról
- 5/2002. (III. 29.) IM-EüM együttes rendelet A bírák és a bírósági titkárok pályaalkalmassági vizsgálatáról szóló 1/1999. (I. 18.) IM-EüM együttes rendelet módosításáról
- 22/2002. (III. 30.) FVM rendelet  az EU minőségi követelményeknek megfelelő tejtermékek értékesítésének ösztönzéséről
- 6/2002. (III. 30.) IM rendelet Az igazságügyi szakértők díjazásáról szóló 3/1986. (II. 21.) IM rendelet módosításáról
- 7/2002. (III. 30.) IM rendelet A pártfogó ügyvéd és a kirendelt védő részére megállapítható díjról és költségekről
- 8/2002. (III. 30.) IM rendelet A bírósági eljárásban megállapítható ügyvédi költségekről
- 19/2002. (III. 30.) KöViM rendelet' A vízügyi célelőirányzat felhasználásáról szóló 11/1999. (III. 11.) KHVM rendelet módosításáról
- 20/2002. (III. 30.) KöViM rendelet A polgári légijármű üzemben tartásának szakmai feltételeiről és engedélyezési eljárásáról

##### Április
- 23/2002. (IV. 5.) FVM rendelet A tojástermékek előállításának és forgalomba hozatalának élelmiszer-higiéniai feltételeiről
- 24/2002. (IV. 5.) FVM rendelet A Nógrád, Szabolcs-Szatmár-Bereg, Borsod-Abaúj-Zemplén, Somogy, valamint Békés megyékben az egyes agrárgazdasági célok 2001. és 2002. évi alap- és kiegészítő támogatásáról szóló 44/2001. (VI. 18.) FVM rendelet módosításáról
- 16/2002. (IV. 5.) HM rendelet A honvédelmi ágazat munkaügyi ellenőrzési rendjéről
- 17/2002. (IV. 5.) HM rendelet A Magyar Honvédség hivatásos és szerződéses állományú katonái kártérítési felelősségének egyes szabályairól
- 18/2002. (IV. 5.) HM rendelet A Magyar Honvédségnek a hivatásos és szerződéses állományú katonáival szemben fennálló kártérítési felelőssége egyes szabályairól
- 19/2002. (IV. 5.) HM rendelet A kártérítési felelősség körében meg nem térülő kár leírásának és törlésének egyes szabályairól
- 9/2002. (IV. 5.) NKÖM rendelet A szakmai és vizsgakövetelmények kiadásáról, valamint a szakmai vizsga szervezésére feljogosított intézményekről
- 6/2002. (IV. 5.) SZCSM rendelet Egyes szociális és családügyi miniszteri rendeletek módosításáról
- 7/2002. (IV. 5.) SZCSM rendelet Az Egyházi Fenntartók Tanácsa megalakulásának és működésének részletes szabályairól
- 9/2002. (IV. 9.) IM rendelet A büntető ügyekben hozott határozatok végrehajtása során a bíróságokra és egyéb szervekre háruló feladatokról
- 10/2002. (IV. 9.) IM rendelet A közalkalmazottak jogállásáról szóló 1992. évi XXXIII. törvénynek a büntetés-végrehajtás szerveinél történő végrehajtásáról szóló 7/1993. (III. 9.) IM rendelet módosításáról
- 16/2002. (IV. 10.) EüM rendelet A települési szilárd és folyékony hulladékkal kapcsolatos közegészségügyi követelményekről
- 20/2002. (IV. 10.) HM rendelet A Magyar Honvédség egyes beosztásaihoz kapcsolódó munkaköri követelményekről
- 21/2002. (IV. 10.) HM rendelet A hivatásos, szerződéses és hadköteles katonák, valamint a honvédségi közalkalmazottak egyes költségtérítéseiről
- 22/2002. (IV. 10.) HM rendelet Az önkéntes tartalékos jogviszony szabályozásáról
- 23/2002. (IV. 10.) HM rendelet A katonai toborzás rendjéről
- 24/2002. (IV. 10.) HM rendelet A hivatásos, szerződéses és nyugállományú katonák, valamint a honvédelmi ágazatban foglalkoztatott köztisztviselők és közalkalmazottak igazolványairól
- 17/2002. (IV. 12.) EüM rendelet Egyes miniszteri rendeletek módosításáról
- 18/2002. (IV. 12.) EüM rendelet A külső munkavállalók munkahelyi sugárvédelméről szóló 30/2001. (X. 3.) EüM rendelet módosításáról
- 25/2002. (IV. 12.) FVM rendelet A bovin somatotropin és egyéb biotechnológiai úton előállított somatotropinok forgalomba hozatalának tilalmáról
- 25/2002. (IV. 12.) HM rendelet A Honvédelmi Minisztérium és a Magyar Honvédség tartós vagy ideiglenes külföldi szolgálatot teljesítő, valamint külföldi tanulmányokat folytató tagjai ellátásáról
- 26/2002. (IV. 12.) HM rendelet A külföldi szolgálatba vezényeltekkel kapcsolatos személyügyi feladatokról és jogállásuk egyes kérdéseiről
- 10/2002. (IV. 12.) OM rendelet A Szent-Györgyi Albert Ösztöndíjról
- 16/2002. (IV. 12.) PM rendelet A helyi önkormányzatok és a helyi kisebbségi önkormányzatok központi költségvetési kapcsolatokból származó forrásai igénybevétele és elszámolása szabályszerűségének felülvizsgálatáról
- 10/2002. (IV. 13.) BM rendelet A belügyminiszter irányítása alatt álló fegyveres szervek hivatásos állományú tagjai illetményének és egyéb juttatásainak megállapításáról, valamint a folyósítás szabályairól szóló 20/1997. (III. 19.) BM rendelet módosításáról
- 26/2002. (IV. 13.) FVM rendelet A vágóállatok levágásának és leölésének állatvédelmi szabályairól szóló 9/1999. (I. 27.) FVM rendelet módosításáról
- 27/2002. (IV. 13.) FVM rendelet A vetőmagvak előállításáról és forgalmazásáról szóló 89/1997. (XI. 28.) FM rendelet módosításáról
- 3/2002. (IV. 13.) ISM rendelet Az állami támogatások 2001. és 2002. évi felhasználásának szabályairól szóló 10/2001. (XII. 23.) ISM rendelet módosításáról
- 10/2002. (IV. 13.) NKÖM rendelet A közlevéltárak és a nyilvános magánlevéltárak tevékenységével összefüggő szakmai követelményekről
- 11/2002. (IV. 13.) NKÖM rendelet A muzeális intézményekben foglalkoztatottak szakmai munkaköreinek betöltéséhez szükséges képesítési feltételekről
- 12/2002. (IV. 13.) NKÖM rendelet A kulturális szakemberek szervezett képzési rendszeréről, követelményeiről és a képzés finanszírozásáról szóló 1/2000. (I. 14.) NKÖM rendelet módosításáról
- 13/2002. (IV. 13.) NKÖM rendelet A helyi önkormányzatok könyvtári és közművelődési érdekeltségnövelő támogatásáról
- 28/2002. (IV. 15.) FVM rendelet Az agrárgazdasági célok 2002. évi költségvetési támogatásáról szóló 102/2001. (XII. 16.) FVM rendelet módosításáról
- 29/2002. (IV. 17.) FVM rendelet A Szaktanácsadói Névjegyzékről szóló 95/1999. (XI. 5.) FVM rendelet módosításáról
- 27/2002. (IV. 17.) HM rendelet A honvédelmi miniszter által alapítható és adományozható elismerésekről
- 28/2002. (IV. 17.) HM rendelet A hivatásos és szerződéses katonák más kereső foglalkozásáról
- 11/2002. (IV. 17.) OM rendelet a kerettantervek kiadásáról, bevezetéséről és alkalmazásáról szóló 28/2000. (IX. 21.) OM rendelet módosításáról
- 11/2002. (IV. 19.) BM rendelet Egyes belügyminiszteri rendeletek módosításáról
- 30/2002. (IV. 19.) FVM rendelet Az egyes állatbetegségek Európai Közösségnek történő bejelentési szabályairól
- 31/2002. (IV. 19.) FVM rendelet Az afrikai lópestis megelőzéséről és leküzdéséről
- 32/2002. (IV. 19.) FVM rendelet A földművelésügyi és vidékfejlesztési miniszter által adományozható díjakról és más elismerésekről szóló 11/1999. (I. 29.) FVM rendelet módosításáról
- 15/2002. (IV. 19.) GM rendelet Az egyes fejezeti kezelésű előirányzatokkal kapcsolatos eljárási rendről szóló 20/2001. (VII. 18.) GM rendelet módosításáról
- 29/2002. (IV. 19.) HM rendelet A Honvédelmi Minisztérium rendelkezése alatt lévő lakások és helyiségek bérletéről, elidegenítéséről, valamint a lakhatás támogatásáról szóló 6/1994. (IV. 30.) HM rendelet módosításáról
- 6/2002. (IV. 19.) MeHVM rendelet Az informatikai, távközlés-fejlesztés és frekvenciagazdálkodási célelőirányzat felhasználásának és kezelésének szabályairól szóló 11/2001. (IV. 24.) MeHVM rendelet módosításáról
- 33/2002. (IV. 20.) FVM-KüM-PM együttes rendelet A vágott egész csirke exportjának időszakos támogatásáról
- 16/2002. (IV. 20.) GM rendelet A Gazdasági Minisztérium vállalkozási célelőirányzatainak szabályozásáról szóló 1/2001. (I. 5.) GM rendelet módosításáról
- 19/2002. (IV. 25.) EüM rendelet Az egészségügyi szakellátás társadalombiztosítási finanszírozásának egyes kérdéseiről szóló 9/1993. (IV. 2.) NM rendelet módosításáról
- 20/2002. (IV. 25.) EüM-BM együttes rendelet A pszichotrop anyagok gyártásáról, feldolgozásáról, forgalomba hozataláról, behozataláról, kiviteléről, raktározásáról és használatáról szóló 4/1980. (VI. 24.) EüM-BM együttes rendelet módosításáról
- 17/2002. (IV. 25.) GM rendelet Az Építőipari Kivitelezési Biztonsági Szabályzat kiadásáról szóló 32/1994. (XI. 10.) IKM rendelet módosításáról
- 21/2002. (IV. 25.) KöViM rendelet A víziközművek üzemeltetéséről
- 17/2002. (IV. 25.) PM rendelet A kincstári rendszer működésével kapcsolatos pénzügyi szolgáltatások teljesítésének rendjéről szóló 36/1999. (XII. 27.) PM rendelet módosításáról
- 18/2002. (IV. 25.) PM rendelet A jövedéki termékek veszteségnormáiról szóló 43/1997. (XII. 30.) PM rendelet módosításáról
- 19/2002. (IV. 25.) PM rendelet Egyes miniszteri rendeletek hatályon kívül helyezéséről
- 7/2002. (IV. 26.) MeHVM rendelet Az elektronikus aláírással kapcsolatos szolgáltatási szakértő nyilvántartásba vételéről
- 14/2002. (IV. 26.) NKÖM rendelet A szomszédos államokban élő magyarokról szóló 2001.évi LXII. törvény hatálya alá tartozó személyeket megillető kulturális kedvezményekről
- 34/2002. (IV. 27.) FVM rendelet Az építészeti-műszaki tervezési jogosultság részletes szabályairól
- 35/2002. (IV. 27.) FVM rendelet A kéknyelv betegség elleni védekezés szabályairól
- 22/2002. (IV. 27.) KöViM rendelet A 24 méter és annál nagyobb hosszúságú tengeri halászhajókra vonatkozó biztonsági követelményekről
- 2/2002. (IV. 29.) BM rendelet A belügyminiszter irányítása alatt álló szervek közalkalmazottainak vagyonnyilatkozat-tételéről
- 36/2002. (IV. 29.) FVM rendelet Az állatgyógyászati készítményekről
- 30/2002. (IV. 29.) HM-BM együttes rendelet A sorkatonai szolgálatból leszerelők egyszeri pénzjuttatásáról szóló 26/1992. (XII. 11.) HM-BM együttes rendelet hatályon kívül helyezéséről
- 23/2002. (IV. 29.) KöViM rendelet Az országos közutak kezelésének szabályozásáról szóló 6/1998. (III. 11.) KHVM rendelet módosításáról

##### Május
- 13/2002. (V. 3.) BM rendelet A rendőrkapitányságok illetékességi területének megállapításáról szóló 11/1991. (IX. 6.) BM rendelet módosításáról
- 21/2002. (V. 3.) EüM rendelet A szakmai követelmények kiadásáról szóló 14/1994. (IX. 15.) NM rendelet módosításáról
- 22/2002. (V. 3.) EüM rendelet Az ápolási asszisztens szakképesítés szakmai és vizsgakövetelményeinek kiadásáról
- 37/2002. (V. 3.) FVM rendelet Az állatgyógyászatban használt gyógyászati villamos eszközökről
- 38/2002. (V. 3.) FVM rendelet A növényvédelmi igazgatási szolgáltatási díjakról
- 31/2002. (V. 3.) HM rendelet A személyi állomány pihentetésével és a szociális gondoskodással kapcsolatos feladatokról
- 32/2002. (V. 3.) HM rendelet A fejezet ellenőrzési szervezeteinek fejezeti felügyeleti költségvetési ellenőrzésbe való bevonásáról szóló 11/2001. (V. 23.) HM rendelet módosításáról
- 33/2002. (V. 3.) HM rendelet Az atomenergiáról szóló 1996. évi CXVI. törvény honvédségi alkalmazásáról
- 12/2002. (V. 3.) OM rendelet A szarvasmarha-tenyésztési és tejgazdasági szakirányú továbbképzési szak képesítési követelményeiről
- 13/2002. (V. 3.) OM rendelet A takarmányozási és takarmánygazdálkodási szakirányú továbbképzési szak képesítési követelményeiről
- 14/2002. (V. 3.) OM rendelet A talajtani szakirányú továbbképzési szak képesítési követelményeiről
- 15/2002. (V. 3.) OM rendelet A vadgazdálkodási szakirányú továbbképzési szak képesítési követelményeiről
- 16/2002. (V. 3.) OM rendelet A zöldség-gyümölcs termesztési és feldolgozási szakirányú továbbképzési szak képesítési követelményeiről
- 17/2002. (V. 3.) OM rendelet A zöldséghajtatási szakirányú továbbképzési szak képesítési követelményeiről
- 18/2002. (V. 3.) OM rendelet A mezőgazdasági környezetgazdálkodási szakirányú továbbképzési szak képesítési követelményeiről
- 14/2002. (V. 8.) BM rendelet A Belügyminisztérium szolgálati titokkörének megállapításáról szóló 16/1995. (X. 20.) BM rendelet módosításáról
- 4/2002. (V. 8.) ISM rendelet Az állami sportinformációs rendszerből teljesített adatszolgáltatás igazgatási szolgáltatási díjairól
- 5/2002. (V. 8.) ISM rendelet Az amatőr és a hivatásos sportolói versenyengedély kiadásának feltételeiről szóló 3/2001. (IV. 5.) ISM rendelet módosításáról
- 6/2002. (V. 8.) ISM rendelet A Gyermek és Ifjúsági Alapprogram és a Regionális Ifjúsági Irodák működéséről szóló 2/1999. (IX. 24.) ISM rendelet módosításáról
- 19/2002. (V. 8.) OM rendelet A közoktatási intézmények elhelyezésének és kialakításának építészeti-műszaki követelményeiről
- 20/2002. (V. 11.) OM rendelet az államilag elismert nyelvvizsga egységes követelményrendszeréről és annak felülvizsgálatáról, az akkreditációs eljárásról, valamint a nyelvvizsga díjairól szóló 30/1999. (VII. 21.) OM rendelet módosításáról
- 15/2002. (V. 14.) NKÖM rendelet egyes ingatlanok műemlékké nyilvánításáról, illetőleg műemléki védettség megszüntetéséről
- 17/2002. (V. 17.) BM rendelet A polgárok személyi adatainak és lakcímének nyilvántartásából teljesített adatszolgáltatásokért, valamint a kapcsolatfelvétel céljából való megkeresésért, illetőleg értesítésért fizetendő igazgatási szolgáltatási díjról szóló 25/2000. (IX. 1.) BM rendelet módosításáról
- 44/2002. (V. 17.) FVM rendelet A madárinfluenza és a Newcastle-betegség elleni védekezésről
- 45/2002. (V. 17.) FVM rendelet A járványügyi intézkedés esetén járó kártalanítás felső határáról
- 46/2002. (V. 17.) FVM rendelet Az EU minőségi követelményeknek megfelelő tejtermékek értékesítésének ösztönzéséről szóló 22/2002. (III. 30.) FVM rendelet módosításáról
- 47/2002. (V. 17.) FVM rendelet A vágósertés intervenciós áron alapuló minőségi termelési támogatásáról szóló 112/2001. (XII. 27.) FVM rendelet módosításáról
- 23/2002. (V. 17.) OM rendelet A Békésy György Posztdoktori Ösztöndíjról szóló 7/2001. (II. 23.) OM rendelet módosításáról
- 24/2002. (V. 17.) OM rendelet A Széchenyi István Ösztöndíjról szóló 6/2001. (II. 23.) OM rendelet módosításáról
- 25/2002. (V. 17.) OM rendelet A nem állami fenntartású felsőoktatási kollégiumok (diákotthonok) támogatásáról
- 26/2002. (V. 17.) OM rendelet A tankönyvvé nyilvánítás, a tankönyvtámogatás, valamint az iskolai tankönyvellátás rendjéről
- 27/2002. (V. 17.) OM rendelet A Nemzeti Kutatási és Fejlesztési Programok céljára rendelt előirányzat felhasználásának és kezelésének szabályairól
- 28/2002. (V. 17.) OM rendelet A külföldön kiállított, idegennyelv-tudást igazoló nyelvvizsgabizonyítványok Magyarországon történő honosításáról szóló 26/2000. (VIII. 31.) OM rendelet módosításáról
- 29/2002. (V. 17.) OM rendelet A fogyatékossággal élő hallgatók tanulmányainak folytatásához szükséges esélyegyenlőséget biztosító feltételekről
- 30/2002. (V. 17.) OM rendelet A 2002/2003. tanév rendjéről
- 24/2002. (V. 18.) KöViM rendelet A meghatározott össztömeget, tengelyterhelést és méretet meghaladó járművek közúti közlekedéséről, a közútkezelői és a hatósági eljárás, valamint a díjfizetés feltételeiről szóló 4/1999. (II. 12.) KHVM rendelet módosításáról
- 25/2002. (V. 18.) KöViM rendelet Egyes hajózási jogszabályok módosításáról
- 31/2002. (V. 18.) OM rendelet A diákigazolványok előállításának, kiadásának és nyilvántartásának rendjéről szóló 15/1999. (III. 24.) OM rendelet módosításáról
- 32/2002. (V. 18.) OM rendelet Az Országos Képzési Jegyzékről szóló 7/1993. (XII. 30.) MüM rendelet módosításáról
- 33/2002. (V. 18.) OM rendelet Az Oktatási Minisztérium által felügyelt költségvetési szervekben szakmai alapfeladat keretében szellemi tevékenység szolgáltatási szerződéssel, számla ellenében történő igénybevételéről
- 34/2002. (V. 18.) OM rendelet A szaktárgy oktatására idegen nyelven vagy nemzeti, etnikai kisebbség nyelvén felkészítő szakirányú továbbképzési szak képesítési követelményeiről
- 35/2002. (V. 18.) OM rendelet A mezőgazdasági termékminősítő szakirányú továbbképzési szak képesítési követelményeiről
- 36/2002. (V. 18.) OM rendelet A hús- és baromfiipari szakirányú továbbképzési szak képesítési követelményeiről
- 37/2002. (V. 18.) OM rendelet A tejipari szakirányú továbbképzési szak képesítési követelményeiről
- 48/2002. (V. 23.) FVM rendelet Az agrárgazdasági célok 2002. évi költségvetési támogatásáról szóló 102/2001. (XII. 16.) FVM rendelet módosításáról
- 18/2002. (V. 23.) GM rendelet A villamos fogyasztásmérők típusvizsgálatáról és első hitelesítéséről
- 28/2002. (V. 24.) EüM rendelet A rendkívüli állapot idején szükséges munkaerő meghagyásáról szóló 70/1999. (XII. 25.) EüM rendelet módosításáról
- 29/2002. (V. 24.) EüM rendelet Az orvostechnikai eszközökről szóló 47/1999. (X. 6.) EüM rendelet módosításáról
- 30/2002. (V. 24.) EüM rendelet A szakorvos, szakfogorvos, szakgyógyszerész és klinikai szakpszichológus szakképesítés megszerzéséről szóló 66/1999. (XII. 25.) EüM rendelet módosításáról
- 49/2002. (V. 24.) FVM rendelet A szalmonellózis és a baromfitífusz elleni védekezésről és a mentesség megtartásáról
- 37/2002. (V. 24.) HM-BM együttes rendelet Az Állami Privatizációs és Vagyonkezelő Rt. részére átadott haditechnikai eszközökről és készletekről
- 38/2002. (V. 24.) HM rendelet A honvédségnél foglalkoztatottak közalkalmazotti jogviszonyával összefüggő egyes kérdések rendezéséről szóló 25/1992. (XI. 25.) HM rendelet módosításáról
- 38/2002. (V. 24.) OM rendelet A Közép-Európa tanulmányok, valamint az összehasonlító állam- és jogtudományi szakjogász szakirányú továbbképzési szakok képesítési követelményeiről
- 39/2002. (V. 24.) OM rendelet Az oktatási miniszter által adományozható szakmai elismerésekről szóló 24/1999. (VI. 25.) OM rendelet módosításáról
- 40/2002. (V. 24.) OM rendelet az érettségi vizsga részletes követelményeiről
- 50/2002. (V. 25.) FVM rendelet Az agrármarketing támogatás igénybevételeinek feltételeiről és a lebonyolításának rendjéről
- 7/2002. (V. 25.) ISM-OM együttes rendelet Az ifjúságsegítő szakképesítés szakmai és vizsgakövetelményeinek kiadásáról
- 11/2002. (V. 25.) KüM-PM együttes rendelet A Kereskedelmi Vámtarifa kihirdetéséről szóló 64/1995. (XI. 24.) IKM-PM együttes rendelet módosításáról
- 12/2002. (V. 25.) KüM-PM együttes rendelet A Magyar Köztársasággal szabadkereskedelmi megállapodást kötött országokból származó egyes árukra vonatkozó kedvezményes vámkontingensekről szóló 21/2001. (XII. 20.) KüM-PM együttes rendelet módosításáról
- 20/2002. (V. 25.) PM rendelet A Vámtarifa Magyarázatról szóló 23/1990. (XII. 3.) PM rendelet módosításáról
- 21/2002. (V. 30.) PM rendelet A könyvviteli szolgáltatást végzők, valamint a továbbképzésükben közreműködő szervezetek nyilvántartásba vételi eljárásának igazgatási szolgáltatási díjáról

##### Június
- 41/2002. (VI. 5.) OM rendelet a kerettantervek kiadásáról, bevezetéséről és alkalmazásáról szóló 28/2000. (IX. 21.) OM rendelet módosításáról
- 44/2002. (VI. 18.) OM rendelet a Kollégiumi nevelés országos alapprogramjának kiadásáról szóló 46/2001. (XII. 22.) OM rendelet módosításáról
- 3/2002. (VI. 20.) GKM rendelet a légi közlekedéssel kapcsolatos hatósági eljárások díjairól
- 17/2002. (VI. 21.) NKÖM rendelet a kulturális örökség hatósági nyilvántartására vonatkozó szabályokról

##### Július
- 22/2002. (VII. 1.) PM rendelet A vámtörvény végrehajtásának részletes szabályairól szóló 10/1996. (III. 25.) PM rendelet módosításáról
- 23/2002. (VII. 1.) PM-HM együttes rendelet A katonai csapat- és áru-mozgásokra vonatkozó vámeljárás különös szabályairól
- 18/2002. (VII. 4.) NKÖM rendelet egyes ingatlanok műemlékké nyilvánításáról, illetőleg műemléki védettség megszüntetéséről
- 2/2002. (VII. 5.) ESzCsM-GKM együttes rendeletA külföldi élelmiszerek behozatalának egészségügyi feltételeiről szóló 1/1987. (I. 15.) EüM-BKM-KKM együttes rendelet hatályon kívül helyezéséről
- 2/2002. (VII. 9.) KvVM rendelet A titán-dioxid gyártás hulladékairól
- 24/2002. (VII. 9.) PM-BM együttes rendelet A helyi önkormányzatokat 2001. és 2002. évben megillető normatív állami hozzájárulásokról, normatív, kötött felhasználású támogatásokról, személyi jövedelemadóról, valamint a helyi önkormányzatok bevételeinek aránytalanságát mérsékelő kiegészítésről, illetve beszámításról szóló 3/2001. (I. 30.) PM-BM együttes rendelet módosításáról
- 8/2002. (VII. 11.) GKM rendelet A hidegvízmérők típusvizsgálatáról és első hitelesítéséről
- 9/2002. (VII. 11.) GKM rendelet A melegvízmérők típusvizsgálatáról és első hitelesítéséről
- 46/2002. (VII. 12.) OM rendelet A tankönyvvé nyilvánítás, a tankönyvtámogatás, valamint az iskolai tankönyvellátás rendjéről szóló 26/2002. (V. 17.) OM rendelet módosításáról
- 25/2002. (VII. 12.) PM rendelet A Vámtarifa Magyarázatról szóló 23/1990. (XII. 3.) PM rendelet módosításáról
- 56/2002. (VII. 17.) FVM rendelet A közraktárba letett 2002. évi termésű búza támogatásáról
- 57/2002. (VII. 17.) FVM rendelet A 2002. évi termésű élelmezési búza alsó és felső intervenciós áráról szóló 79/2001. (X. 19.) FVM rendelet módosításáról
- 58/2002. (VII. 17.) FVM-KvVM-GKM együttes rendelet A kísérleti állatok tenyésztésének (szaporításának), tartásának, szállításának és forgalomba hozatalának szabályairól szóló 36/1999. (IV. 2.) FVM-KöM-GM együttes rendelet módosításáról
- 3/2002. (VII. 17.) KvVM rendelet A környezetvédelmi felügyelőségek, valamint a nemzeti park igazgatóságok illetékességi területéről szóló 36/1997. (XII. 8.) KTM rendelet módosításáról
- 15/2002. (VII. 17.) KüM-PM együttes rendelet Az Európai Unió tagországaiból származó egyes alap mezőgazdasági termékekre vonatkozó kedvezményes vámkontingensekről
- 47/2002. (VII. 17.) OM rendelet A 2002/2003. tanév rendjéről szóló 30/2002. (V. 17.) OM rendelet módosításáról
- 26/2002. (VII. 17.) PM rendelet Az országkockázat tőkekövetelményéről szóló 16/2001. (III. 9.) PM rendelet, valamint a befektetési vállalkozások országkockázatának tőkekövetelményéről szóló 8/2002. (II. 20.) PM rendelet módosításáról
- 48/2002. (VII. 19.) OM rendelet A távközlés-technikai szakirányú továbbképzési szak képesítési követelményeiről
- 18/2002. (VII. 24.) BM rendelet A helyi önkormányzati képviselők és polgármesterek, valamint a helyi kisebbségi önkormányzatok tagjainak 2002. október 20.napjára kitűzött választása eljárási határidőinek és határnapjainak megállapításáról
- 40/2002. (VII. 24.) HM rendelet A honvédségi közúti járművek üzembentartásáról szóló 7/1991. (X. 16.) HM rendelet módosításáról
- 41/2002. (VII. 24.) HM rendelet A Magyar Honvédség, valamint a miniszter közvetlen irányítása (felügyelete) alá tartozó szervezetek hivatásos és szerződéses állományának beosztási kategóriába történő részletes besorolásáról, illetve az ezen beosztásokban elérhető rendfokozatokról szóló 30/2001. (XII. 27.) HM rendelet kiegészítéséről
- 13/2002. (VII. 24.) IM rendelet A gondnokoltak számítógépen vezetett országos névjegyzékéről és a névjegyzék adataiból történő felvilágosítás adásról, valamint annak költségtérítéséről
- 9/2002. (VII. 24.) MeHVM rendelet A közalkalmazottak jogállásáról szóló 1992. évi XXXIII. törvénynek a Miniszterelnöki Hivatalt vezető miniszter irányítása alá tartozó költségvetési szerveknél történő végrehajtásáról szóló 2/1999. (VIII. 24.) MeHVM rendelet módosításáról
- 19/2002. (VII. 26.) BM rendelet A 2002. október 20-i, valamint az időközi helyi és kisebbségi önkormányzati képviselők és polgármesterek választási költségeinek normatíváiról, tételeiről, elszámolási és belső ellenőrzési rendjéről
- 59/2002. (VII. 26.) FVM rendelet A cukorrépa, valamint a kristálycukor 2002. és 2003. évi alsó és felső intervenciós áráról
- 60/2002. (VII. 26.) FVM rendelet A cukorrépa, valamint a kristálycukor 2002. és 2003. évi irányáráról
- 10/2002. (VII. 26.) GKM rendelet Az Országos Vasúti Szabályzat kiadásáról szóló 28/1994. (X.28.) KHVM rendelet módosításáról
- 49/2002. (VII. 26.) OM rendelet A szakképzéssel kapcsolatos egyes oktatási miniszteri rendeletek módosításáról

##### Augusztus
- 20/2002. (VIII. 1.) BM rendelet A választási eljárásról szóló 1997. évi C. törvény végrehajtásáról a helyi önkormányzati képviselők és polgármesterek választásán
- 61/2002. (VIII. 1.) FVM rendelet Az egyes állatok szaporításának, a szaporítóanyag felhasználásának, valamint behozatalának és kivitelének állategészségügyi feltételeiről
- 62/2002. (VIII. 1.) FVM rendelet A szakmai vizsgák szervezésére feljogosított intézményekről szóló 9/2000. (III. 14.) FVM rendelet módosításáról
- 14/2002. (VIII. 1.) IM rendelet A bírósági ügyvitel szabályairól
- 63/2002. (VIII. 2.) FVM rendelet A Magyar Élelmiszerkönyv kötelező előírásairól szóló 40/1995. (XI. 16.) FM rendelet módosításáról
- 64/2002. (VIII. 2.) FVM-PM együttes rendelet A takarmányok importjáról
- 65/2002. (VIII. 9.) FVM rendelet A gümőkór elleni védekezésről
- 10/2002. (VIII. 9.) MeHVM rendelet A polgári nemzetbiztonsági szolgálatok létesítményeibe történő belépés rendjéről szóló 1/1996. (VI. 19.) TNM rendelet módosításáról
- 21/2002. (VIII. 12.) BM rendelet A belügyi szervek szociális és kegyeleti gondoskodással kapcsolatos egyes feladatairól szóló 39/1997. (VII. 18.) BM rendelet módosításáról
- 66/2002. (VIII. 12.) FVM rendelet A 2002. évi termésű takarmánykukorica irányáráról
- 67/2002. (VIII. 12.) FVM rendelet A 2002. évi termésű takarmánykukorica alsó és felső intervenciós áráról
- 11/2002. (VIII. 12.) GKM rendelet Az Európai Közösség tagállamainak területén lévő kikötőt érintő forgalomban részt vevő személyhajókon utazó személyek nyilvántartásáról
- 1/2002. (VIII. 12.) GyISM rendelet Az állami támogatások 2001. és 2002. évi felhasználásának szabályairól szóló 10/2001. (XII. 23.) ISM rendelet módosításáról
- 42/2002. (VIII. 12.) HM rendelet A honvédelmi miniszter által alapítható és adományozható elismerésekről szóló 27/2002. (IV. 17.) HM rendelet módosításáról
- 43/2002. (VIII. 12.) HM-KvVM együttes rendelet Az állami repülőterek környezetében létesítendő zajgátló védőövezetek kijelölésének, hasznosításának és megszüntetésének részletes műszaki követelményeiről
- 11/2002. (VIII. 12.) MeHVM rendelet A polgári nemzetbiztonsági szolgálatok irányításával kapcsolatos feladatok ellátását segítő szervezet elnevezéséről
- 19/2002. (VIII. 12.) NKÖM rendelet A nemzeti kulturális örökség minisztere által adományozható művészeti és egyéb szakmai díjakról szóló 3/1999. (II. 24.) NKÖM rendelet módosításáról
- 75/2002. (VIII. 16.) FVM rendelet A klasszikus sertéspestis és az afrikai sertéspestis elleni védekezésről

##### Szeptember
- 83/2002. (IX. 5.) FVM rendelet Az EU minőségi követelményeknek megfelelő tejtermékek értékesítésének ösztönzéséről szóló 22/2002. (III. 30.) FVM rendelet módosításáról
- 13/2002. (IX. 5.) GKM rendelet Az EUROCONTROL útvonalhasználati díjak tárgyában hozott határozatának alkalmazásáról
- 23/2002. (IX. 10.) BM rendelet A Belügyminisztérium fejezethez tartozó költségvetési szervek gazdálkodási jogkör szerinti besorolásáról, egyes költségvetési szervek középirányító szervként történő elismeréséről, a gazdálkodási jogosítványok megosztási rendjéről
- 50/2002. (IX. 10.) OM rendelet A 2002/2003. tanév rendjéről szóló 30/2002. (V. 17.) OM rendelet módosításáról
- 24/2002. (IX. 11.) BM-IM-MeHVM együttes rendelet A fegyveres szervek hivatásos, közalkalmazotti és köztisztviselői állományának munkaköri egészségi, pszichikai és fizikai alkalmasságáról, a szolgálat-, illetve keresőképtelenség megállapításáról, valamint a belügyi egészségügyi szolgálat igénybevételéről szóló 21/2000. (VIII. 23.) BM-IM-TNM együttes rendelet módosításáról
- 25/2002. (IX. 13.) BM rendelet A tűzoltók és a tűzvédelmi szervezetek tagjainak képesítési követelményeiről, képzési rendszeréről szóló 57/1997. (X. 21.) BM rendelet módosításáról
- 84/2002. (IX. 13.) FVM-KüM-PM együttes rendelet A  hordós asztali, táj- és minőségi borok exportjának támogatásáról
- 14/2002. (IX. 13.) GKM-BM együttes rendelet A közúti járművezetők pályaalkalmassági vizsgálatáról szóló 11/1988. (XII. 20.) KM-BM együttes rendelet módosításáról
- 15/2002. (IX. 14.) GKM rendelet A Gazdasági Minisztérium vállalkozási célelőirányzatainak szabályozásáról szóló 1/2001. (I. 5.) GM rendelet módosításáról
- 5/2002. (IX. 18.) ESZCSM rendelet A gyógyszerek rendeléséről és kiadásáról szóló 3/1995. (II. 8.) NM rendelet módosításáról
- 85/2002. (IX. 18.) FVM rendelet A termelői csoportokról
- 86/2002. (IX. 18.) FVM-KüM-PM együttes rendelet  A búza exporttámogatással történő külpiaci értékesítéséről szóló 74/2002. (VIII. 15.) FVM-KüM-PM együttes rendelet módosításáról
- 26/2002. (IX. 20.) BM rendelet A rendőrség nyomozó hatóságainak hatásköréről és illetékességéről szóló 15/1994. (VII. 14.) BM rendelet módosításáról
- 27/2002. (IX. 20.) BM rendelet A különleges eszközök és módszerek engedélyezéséről és igénybevételéről szóló 26/1999. (VIII. 13.) BM rendelet módosításáról
- 2/2002. (IX. 20.) FMM rendelet A 2003. évi munkaszüneti napok körüli munkarendről
- 87/2002. (IX. 20.) FVM rendelet Az agrárgazdasági célok 2002. évi költségvetési támogatásáról szóló 102/2001. (XII. 16.) FVM rendelet módosításáról
- 16/2002. (IX. 20.) KüM-PM együttes rendelet A Kereskedelmi Vámtarifa kihirdetéséről szóló 64/1995. (XI.24.) IKM-PM együttes rendelet módosításáról
- 17/2002. (IX. 20.) KüM-PM együttes rendelet Az Európai Unió tagországaiból származó egyes alap mezőgazdasági termékekre vonatkozó kedvezményes vámkontingensekről szóló 15/2002. (VII. 17.) KüM-PM együttes rendelet módosításáról
- 18/2002. (IX. 20.) KüM-PM együttes rendelet A Magyar Köztársasággal szabadkereskedelmi megállapodást kötött országokból származó egyes árukra vonatkozó kedvezményes vámkontingensekről szóló 21/2001. (XII. 20.) KüM-PM együttes rendelet módosításáról
- 19/2002. (IX. 20.) KüM-PM együttes rendelet A Magyar Köztársasággal szabadkereskedelmi megállapodást kötött országokból származó egyes árukra vonatkozó kedvezményes vámtételek, illetve vámkontingensek alkalmazásának feltételeiről
- 20/2002. (IX. 20.) KüM-PM együttes rendelet A Kereskedelmi Vámtarifa 2002. évi alkalmazásáról szóló 25/2001. (XII. 27.) KüM-PM együttes rendelet módosításáról
- 27/2002. (IX. 20.) PM rendelet A vámtörvény végrehajtásának részletes szabályairól szóló 10/1996. (III. 25.) PM rendelet módosításáról
- 16/2002. (IX. 25.) GKM rendelet A tengeren menetrend szerint közlekedő kompok és gyorsjáratú kompok biztonságos üzemeltetésének kötelező vizsgálatáról
- 28/2002. (IX. 25.) PM rendelet A Vámtarifa Magyarázatról szóló 23/1990. (XII. 3.) PM rendelet módosításáról szóló 20/2002. (V. 25.) PM rendelet, valamint a Vámtarifa Magyarázatról szóló 23/1990. (XII. 3.) PM rendelet módosításáról szóló 25/2002. (VII. 12.) PM rendelet módosításáról
- 51/2002. (IX. 26.) OM rendelet A szociális terepgyakorlat-vezetés szakirányú továbbképzési szak képesítési követelményeiről
- 52/2002. (IX. 26.) OM rendelet A mezőgazdasági vízgazdálkodási szakirányú továbbképzési szak képesítési követelményeiről
- 53/2002. (IX. 26.) OM rendelet A médiatervező szakirányú továbbképzési szak képesítési követelményeiről
- 54/2002. (IX. 26.) OM rendelet Az érdekérvényesítő (lobbi) szakirányú továbbképzési szak képesítési követelményeiről
- 55/2002. (IX. 26.) OM rendelet A kulturális vállalkozásszervező szakirányú továbbképzési szak képesítési követelményeiről
- 56/2002. (IX. 26.) OM rendelet A gyógyszerkémiai szakirányú továbbképzési szak képesítési követelményeiről

##### Október
- 8/2002. (X. 4.) ESZCSM rendelet Az anyatej társadalombiztosítási támogatás alapját képező áráról, valamint a támogatás elszámolásának módjáról
- 91/2002. (X. 4.) FVM rendelet A 2002. évi hazai termésű, hűtőházba betárolt étkezési alma tárolási költségeinek támogatásáról
- 92/2002. (X. 4.) FVM rendelet A 2001. évi saját termesztésből származó takarmánykukorica felvásárlásának támogatásáról szóló 104/2001. (XII. 19.) FVM rendelet módosításáról
- 17/2002. (X. 4.) GKM rendelet Az Ipari Park cím elnyerését szolgáló pályázati rendszer működtetéséről szóló 19/1997. (V. 14.) IKIM rendelet módosításáról
- 20/2002. (X. 4.) NKÖM rendelet A muzeális intézmények nyilvántartási szabályzatáról
- 93/2002. (X. 7.) FVM rendelet' A bor lepárlásához nyújtott intervenciós támogatásról
- 94/2002. (X. 7.) FVM rendelet Az élelmiszeripari feldolgozásra leadott 2002. évi hazai termésű ipari alma közvetlen termelői támogatásról
- 95/2002. (X. 7.) FVM rendelet A közraktárba letett 2002. évi termésű takarmánykukorica támogatásáról
- 44/2002. (X. 7.) HM rendelet A 2003. évi, illetve a 2004. év első negyedévi sorállományváltás és sorozás végrehajtásának rendjéről
- 45/2002. (X. 7.) HM rendelet A fejezet ellenőrzési szervezeteinek fejezeti felügyeleti költségvetési ellenőrzésbe való bevonásáról szóló 11/2001. (V. 23.) HM rendelet módosításáról
- 4/2002. (X. 7.) KvVM rendelet A légszennyezettségi agglomerációk és zónák kijelöléséről
- 21/2002. (X. 7.) NKÖM rendelet Egyes ingatlanok műemlékké nyilvánításáról, illetőleg műemléki védettség megszüntetéséről
- 46/2002. (X. 10.) HM-BM-IM-MeHVM együttes rendelet A szoros felügyelet alá helyezés végrehajtásának, valamint a katonával szemben elrendelt lakhelyelhagyási tilalom ellenőrzésének szabályairól
- 96/2002. (X. 11.) FVM rendelet A földhivatalokról szóló 62/1999. (VII. 21.) FVM rendelet módosításáról
- 30/2002. (X. 11.) PM-IHM együttes rendelet Az adókötelezettségnek az Adó- és Pénzügyi Ellenőrzési Hivatalhoz elektronikus aláírás alkalmazásával történő teljesítésének szabályairól
- 28/2002. (X. 17.) BM-IM-MeHVM együttes rendelet A fegyveres szervek hivatásos, közalkalmazotti és köztisztviselői állományának munkaköri egészségi, pszichikai és fizikai alkalmasságáról, a szolgálat-, illetve keresőképtelenség megállapításáról, valamint a belügyi egészségügyi szolgálat igénybevételéről szóló 21/2000. (VIII. 23.) BM-IM-TNM együttes rendelet módosításáról
- 9/2002. (X. 17.) ESZCSM rendelet A cumik és cuclik egészségügyi követelményeiről, valamint a forgalmazás feltételeiről
- 4/2002. (X. 17.) FMM rendelet Az Állami Foglalkoztatási Szolgálatról
- 97/2002. (X. 17.) FVM-KüM-PM együttes rendelet A vágott egész csirke exportjának időszakos támogatásáról szóló 33/2002. (IV. 20.) FVM-KüM-PM együttes rendelet módosításáról
- 98/2002. (X. 17.) FVM rendelet A digitális földmérési alaptérképi adatállományok készítéséről és kezeléséről szóló 21/1995. (VI. 29.) FM rendelet módosításáról
- 16/2002. (X. 17.) IM rendelet A büntetés-végrehajtási szervezetek rendelkezése alatt álló lakások bérletéről szóló 17/1994. (IX. 29.) IM rendelet módosításáról
- 17/2002. (X. 17.) IM rendelet Az állam tulajdonában és a büntetés-végrehajtási szervek kezelésében lévő lakások, valamint a nem lakás céljára szolgáló helyiségek elidegenítéséről szóló 22/1995. (XII. 29.) IM rendelet módosításáról
- 2/2002. (X. 17.) IHM rendelet Az informatikai és hírközlési miniszter által adományozható elismerésekről
- 29/2002. (X. 29.) BM rendelet A települések polgári védelmi besorolásáról szóló 18/1996. (VII. 25.) BM rendelet módosításáról
- 18/2002. (X. 29.) GKM rendelet Az erőművek energiahordozó-készletének legkisebb mértékéről és a készletezés rendjéről szóló 66/1997. (XII. 17.) IKIM rendelet módosításáról
- 3/2002. (X. 29.) IHM rendelet Az informatikai, távközlés-fejlesztési és frekvencia-gazdálkodási célelőirányzat felhasználásának és kezelésének szabályairól szóló 11/2001. (IV. 24.) MeHVM rendelet módosításáról
- 5/2002. (X. 29.) KvVM rendelet A települési szilárd hulladék kezelésére szolgáló egyes létesítmények kialakításának és üzemeltetésének részletes műszaki szabályairól
- 31/2002. (X. 29.) PM rendelet A vám- és pénzügyőrség hivatásos állományú tagjai illetményéről és illetményjellegű juttatásairól szóló 13/1997. (V. 8.) PM rendelet módosításáról

##### November
- 99/2002. (XI. 5.) FVM rendelet A szarvasmarha-fajok egyedeinek jelöléséről, valamint Egységes Nyilvántartási és Azonosítási Rendszeréről
- 100/2002. (XI. 5.) FVM rendelet A friss hús előállításának és forgalomba hozatalának élelmiszer-higiéniai feltételeiről
- 101/2002. (XI. 5.) FVM rendelet A földművelésügyi és vidékfejlesztési miniszter által adományozható díjakról és más elismerésekről szóló 11/1999. (I. 29.) FVM rendelet egyes rendelkezéseinek hatályon kívül helyezéséről
- 19/2002. (XI. 5.) GKM-PM együttes rendelet A Magyar Energia Hivatal igazgatási szolgáltatási díjairól és a felügyeleti díj fizetésének szabályairól
- 6/2002. (XI. 5.) KvVM rendelet Az ivóvízkivételre használt vagy ivóvízbázisnak kijelölt felszíni víz,valamint a halak életfeltételeinek biztosítására kijelölt felszíni vizek szennyezettségi határértékeiről és azok ellenőrzéséről
- 10/2002. (XI. 7.) ESZCSM rendelet Az egészségügyi szakellátás társadalombiztosítási finanszírozásának egyes kérdéseiről szóló 9/1993. (IV. 2.) NM rendelet módosításáról
- 102/2002. (XI. 7.) FVM rendelet A Magyar Élelmiszerkönyv kötelező előírásairól szóló 40/1995. (XI. 16.) FM rendelet módosításáról
- 20/2002. (XI. 7.) GKM rendelet A hőtermelő berendezések és vezetékhálózataik energiahatékonysági követelményeiről és a tanúsítás módjáról
- 21/2002. (XI. 8.) GKM-ESZCSM együttes rendelet A hajózási egészségi alkalmasság feltételeiről és vizsgálati rendjéről
- 11/2002. (XI. 9.) ESZCSM rendelet A gyógyszerek rendeléséről és kiadásáról szóló 3/1995. (II. 8.) NM rendelet módosításáról
- 47/2002. (XI. 9.) HM rendelet A katonák illetményéről és illetményjellegű juttatásairól, valamint a közalkalmazottak jutalmazásáról szóló 3/2002. (I. 25.) HM rendelet és a képzési támogatás visszatérítéséről szóló 6/2002. (I. 25.) HM rendelet módosításáról
- 32/2002. (XI. 9.) PM rendelet A pénzügyminiszter ágazatába tartozó szakképesítések szakmai és vizsgáztatási követelményeiről szóló 2/1995. (II. 22.) PM rendelet módosításáról
- 30/2002. (XI. 12.) BM rendelet A körzeti polgári védelmi parancsnokságok illetékességi területe megállapításáról szóló 49/1997. (IX. 16.) BM rendelet módosításáról
- 5/2002. (XI. 12.) FMM rendelet A munkavédelmi jellegű bírságok pályázati, valamint információs célú felhasználásáról
- 4/2002. (XI. 12.) IHM rendelet A belföldi fenntartott postai szolgáltatások legmagasabb hatósági díjairól
- 21/2002. (XI. 12.) KüM rendelet A konzuli díjakról szóló 1/1991. (IV. 9.) KüM rendelet módosításáról
- 12/2002. (XI. 16.) ESZCSM rendelet A foglalkozási eredetű rákkeltő anyagok elleni védekezésről és az általuk okozott egészségkárosodások megelőzéséről szóló 26/2000. (IX. 30.) EüM rendelet módosításáról
- 103/2002. (XI. 16.) FVM rendelet A 2002. augusztus 9-én bekövetkezett felhőszakadás okozta agrárgazdasági károk enyhítésének módjáról
- 14/2002. (XI. 16.) MeHVM rendelet A Turisztikai Célelőirányzat felhasználásának és kezelésének részletes szabályairól
- 33/2002. (XI. 16.) PM rendelet A befektetési egységekhez kötött életbiztosítások esetén az ügyfeleknek történő tájékoztatás formájáról és tartalmáról
- 57/2002. (XI. 18.) OM rendelet a nevelési-oktatási intézmények működéséről szóló 11/1994. (VI. 8.) MKM rendelet módosításáról
- 22/2002. (XI. 22.) GKM rendelet A víztől eltérő folyadék mennyiség-mérők, ezek kiegészítő berendezései, valamint mérőrendszerei típusvizsgálatáról és első hitelesítéséről
- 48/2002. (XI. 22.) HM rendelet A honvédségnél foglalkoztatottak közalkalmazotti jogviszonyával összefüggő egyes kérdések rendezéséről szóló 25/1992. (XI. 25.) HM rendelet módosításáról
- 5/2002. (XI. 22.) IHM rendelet Az informatikai, távközlés-fejlesztési és frekvenciagazdálkodási célelőirányzat felhasználásának és kezelésének szabályairól szóló 11/2001. (IV. 24.) MeHVM rendelet módosításáról
- 22/2002. (XI. 22.) NKÖM rendelet A Nemzeti Kulturális Alapprogramról szóló 1993. évi XXIII. törvény végrehajtásáról szóló 13/1999. (VIII. 27.) NKÖM rendelet módosításáról
- 23/2002. (XI. 22.) NKÖM rendelet A nemzeti kulturális örökség minisztere által adományozható művészeti és egyéb szakmai díjakról szóló 3/1999. (II. 24.) NKÖM rendelet módosításáról
- 23/2002. (XI. 26.) GKM rendelet A Gazdasági Minisztérium vállalkozási célelőirányzatainak szabályozásáról szóló 1/2001. (I. 5.) GM rendelet módosításáról
- 2/2002. (XI. 26.) GYISM rendelet Az állami támogatások 2001. és 2002. évi felhasználásának szabályairól szóló 10/2001. (XII. 23.) ISM rendelet módosításáról
- 15/2002. (XI. 26.) MeHVM rendelet A kiemelt főtisztviselők és a központi tisztek továbbképzéséről
- 34/2002. (XI. 26.) PM rendelet A társasági adókedvezményhez kapcsolódó bejelentendő adatokról
- 13/2002. (XI. 28.) ESZCSM-FMM együttes rendelet A munkahelyek kémiai biztonságáról szóló 25/2000. (IX.30.) EüM-SZCSM együttes rendelet módosításáról
- 14/2002. (XI. 28.) ESZCSM rendelet Az egészségügyi szakellátás társadalombiztosítási finanszírozásának egyes kérdéseiről szóló 9/1993. (IV. 2.) NM rendelet módosításáról szóló 10/2002. (XI. 7.) ESZCSM rendelet módosításáról
- 6/2002. (XI. 28.) FMM rendelet A foglalkoztatást elősegítő támogatásokról, valamint a Munkaerőpiaci Alapból foglalkoztatási válsághelyzetek kezelésére nyújtható támogatásról szóló 6/1996. (VII. 16.) MüM rendelet, továbbá a munkaügyi központok foglalkozási rehabilitációs eljárásáról, valamint a megváltozott munkaképességű munkanélküliek foglalkoztatását elősegítő egyes támogatásokról szóló 11/1998. (IV. 29.) MüM rendelet módosításáról
- 104/2002. (XI. 28.) FVM rendelet A tulajdoni, használati viszonyok földvédelmi célú rendezéséhez szükséges ingatlan-nyilvántartási háttér megerősítése érdekében igénybe vehető támogatás részletes szabályairól szóló 39/2002. (V. 10.) FVM rendelet módosításáról
- 24/2002. (XI. 29.) GKM rendelet A közcélú villamosmű és hőtermelő létesítménye (fűtőműve) által értékesített gőz és melegített víz árának megállapításáról szóló 34/1995. (VIII. 25.) IKM rendelet módosításáról
- 25/2002. (XI. 29.) GKM rendelet A földgáz díjának megállapításáról szóló 11/1999. (III. 19.) GM rendelet módosításáról
- 26/2002. (XI. 29.) GKM rendelet A hajós és tengerész szolgálati könyvről
- 58/2002. (XI. 29.) OM rendelet a Nemzeti, etnikai kisebbség óvodai nevelésének irányelve és a Nemzeti, etnikai kisebbség iskolai oktatásának irányelve kiadásáról szóló 32/1997. (XI. 5.) MKM rendelet módosításáról
- 31/2002. (XI. 30.) BM rendelet A Szolgálati Jel, Bátorság Érdemjel kitüntető cím és a Miniszteri Díj alapításáról szóló 6/1992. (V. 5.) BM rendelet módosításáról
- 18/2002. (XI. 30.) IM rendelet A szabadságvesztés és az előzetes letartóztatás végrehajtásának szabályairól szóló 6/1996. (VII. 12.) IM rendelet módosításáról
- 22/2002. (XI. 30.) KüM-PM együttes rendelet A Kereskedelmi Vámtarifa kihirdetéséről szóló 64/1995. (XI. 24.) IKM-PM együttes rendelet módosításáról
- 23/2002. (XI. 30.) KüM-PM együttes rendelet A 2003. évi GATT kedvezményes vámkontingensekről
- 24/2002. (XI. 30.) KüM-PM együttes rendelet A Magyar Köztársasággal szabadkereskedelmi megállapodást kötött országokból származó egyes árukra vonatkozó kedvezményes vámkontingensekről
- 35/2002. (XI. 30.) PM rendelet A kötelező gépjármű-felelősségbiztosítás 1991. július 1. előtti rendszere alapján fizetett baleseti kártérítési járadékok emeléséről szóló 2/1997. (I. 31.) PM rendelet módosításáról
- 36/2002. (XI. 30.) PM rendelet A gépjárműszavatossági károk 1971. január 1. előtti rendszere alapján fizetett baleseti kártérítési járadékokról szóló 12/1998. (III. 27.) PM rendelet módosításáról

##### December
- 37/2002. (XII. 3.) PM-BM együttes rendelet A helyi önkormányzatokat 2001. és 2002. évben megillető normatív állami hozzájárulásokról, normatív, kötött felhasználású támogatásokról, személyi jövedelemadóról, valamint a helyi önkormányzatok bevételeinek aránytalanságát mérséklő kiegészítésről, illetve beszámításról szóló 3/2001. (I. 30.) PM-BM együttes rendelet végrehajtásáról
- 15/2002. (XII. 5.) ESZCSM rendelet Az Állami Népegészségügyi és Tisztiorvosi Szolgálat városi intézeteinek illetékességi területéről szóló 1/1994. (I. 21.) NM rendelet módosításáról
- 105/2002. (XII. 5.) FVM rendelet A mezőgazdasági termelők éven belüli lejáratú hiteleinek adósságrendezési programja végrehajtásáról
- 106/2002. (XII. 5.) FVM rendelet Az agrárgazdasági célok 2002. évi költségvetési támogatásáról szóló 102/2001. (XII. 16.) FVM rendelet módosításáról
- 27/2002. (XII. 5.) GKM rendelet A víziközlekedés irányítására és a hajóút kitűzésére szolgáló jelekről, valamint e jelek létesítéséről, üzemeltetéséről, módosításáról és megszüntetéséről
- 49/2002. (XII. 5.) HM rendelet A honvédelmi vonatkozású szolgálati titokkörökről szóló 11/1995. (XI. 14.) HM rendelet módosításáról
- 38/2002. (XII. 5.) PM rendelet A befektetési szolgáltató, az elszámolóházi tevékenységet végző szervezet és a tőzsde tájékoztatási kötelezettségéről szóló 6/2002. (II. 20.) PM rendelet módosításáról
- 39/2002. (XII. 5.) PM rendelet Az országkockázat tőkekövetelményéről szóló 16/2001. (III. 9.) PM rendelet, valamint a befektetési vállalkozások országkockázatának tőkekövetelményéről szóló 8/2002. (II. 20.) PM rendelet módosításáról
- 7/2002. (XII. 6.) FMM rendelet A felnőttképzést folytató intézmények és a felnőttképzési programok akkreditációs eljárási díjának mértékéről és felhasználásának szabályairól
- 40/2002. (XII. 6.) PM rendelet A zárjegy alkalmazásának, a zárjeggyel való elszámolásnak a részletes szabályairól szóló 36/1997. (XI. 26.) PM rendelet módosításáról
- 41/2002. (XII. 6.) PM rendelet A hordós és kannás borra előírt hivatalos zár alkalmazásának, valamint elszámolásának részletes szabályairól
- 107/2002. (XII. 9.) FVM rendelet A feldolgozott sertés és marhahús termékek minőségmegőrzése érdekében igénybe vehető támogatásról szóló 80/2002. (VIII. 30.) FVM rendelet módosításáról
- 28/2002. (XII. 9.) GKM rendelet A Veszélyes Áruk Nemzetközi Közúti Szállításáról szóló Európai Megállapodás ,,A és ,,B Mellékletének kihirdetéséről és belföldi alkalmazásáról szóló 20/1979. (IX. 18.) KPM rendelet módosításáról
- 29/2002. (XII. 9.) GKM rendelet A Nemzetközi Vasúti Árufuvarozási Egyezményre vonatkozó Egységes Szabályok (CIM) mellékleteinek kihirdetéséről szóló 4/1987. (V. 13.) KM rendelet módosításáról
- 59/2002. (XII. 9.) OM rendelet A zeneterapeuta szakirányú továbbképzési szak képesítési követelményeiről
- 32/2002. (XII. 12.) BM rendelet A hivatásos katasztrófavédelmi szerveknél, a tűzoltóságoknál, valamint az ezirányú szakágazatban foglalkoztatottak képesítési követelményeiről és képzési rendszeréről
- 16/2002. (XII. 12.) ESZCSM rendelet Az egynapos sebészeti és a kúraszerűen végezhető ellátások szakmai feltételeiről
- 19/2002. (XII. 12.) IM rendelet Az igazságügyi szerveknél adományozható miniszteri elismerésekről szóló 8/1992. (IV. 4.) IM rendelet módosításáról
- 20/2002. (XII. 12.) IM rendelet A szabadalmi bejelentés, az európai szabadalmi bejelentésekkel és az európai szabadalmakkal, illetve a nemzetközi szabadalmi bejelentésekkel összefüggő beadványok, valamint a növényfajta-oltalmi bejelentés részletes alaki szabályairól
- 16/2002. (XII. 12.) MeHVM rendelet ?
- 108/2002. (XII. 13.) FVM rendelet A birtokhasznosítási bizottság létrehozatalának és működésének rendjéről
- 109/2002. (XII. 13.) FVM rendelet A közraktárba letett 2002. évi termésű takarmánykukorica támogatásáról szóló 95/2002. (X. 7.) FVM rendelet módosításáról
- 30/2002. (XII. 13.) GKM rendelet A folyamatosan összegző mérlegek típusvizsgálatáról és első hitelesítéséről
- 21/2002. (XII. 13.) IM rendelet A mikroorganizmusok szabadalmi eljárás céljából történő letétbe helyezése nemzetközi elismeréséről szóló Budapesti Szerződés Végrehajtási Szabályzatának kihirdetéséről
- 22/2002. (XII. 13.) IM rendelet Az európai szabadalmak megadásáról szóló 1973. október 5-i Müncheni Egyezmény (Európai Szabadalmi Egyezmény) Végrehajtási Szabályzatának kihirdetéséről
- 23/2002. (XII. 13.) IM rendelet A cégbejegyzési eljárás és a cégnyilvántartás egyes kérdéseiről szóló 8/1998. (V. 23.) IM rendelet módosításáról
- 24/2002. (XII. 13.) IM rendelet A büntetés-végrehajtás közúti járművei forgalomba helyezésének és forgalomban tartásának műszaki feltételeiről
- 7/2002. (XII. 13.) KvVM rendelet A Környezetvédelmi alap célfeladatok fejezeti kezelésű előirányzat felhasználásának, nyilvántartásának és ellenőrzésének részletes szabályairól szóló 28/2001. (XII. 23.) KöM rendelet módosításáról
- 31/2002. (XII. 17.) GKM rendelet A belföldi helyközi (távolsági) menetrend szerinti autóbusz-közlekedés, valamint a nevelési-oktatási intézmények által rendelt belföldi autóbusz különjáratok legmagasabb díjairól szóló 39/1999. (XII. 20.) KHVM rendelet módosításáról
- 32/2002. (XII. 17.) GKM rendelet A mérésügyi igazgatási szolgáltatások igénybevételéért fizetendő díjak megállapításáról szóló 78/1997. (XII. 30.) IKIM rendelet módosításáról
- 33/2002. (XII. 17.) GKM rendelet A mérőeszközökről és azok mérésügyi ellenőrzéséről szóló 6/2001. (III. 19.) GM rendelet módosításáról
- 34/2002. (XII. 17.) GKM rendelet A Magyar Energia Hivatal közérdekű határozatainak közzétételére vonatkozó szabályokról
- 110/2002. (XII. 18.) FVM rendelet Az élelmiszeripari feldolgozásra leadott 2002. évi hazai termésű ipari alma közvetlen termelői támogatásáról szóló 94/2002. (X.7.) FVM rendelet módosításáról
- 111/2002. (XII. 18.) FVM rendelet A Dunán és mellékfolyóin 2002 augusztusában kialakult árvíz elleni védekezés költségeinek támogatásáról
- 8/2002. (XII. 19.) FMM rendelet A közalkalmazottak jogállását érintő egyes kérdésekről szóló 1/1993. (IV. 20.) MüM rendelet módosításáról
- 35/2002. (XII. 19.) GKM rendelet Az egyes sajátos műszaki építmények tekintetében az építési műszaki ellenőri névjegyzékbe való felvételhez szükséges szakvizsgáról, valamint az építésfelügyeletet ellátó szervezetek ezzel kapcsolatos feladatairól szóló 3/2002. (II. 13.) GM rendelet módosításáról
- 36/2002. (XII. 19.) GKM rendelet A villamosenergia-rendszer irányításával, működésével és használatával összefüggő egyes adatszolgáltatásokról
- 6/2002. (XII. 19.) IHM rendelet A tartalékos hadköteleseknek a rendkívüli állapot idején munkahelyükön történő meghagyásáráról
- 60/2002. (XII. 19.) OM rendelet a kerettantervek kiadásáról, bevezetéséről és alkalmazásáról szóló 28/2000. (IX. 21.) OM rendelet módosításáról, és a tankönyvvé nyilvánítás, a tankönyvtámogatás, valamint az iskolai tankönyvellátás szabályozásának egyes kérdéseiről
- 61/2002. (XII. 19.) OM rendelet az ipari és kereskedelmi szakképesítések szakmai és vizsgakövetelményeiről szóló 18/1995. (VI. 6.) IKM rendelet módosításáról
- 17/2002. (XII. 20.) ESZCSM rendelet A személyes gondoskodást nyújtó szociális intézmények szakmai feladatairól és működésük feltételeiről szóló 1/2000. (I. 7.) SZCSM rendelet módosításáról
- 9/2002. (XII. 20.) FMM rendelet A kollektív szerződések regisztrálási rendjéről és az ezzel kapcsolatos adatszolgáltatási kötelezettségről szóló 19/1997. (XII. 18.) MüM rendelet módosításáról
- 25/2002. (XII. 20.) IM rendelet A büntetés-végrehajtási szervezet hivatásos állományú tagjainak egyes illetményen kívüli járandóságairól, szociális juttatásairól és támogatásáról szóló 6/1997. (III. 26.) IM rendelet módosításáról
- 26/2002. (XII. 20.) IM rendelet A büntetés-végrehajtási szervezet hivatásos állományú tagjai részére járó egyes költségtérítésekről szóló 7/1997. (III. 26.) IM rendelet módosításáról
- 27/2002. (XII. 20.) IM rendelet A büntetés-végrehajtási szervezetre vonatkozó kártérítési eljárás egyes szabályairól szóló 8/1997. (III. 26.) IM rendelet módosításáról
- 28/2002. (XII. 20.) IM rendelet A büntetés-végrehajtási szervezet hivatásos állományú tagjainak elismerési rendjéről szóló 10/1997. (III. 26.) IM rendelet módosításáról
- 29/2002. (XII. 20.) IM rendelet A büntetés-végrehajtási szervezet hivatásos állományú tagjaira vonatkozó egyes munkáltatói jogkörök gyakorlásáról szóló 11/1997. (III. 26.) IM rendelet módosításáról
- 30/2002. (XII. 20.) IM rendelet A büntetés-végrehajtási szervezet hivatásos állományú tagjainak szolgálati viszonyáról szóló 14/1997. (IV. 22.) IM rendelet módosításáról
- 31/2002. (XII. 20.) IM rendelet A büntetés-végrehajtási szervezet hivatásos állományú tagjai illetményének és illetmény jellegű juttatásainak megállapításáról és folyósításáról szóló 15/1997. (IV. 22.) IM rendelet módosításáról
- 7/2002. (XII. 20.) IHM rendelet A távközlési építmények építésfelügyeleti ellenőrzési eljárásáról
- 8/2002. (XII. 20.) KvVM rendeletAz állami tulajdonú közüzemi vízműből szolgáltatott ivóvízért, illetőleg az állami tulajdonú közüzemi csatornamű használatáért fizetendő díjakról szóló 47/1999. (XII. 28.) KHVM rendelet módosításáról
- 25/2002. (XII. 20.) KüM rendelet Az A.T.A. Egyezmény végrehajtásáról
- 62/2002. (XII. 20.) OM rendelet A felsőoktatási normatív kutatástámogatás felosztásáról és felhasználásáról szóló 6/1997. (II. 12.) MKM rendelet módosításáról
- 63/2002. (XII. 20.) OM rendelet Az Országos Képzési Jegyzékről szóló 7/1993. (XII. 30.) MüM rendelet módosításáról
- 42/2002. (XII. 20.) PM rendelet Az adójegy igénylésére, visszavételére, alkalmazására vonatkozó részletes szabályokról szóló 14/1998. (IV. 30.) PM rendelet módosításáról
- 43/2002. (XII. 20.) PM rendelet A jövedéki termékek veszteségnormáiról szóló 43/1997. (XII. 30.) PM rendelet módosításáról
- 44/2002. (XII. 20.) PM rendelet A jövedéki adóról és a jövedéki termékek forgalmazásának különös szabályairól szóló 1997. évi CIII. törvény egyes rendelkezéseinek végrehajtásáról szóló 35/1997. (XI. 26.) PM rendelet módosításáról
- 37/2002. (XII. 21.) GKM rendelet Az egyes fogyasztási cikkek behozatalának 2003. I. félévi szabályozásáról
- 32/2002. (XII. 21.) IM rendelet Az Igazságügyi Minisztérium fejezethez tartozó költségvetési szerv középirányító szervként történő elismeréséről, a gazdálkodási jogosítványok megosztási rendjéről és a büntetés-végrehajtási szervek alapító okiratainak módosításáról
- 33/2002. (XII. 23.) BM rendelet A 2003. április 12. napjára kitűzött országos népszavazás eljárási határidőinek és határnapjainak megállapításáról
- 34/2002. (XII. 23.) BM rendelet A választási eljárásról szóló 1997. évi C. törvény végrehajtásáról az országos népszavazáson és az országos népi kezdeményezésen
- 10/2002. (XII. 23.) FMM rendelet A munkaeszközök és használatuk biztonsági és egészségügyi követelményeinek minimális szintjéről szóló 8/1998. (III. 31.) MüM rendelet módosításáról
- 38/2002. (XII. 23.) GKM rendelet A belföldi közforgalmú menetrend szerinti vasúti személyszállítás legmagasabb díjairól szóló 28/1996. (XII. 20.) KHVM rendelet módosításáról
- 33/2002. (XII. 23.) IM rendelet Egyes, díjazásról szóló igazságügy-miniszteri rendeletek módosításáról
- 9/2002. (XII. 23.) KvVM rendelet A Környezetvédelmi és Vízügyi Minisztérium, valamint szervei szolgálati titokkörének megállapításáról
- 34/2002. (XII. 25.) IM rendelet A Szabadalmi Együttműködési Szerződéshez csatolt Végrehajtási Szabályzat szövegének kihirdetéséről
- 8/2002. (XII. 25.) IHM rendelet A rádióamatőr szolgálatról
- 24/2002. (XII. 25.) NKÖM rendelet Egyes ingatlanok műemlékké nyilvánításáról
- 25/2002. (XII. 25.) NKÖM rendelet A nemzeti kulturális örökség minisztere felügyelete alatt álló intézmények közalkalmazottainak vagyonnyilatkozat-tételéről
- 45/2002. (XII. 25.) PM rendelet Az állam öröklése és az államot megillető egyéb jogok gyakorlása esetén a Magyar Állam képviseletéről
- 18/2002. (XII. 28.) ESZCSM rendelet A szerzett immunhiányos tünetcsoport kialakulását okozó fertőzés terjedésének megelőzése érdekében szükséges intézkedésekről és a szűrővizsgálatok elvégzésének rendjéről
- 19/2002. (XII. 28.) ESZCSM-KvVM együttes rendelet Az egyes veszélyes anyagokkal, illetve veszélyes készítményekkel kapcsolatos egyes tevékenységek korlátozásáról szóló 41/2000. (XII. 20.) EüM-KöM együttes rendelet módosításáról
- 20/2002. (XII. 28.) ESZCSM rendelet Az egészségügyi közszolgáltatások nyújtásáról, valamint az orvosi tevékenység végzésének formáiról szóló 2001. évi CVII. törvény végrehajtásáról rendelkező egyes miniszteri rendeletek alkalmazásának elhalasztásáról, illetve módosításáról
- 21/2002. (XII. 28.) ESZCSM rendelet Az Állami Népegészségügyi és Tisztiorvosi Szolgálat szervezetéről és működéséről szóló 7/1991. (IV. 26.) NM rendelet módosításáról
- 22/2002. (XII. 28.) ESZCSM rendelet A gyógyszertárban forgalmazható termékekről szóló 43/1996. (XI. 29.) NM rendelet módosításáról
- 23/2002. (XII. 28.) ESZCSM rendelet A mentésről szóló 20/1998. (VI. 3.) NM rendelet egyes rendelkezéseinek hatályon kívül helyezéséről
- 24/2002. (XII. 28.) ESZCSM rendelet Az emberen végzett orvostudományi kutatásokról szóló 23/2002. (V. 9.) EüM rendelet módosításáról
- 25/2002. (XII. 28.) ESZCSM rendelet Az emberi felhasználásra kerülő vizsgálati készítmények klinikai vizsgálatáról és a helyes klinikai gyakorlat alkalmazásáról szóló 24/2002. (V. 9.) EüM rendelet módosításáról
- 26/2002. (XII. 28.) ESZCSM-PM együttes rendelet Az egyes gyógyszerek és gyógyászati segédeszközök beszerzéséről és forgalmazásáról szóló 110/2000. (VI. 29.) Korm. rendelet alapján beszerzésre kerülő gyógyszerhatóanyagokról és gyógyászati segédeszközökről szóló 46/2000. (XII. 18.) PM-EüM együttes rendelet módosításáról
- 11/2002. (XII. 28.) FMM rendelet A munkavédelemről szóló 1993. évi XCIII. törvény egyes rendelkezéseinek végrehajtásáról szóló 5/1993. (XII. 26.) MüM rendelet módosításáról
- 39/2002. (XII. 28.) GKM rendelet A közúti járművek műszaki megvizsgálásáról szóló 5/1990. (IV. 12.) KöHÉM rendelet módosításáról
- 40/2002. (XII. 28.) GKM rendelet A közúti járművek forgalomba helyezésének és forgalomban tartásának műszaki feltételeiről szóló 6/1990. (IV. 12.) KöHÉM rendelet módosításáról
- 41/2002. (XII. 28.) GKM rendelet A közúti áru- és személyszállítást végző egyes gépjárművezetők vezetési idejének korlátozásáról
- 42/2002. (XII. 28.) GKM rendelet A Magyar Szabadalmi Hivatal előtti iparjogvédelmi eljárások igazgatási szolgáltatási díjairól
- 43/2002. (XII. 28.) GKM rendelet A Légiforgalmi és Repülőtéri Igazgatóság megszüntetéséről és a HungaroControl Magyar Légiforgalmi Szolgálat létrehozásáról szóló 45/2001. (XII. 20.) KöViM rendelet módosításáról
- 44/2002. (XII. 28.) GKM rendelet Az 50 MW és annál nagyobb teljesítményű erőművek energiahordozó-készletének legkisebb mértékéről és a készletezés rendjéről
- 45/2002. (XII. 28.) GKM rendelet Az európai szabadalmak megadásáról szóló 1973. október 5-i Müncheni Egyezmény (Európai Szabadalmi Egyezmény) Díjszabályzatának kihirdetéséről
- 46/2002. (XII. 28.) GKM-ESZCSM együttes rendelet A gyermekjátékszerek biztonságossági követelményeiről, vizsgálatáról és tanúsításáról szóló 24/1998. (IV. 29.) IKIM-NM együttes rendelet módosításáról
- 47/2002. (XII. 28.) GKM rendelet A közcélú villamos hálózatra csatlakozás pénzügyi és műszaki feltételeiről
- 48/2002. (XII. 28.) GKM rendelet A nyomástartó berendezések és rendszerek biztonsági követelményeiről és megfelelőség tanusításáról szóló 9/2001. (IV. 5.) GM rendelet módosításáról
- 49/2002. (XII. 28.) GKM rendelet A kikötő, komp- és révátkelőhely, továbbá más hajózási létesítmények általános üzemeltetési szabályairól, valamint az üzemeltetési szabályzatok alkalmazásáról
- 46/2002. (XII. 28.) PM rendelet A Vámtarifa Magyarázatról szóló 23/1990. (XII. 3.) PM rendelet módosításáról
- 47/2002. (XII. 28.) PM rendelet A vámtörvény végrehajtásának részletes szabályairól szóló 10/1996. (III. 25.) PM rendelet módosításáról
- 48/2002. (XII. 28.) PM rendelet A költségvetési viszontgarancia vállalásának és érvényesítésének részletes szabályairól
- 35/2002. (XII. 29.) BM rendelet Az Országos Rendőr-főkapitányság Pénzügyi Nyomozó Igazgatósága létrejöttével összefüggésben egyes belügyminiszteri rendeletek módosításáról
- 50/2002. (XII. 29.) GKM rendelet A kikötő, komp- és révátkelőhely, továbbá más hajózási létesítmény létesítéséről, használatbavételéről, üzemben tartásáról és megszüntetéséről
- 51/2002. (XII. 29.) GKM rendelet A műszaki-biztonsági felügyeletet ellátó szervezet egyes államigazgatási eljárásainak és igazgatási jellegű szolgáltatásainak díjairól szóló 15/1997. (IV. 4.) IKIM rendelet módosításáról
- 52/2002. (XII. 29.) GKM rendelet Az M1 és M3 autópálya használatának díjáról szóló 42/1999. (XII. 25.) KHVM rendelet módosításáról
- 53/2002. (XII. 29.) GKM rendelet A gázfogyasztásmérők típusvizsgálatáról és első hitelesítéséről
- 54/2002. (XII. 29.) GKM-ESZCSM-FVM együttes rendelet A vendéglátás és közétkeztetés keretében történő élelmiszerelőállítás és -forgalmazás feltételeiről szóló 80/1999. (XII. 28.) GM-EüM-FVM együttes rendelet módosításáról
- 55/2002. (XII. 29.) GKM rendelet A nemzetközi közúti áru- és személyszállítási engedélyek és meghatározott okmányok kiadásának díjairól
- 56/2002. (XII. 29.) GKM rendelet Az átvételi kötelezettség alá eső villamos energia átvételének szabályairól és árainak megállapításáról
- 57/2002. (XII. 29.) GKM rendelet A villamosenergia-ellátásban alkalmazott általános rendszerhasználati díjak megállapításáról
- 58/2002. (XII. 29.) GKM rendelet A lakossági fogyasztók részére a közüzemi szolgáltató által szolgáltatott villamos energia árának megállapításáról
- 59/2002. (XII. 29.) GKM rendelet A nem lakossági közüzemi fogyasztók részére a közüzemi szolgáltató által szolgáltatott villamos energia árának megállapításáról
- 60/2002. (XII. 29.) GKM rendelet A villamosenergia-termelők által értékesített közüzemi célra lekötött villamos energia, valamint a közüzemi villamos energia nagykereskedő által értékesített villamos energia hatósági árainak megállapításáról
- 61/2002. (XII. 29.) GKM rendelet A közüzemi villamosenergia-ellátás, a villamos energia elosztás, átvitel, rendszerirányítás és rendszerszintű szolgáltatások, valamint a villamosenergia-termelői engedéllyel érintett eszközök igénybevételével termelt távhőszolgáltatás céljára értékesített melegített víz és gőz hatósági árainak és díjainak megállapításáról
- 62/2002. (XII. 29.) GKM rendelet A villamos energia határon keresztül történő szállításának határkeresztező díj megállapításáról
- 63/2002. (XII. 29.) GKM rendelet A villamos energia tranzit szabályairól
- 49/2002. (XII. 29.) PM rendelet Az illetékekkel kapcsolatos ügyiratok kezeléséről, az illetékek kiszabásáról, elszámolásáról és könyveléséről szóló 32/1999. (XII. 22.) PM rendelet módosításáról
- 50/2002. (XII. 29.) PM rendelet A fejlesztési adókedvezmény engedélyezése iránti eljárás kezdeményezéséért fizetendő igazgatási szolgáltatási díjról
- 51/2002. (XII. 29.) PM-MeHVM együttes rendelet A PHARE és ISPA előcsatlakozási eszközökből finanszírozott beszerzések általános forgalmi adó alóli mentesítésének szabályairól
- 52/2002. (XII. 29.) PM rendelet A települési önkormányzat hatáskörébe tartozó adók és adók módjára behajtandó köztartozások nyilvántartásáról, kezeléséről és elszámolásáról szóló 13/1991. (V. 21.) PM rendelet módosításáról
- 64/2002. (XII. 30.) GKM rendelet A villamosenergia-termelői engedélyes által közvetlenül vagy közvetve távhőszolgáltatási célra értékesített melegített víz és gőz hatósági árának megállapításáról
- 35/2002. (XII. 30.) IM-PM együttes rendelet A fogvatartottak foglalkoztatására jóváhagyott költségvetési előirányzat felhasználási rendjéről szóló 2/1996. (III. 13.) IM-PM együttes rendelet módosításáról
- 17/2002. (XII. 30.) MeHVM rendelet A polgári nemzetbiztonsági szolgálatok munkaügyi ellenőrzéséről
- 53/2002. (XII. 30.) PM rendelet A tőkemegfelelési mutató számításáról szóló 13/2001. (III. 9.) PM rendelet módosításáról
- 54/2002. (XII. 30.) PM rendelet A befektetési alapkezelők adatszolgáltatásának rendjéről és tartalmáról szóló 11/2002. (II. 20.) PM rendelet módosításáról
- 55/2002. (XII. 30.) PM rendelet A hitelintézetek és a pénzügyi vállalkozások által a Pénzügyi Szervezetek Állami Felügyelete részére szolgáltatandó adatok köréről és az adatszolgáltatás módjáról
- 56/2002. (XII. 30.) PM rendelet A befektetési szolgáltatók üzleti, szolgáltatási tevékenységéhez, a befektetési vállalkozások és hitelintézetek kereskedési könyv vezetéséhez kapcsolódó, a Pénzügyi Szervezetek Állami Felügyelete részére történő adatszolgáltatási kötelezettségéről szóló 14/2002. (III. 20.) PM rendelet módosításáról
- 57/2002. (XII. 30.) PM rendelet A biztosítóintézetek belső adatszolgáltatásának rendjéről és tartalmáról szóló 56/2001. (XII. 30.) PM rendelet módosításáról

#### Kormányhatározatok

##### Január (1001−1009)
- 1001/2002. (I. 11.) Korm. határozat A Nemzeti Programengedélyező tisztségét betöltő személyről szóló 1095/2000. (XI. 24.) Korm. határozat módosításáról
- 1002/2002. (I. 12.) Korm. határozat A külföldi megfigyelőknek a 2002. évi országgyűlési választásokra történő meghívásáról
- 1003/2002. (I. 21.) Korm. határozat A pénzmosás elleni fellépés koordinálásáért felelős kormánybiztos kinevezéséről
- 1004/2002. (I. 26.) Korm. határozat A Budapest Ferihegy Nemzetközi Repülőtér Üzemeltető Részvénytársaság részéről történő hitelfelvételről és az ehhez kapcsolódó állami kezességvállalásról
- 1005/2002. (I. 26.) Korm. határozat A Kulturális Javak Visszaszolgáltatásának Bizottságáról szóló 1036/1993. (V. 19.) Korm. határozat módosításáról
- 1006/2002. (I. 30.) Korm. határozat A Magyar Ösztöndíj Bizottság átszervezéséről és az Eötvös József Ösztöndíj Közalapítvány létrehozásáról
- 1007/2002. (I. 30.) Korm. határozat A Kereskedelmi Világszervezet (WTO) Tárcaközi Bizottság létrehozásáról
- 1008/2002. (I. 30.) Korm. határozat A Magyar Nemzeti Földalap Kht. alapítói törzstőke forrásának biztosításáról
- 1009/2002. (I. 31.) Korm. határozat A polgári jogi kodifikációról szóló 1050/1998. (IV. 24.) Korm. határozat időarányos végrehajtásáról és módosításáról, valamint a kodifikáció tárgyévi pénzügyi fedezetéről

##### Február (1010−1014)
- 1010/2002. (II. 1.) Korm. határozat A birtokpolitika elveiről
- 1011/2002. (II. 18.) Korm. határozat A Széchenyi Hitelkártya bevezetéséről
- 1012/2002. (II. 20.) Korm. határozat A magyar labdarúgás utánpótlás-nevelése szervezeti rendszerének megújítását szolgáló Bozsik Programhoz kapcsolódó állami kezességvállalásról szóló 1147/2001. (XII. 29.) Korm. határozat módosításáról
- 1013/2002. (II. 22.) Korm. határozat A magyar labdarúgás utánpótlás-nevelése szervezeti rendszerének megújítását szolgáló Bozsik Programhoz kapcsolódó kormányhatározat végrehajtásáért felelős kormánymeghatalmazott megbízásáról
- 1014/2002. (II. 27.) Korm. határozat A Közép- és Kelet-európai Történelem és Társadalom Kutatásáért Közalapítvány Alapító Okiratának módosításáról

##### Március (1015−1032)
- 1015/2002. (III. 7.) Korm. határozat A Magyar Köztársaság Kormánya képviselőjének kinevezéséről az Európai Unió következő intézményi kormányközi konferenciáját előkészítő Konventben
- 1016/2002. (III. 7.) Korm. határozat A martinsalak felhasználásával készült életveszélyes épületek helyreállításának teljesítése kapcsán szükséges további intézkedésekről
- 1017/2002. (III. 7.) Korm. határozat A kastélyépületekben működő szociális intézmények korszerűsítéséről és kiváltásának megoldásairól
- 1018/2002. (III. 14.) Korm. határozat A Nagyszentmiklósi kincs bemutatásához kapcsolódó kormányzati kezességvállalásról
- 1019/2002. (III. 20.) Korm. határozat A Magyar Köztársaság Kiváló Művésze, a Magyar Köztársaság Érdemes Művésze és a Magyar Köztársaság Babérkoszorúja díjak 2002. évi adományozásáról
- 1020/2002. (III. 21.) Korm. határozat A mozgásában korlátozott személy parkolási igazolványának bevezetésével összefüggő feladatokról
- 1021/2002. (III. 21.) Korm. határozat A Terror Háza Múzeum látogatásáról
- 1022/2002. (III. 21.) Korm. határozat Az ,,egyházi kulturális örökség értékeinek rekonstrukciója és egyéb beruházások 2002. évi központi költségvetési támogatás felosztásáról
- 1023/2002. (III. 21.) Korm. határozat Az oktatási miniszter kormányzati felelősségi körébe tartozó egyes közalapítványok alapító okiratának módosításáról
- 1024/2002. (III. 21.) Korm. határozat A MILLENÁRIS Programiroda Kulturális Közhasznú Társaság működésének finanszírozásához kapcsolódó kormányzati készfizető kezességvállalásról
- 1025/2002. (III. 21.) Korm. határozat A csőd-, felszámolási vagy végelszámolási eljárás alatt álló szövetkezetek üzletrészeinek állami megvásárlásához kapcsolódó kormányzati készfizető kezességvállalásról
- 1026/2002. (III. 26.) Korm. határozat A kormányzati elektronikus aláírási rendszer kiépítésével összefüggő egyes feladatokról és a kormányzati hitelesítés-szolgáltató felállításáról
- 1027/2002. (III. 26.) Korm. határozat A gazdasági miniszter kormányzati felelősségi körébe tartozó Országos Foglalkoztatási Közalapítvány alapító okiratának módosításáról
- 1028/2002. (III. 26.) Korm. határozat A Vértesi Erőmű Rt. retrofit programja és ezen belül az Oroszlányi Erőművében megvalósítandó kéntelenítő beruházásához kapcsolódó állami kezességvállalásról
- 1029/2002. (III. 26.) Korm. határozat A Magyar Mozgókép Közalapítvány alapító okiratának módosításáról
- 1030/2002. (III. 29.) Korm. határozat A Magyar Köztársaság külképviseleteinek jegyzékéről
- 1031/2002. (III. 29.) Korm. határozat A gödöllői Grassalkovich Kastély helyreállításával és fejlesztésével kapcsolatos intézkedésekről szóló 1144/2001. (XII. 29.) Korm. határozat módosításáról
- 1032/2002. (III. 29.) Korm. határozat A MÁV Rt. 2002. évi működőképességének biztosításához szükséges forgóeszközpótló hitel felvételéhez állami kezességvállalásról

##### Április (1033−1042)
- 1033/2002. (IV. 12.) Korm. határozat A Magyar Katolikus Egyház számára 2002. évben rendezésre javasolt ingatlanokról és az e célra elkülönített költségvetési keret felosztásáról
- 1034/2002. (IV. 12.) Korm. határozat A Millenniumi Városközpont Kulturális Tömb megvalósításával kapcsolatos intézkedésekről szóló 1118/2001. (X. 19.) Korm. határozat módosításáról
- 1035/2002. (IV. 12.) Korm. határozat A stabil vérkészítménytől HCV vírussal megfertőződött veleszületett vérzékenységben szenvedő állampolgárok egységes állami kártalanításáról szóló 1093/2000. (XI. 24.) Korm. határozat módosításáról
- 1036/2002. (IV. 12.) Korm. határozat A kábítószer-probléma visszaszorításáról szóló nemzeti stratégiai program rövid és középtávú céljainak végrehajtásával kapcsolatos kormányzati feladatokról
- 1037/2002. (IV. 12.) Korm. határozat A Holocaust Dokumentációs Központ és Emlékgyűjtemény Közalapítvány létrehozásáról
- 2105/2002. (IV. 12.) Korm. határozat  A Magyar Köztársaság Kormányának a Vízügyi Világpartnerségi Szervezethez (GWPO) való csatlakozásáról és az Egyetértési Nyilatkozat aláírásáról
- 1038/2002. (IV. 19.) Korm. határozat A PHARE 2002-2003. évi ,,Gazdasági és Szociális Kohéziós célú programjainak előkészítéséről
- 1039/2002. (IV. 19.) Korm. határozat A Magyar Köztársaság Kormánya, valamint a Magyarországi Baptista Egyház, a Magyarországi Unitárius Egyház, az Evangéliumi Pünkösdi Közösség, a Konstantinápolyi Egyetemes Patriarchátus Magyarországi Orthodox Exarchátusa, a Budai Szerb Ortodox Egyházmegye és a Magyarországi Román Ortodox Egyház] között az 5000 lakosnál kisebb településeken szolgálatot teljesítő egyházi személyek jövedelempótlékáról szóló megállapodások megkötéséről
- 1040/2002. (IV. 19.) Korm. határozat A nyugdíjak és a nyugdíjszerű rendszeres szociális ellátások 2002. június havi kiegészítő emeléséről
- 1041/2002. (IV. 26.) Korm. határozat A közcélú egyházi feladatokhoz ingatlanjuttatás 2002. évi központi költségvetési támogatás felosztásáról
- 1042/2002. (IV. 26.) Korm. határozat Az ,,Uralkodók és corvinák" című kiállításra kölcsönvett firenzei corvinák magyarországi bemutatásához kapcsolódó állami kezességvállalásról

##### Május (1043−1083)
- 1043/2002. (V. 4.) Korm. határozat A Nemzeti Földalapba tartozó földrészletek hasznosításával összefüggő feladatokról
- 1044/2002. (V. 5.) Korm. határozat Az Európai Szociális Kartában vállalt kötelezettségek teljesüléséről szóló Országjelentés jóváhagyásáról
- 1045/2002. (V. 5.) Korm. határozat A Magyarországi Evangélikus Egyház és a Magyarországi Református Egyház számára 2002. évben rendezésre javasolt ingatlanokról és az e célra elkülönített költségvetési keret felosztásáról
- 1046/2002. (V. 5.) Korm. határozat A magyar labdarúgás utánpótlás-nevelése szervezeti rendszerének megújítását szolgáló Bozsik Programhoz kapcsolódó állami kezességvállalásról szóló 1147/2001. (XII. 29.) Korm. határozat módosításáról
- 1047/2002. (V. 5.) Korm. határozat A Fogyatékosok Esélye Közalapítvány Alapító Okiratának módosításáról
- 1048/2002. (V. 5.) Korm. határozat Az oktatási miniszter kormányzati felelősségi körébe tartozó egyes közalapítványok alapító okiratainak módosításáról
- 1049/2002. (V. 10.) Korm. határozat A 2001. évi téli és a 2002. évi tavaszi fagykárokkal összefüggő kárenyhítés mértékéről és forrásairól
- 1050/2002. (V. 14.) Korm. határozat A közoktatás tankönyvellátásához 2002. évben szükséges állami készfizető kezességvállalásról
- 1051/2002. (V. 14.) Korm. határozat A cigányság életkörülményeinek és társadalmi helyzetének javítására irányuló középtávú intézkedéscsomagról szóló 1047/1999. (V. 5.) Korm. határozat végrehajtásának egységes szakmai és pénzügyi utókövetési rendszeréről
- 1052/2002. (V. 14.) Korm. határozat A Debrecenben felépítendő új, többcélú rendezvénycsarnok felépítésével összefüggő egyes beruházások finanszírozásához kapcsolódó pótlólagos állami kezességvállalásról
- 1053/2002. (V. 14.) Korm. határozat A Magyarországi Nemzeti és Etnikai Kisebbségekért Közalapítvány Alapító Okiratának módosításáról
- 1054/2002. (V. 15.) Korm. határozat A 2003-ban felvehető államilag finanszírozott hallgatói összlétszámról
- 1055/2002. (V. 15.) Korm. határozat A külső és nyugdíjas mezőgazdasági szövetkezeti üzletrészek, valamint a csőd-, felszámolási vagy végelszámolási eljárás alatt álló szövetkezetek üzletrészeinek állami megvásárlásához kapcsolódó kormányzati készfizető kezességvállalásról
- 1056/2002. (V. 15.) Korm. határozat A Népstadion és Létesítményei rekonstrukciójával összefüggő beruházásnak a Sportfólió Sportlétesítményeket Kezelő, Hasznosító és Fejlesztésszervező Kht. által történő megvásárlásához szükséges hitelfelvételhez nyújtandó állami kezességvállalásról
- 1057/2002. (V. 15.) Korm. határozat A Sportfólió Sportlétesítményeket Kezelő, Hasznosító és Fejlesztésszervező Közhasznú Társaság beruházásában az Újpesti Torna Egylet által használt Megyeri úti stadion felújításának finanszírozásához kapcsolódó állami kezességvállalásról
- 1058/2002. (V. 15.) Korm. határozat A balatonfűzfői Balaton Uszoda tulajdonjogának a Sportfólió Sportlétesítményeket Kezelő, Hasznosító és Fejlesztésszervező Közhasznú Társaság általi megszerzéséhez és 2002. évi üzemeltetéséhez felvételre kerülő bankhitelhez nyújtott állami kezességvállalásról
- 1059/2002. (V. 15.) Korm. határozat A Budakalászon felépülő szabadidő- és sportközpont megvalósításának finanszírozásához kapcsolódó készfizető állami kezességvállalásról
- 1060/2002. (V. 15.) Korm. határozat A Szerencsi Városi Tanuszoda és Körzeti Nevelési Tanácsadó és Pedagógiai Szakszolgálat megépítésének finanszírozásához kapcsolódó készfizető állami kezességvállalásról
- 1061/2002. (V. 15.) Korm. határozat A Stadion Informatikai Projekt (beléptetőrendszer) Sportfólió Sportlétesítményeket Kezelő, Hasznosító és Fejlesztésszervező Közhasznú Társaság általi visszavásárlásához felvételre kerülő bankhitelhez nyújtandó állami kezességvállalásról
- 1062/2002. (V. 15.) Korm. határozat A Mezőtúr városában felépülő sportcsarnok finanszírozásához kapcsolódó készfizető állami kezességvállalásról
- 1063/2002. (V. 15.) Korm. határozat A Veresegyház városában felépülő új általános iskola tornatermének finanszírozásához kapcsolódó készfizető állami kezességvállalásról
- 1064/2002. (V. 15.) Korm. határozat A Nyíradony városában felépülő tornacsarnok és uszoda finanszírozásához kapcsolódó készfizető állami kezességvállalásról
- 1065/2002. (V. 15.) Korm. határozat A Hódmezővásárhely városában felépülő fedett uszoda finanszírozásához kapcsolódó készfizető állami kezességvállalásról
- 1066/2002. (V. 15.) Korm. határozat A Felsőmocsolád községben felépülő sportcsarnok finanszírozásához kapcsolódó készfizető állami kezességvállalásról
- 1067/2002. (V. 15.) Korm. határozat A Dabas városában felépülő sportcsarnok finanszírozásához kapcsolódó készfizető állami kezességvállalásról
- 1068/2002. (V. 15.) Korm. határozat A Szeghalom városában felépülő sportcsarnok finanszírozásához kapcsolódó készfizető állami kezességvállalásról
- 1069/2002. (V. 15.) Korm. határozat A regionális jelentőségű Debrecen és Sármellék repülőterek fejlesztésének állami támogatásáról szóló 1094/2000. (XI. 24.) Korm. határozat módosításáról
- 1070/2002. (V. 15.) Korm. határozat A Magyar Sport Háza beruházás finanszírozásához kapcsolódó állami kezességvállalásról
- 1071/2002. (V. 21.) Korm. határozat A Rodostó Közalapítvány létrehozásáról
- 1072/2002. (V. 21.) Korm. határozat A magyar labdarúgás utánpótlás-nevelése szervezeti rendszerének megújítását és infrastrukturális feltételeinek fejlesztését szolgáló Bozsik Programhoz kapcsolódó állami kezességvállalásról szóló 1147/2001. (XII. 29.) Korm. határozat módosításáról
- 1073/2002. (V. 24.) Korm. határozat Közalapítványok egyesítéséről
- 1074/2002. (V. 25.) Korm. határozat A budai várnegyedben lévő Sándor-palota látogatásáról
- 1075/2002. (V. 25.) Korm. határozat A Magyar Rádió Részvénytársaság működésének finanszírozásához kapcsolódó készfizető állami kezességvállalásról
- 1076/2002. (V. 25.) Korm. határozat A Magyar Televízió Részvénytársaság működésének finanszírozásához kapcsolódó kormányzati kezességvállalásról szóló 1133/2001. (XII. 11.) Korm. határozat módosításáról
- 1077/2002. (V. 25.) Korm. határozat A Magyar Corvin-lánc Testület elhelyezéséről
- 1078/2002. (V. 25.) Korm. határozat A Millenáris Programiroda Kulturális Közhasznú Társaság működésének finanszírozásához felvett készfizető állami kezességvállalással biztosított hitel és a járulékai visszafizetésének a Hungarofest Nemzeti Rendezvényszervező Közhasznú Társaság által történő átvállalásáról
- 1079/2002. (V. 25.) Korm. határozat A 2002-ben Békésy György Posztdoktori Ösztöndíjban és Széchenyi István Ösztöndíjban részesíthetők számáról
- 1080/2002. (V. 25.) Korm. határozat A pártok támogatási előirányzatainak módosításáról
- 1081/2002. (V. 28.) Korm. határozat Az Állami Privatizációs és Vagyonkezelő Részvénytársaság igazgatóságának és elnök-vezérigazgatójának felmentéséről
- 1082/2002. (V. 28.) Korm. határozat Az Állami Privatizációs és Vagyonkezelő Részvénytársaság új igazgatóságának, elnökének és vezérigazgatójának kinevezéséről
- 1083/2002. (V. 30.) Korm. határozat Államtitkári juttatások megállapításáról

##### Június (1084−1119)
- 1084/2002. (VI. 5.) Korm. határozat A kormányzati szervek elhelyezéséért felelős kormánymeghatalmazott felmentéséről
- 1085/2002. (VI. 7.) Korm. határozat Dr. Baráth Etele kormánymegbízottá történő kinevezéséről
- 1086/2002. (VI. 7.) Korm. határozat Dr. Baja Ferenc kormánymegbízottá történő kinevezéséről
- 1087/2002. (VI. 7.) Korm. határozat Csabai Lászlóné kormánymegbízottá történő kinevezéséről
- 1088/2002. (VI. 7.) Korm. határozat Kormányhatározat hatályon kívül helyezéséről
- 1089/2002. (VI. 8.) Korm. határozat Az Országos Egészségbiztosítási Pénztár főigazgatójának felmentéséről
- 1090/2002. (VI. 8.) Korm. határozat Kormánybiztos felmentéséről
- 1091/2002. (VI. 8.) Korm. határozat A Kormány megalakulásával összefüggő egyes feladatokról
- 1092/2002. (VI. 8.) Korm. határozat A Kormány ügyrendjéről szóló 1088/1994. (IX. 20.) Korm. határozat módosításáról
- 1093/2002. (VI. 8.) Korm. határozat A Miniszterelnöki Hivatal politikai államtitkárának apolgári nemzetbiztonsági szolgálatok irányításában való közreműködéséről
- 1094/2002. (VI. 8.) Korm. határozat Az érdekegyeztetés újraindításáról
- 1095/2002. (VI. 8.) Korm. határozat Egyes kormányhatározatok hatályon kívül helyezéséről
- 1096/2002. (VI. 8.) Korm. határozat A földbirtokpolitikai kormánybiztos kinevezéséről
- 1097/2002. (VI. 10.) Korm. határozat Az informatikai kormánybiztos felmentéséről
- 1098/2002. (VI. 10.) Korm. határozat A gazdasági kamarai törvény végrehajtását felügyelő kormánymegbízott felmentéséről
- 1099/2002. (VI. 10.) Korm. határozat A felsőoktatási beruházások kormánybiztosával kapcsolatos kormányhatározatok hatályon kívül helyezéséről
- 1100/2002. (VI. 10.) Korm. határozat Államtitkári juttatások visszavonásáról
- 1101/2002. (VI. 10.) Korm. határozat Államtitkári juttatások biztosításáról
- 1102/2002. (VI. 10.) Korm. határozat Államtitkári juttatások biztosításáról
- 1103/2002. (VI. 13.) Korm. határozat Államtitkári juttatások visszavonásáról
- 1104/2002. (VI. 13.) Korm. határozat Államtitkári juttatások biztosításáról
- 1105/2002. (VI. 13.) Korm. határozat Államtitkári juttatások biztosításáról
- 1106/2002. (VI. 14.) Korm. határozat Egyes kormányhatározatok hatályon kívül helyezéséről
- 1107/2002. (VI. 18.) Korm. határozat A Kormány kabinetjeiről
- 1108/2002. (VI. 20.) Korm. határozat Az Országos Egészségbiztosítási Pénztár főigazgatójának kinevezéséről
- 1109/2002. (VI. 20.) Korm. határozat A Magyar Köztársaság Kormánya képviselőjének kinevezéséről az Európai Unió következő intézményi kormányközi konferenciáját előkészítő Konventben
- 1110/2002. (VI. 20.) Korm. határozat Az üzemben tartási díj átvállalásának szándékáról
- 1111/2002. (VI. 21.) Korm. határozat A Kormánynak a Közép-Magyarországi Regionális Fejlesztési Tanácsba és a Balaton Fejlesztési Tanácsba kinevezett képviselője felmentéséről
- 1112/2002. (VI. 21.) Korm. határozat A Formula-1 Motorcsónak Magyar Nagydíj 2002. évi megrendezésével kapcsolatos állami kezességvállalásról
- 1113/2002. (VI. 21.) Korm. határozat A társadalmi párbeszéd intézményrendszerének továbbfejlesztésével összefüggő feladatokról
- 1114/2002. (VI. 21.) Korm. határozat A birtokpolitika elveiről szóló 1010/2002. (II. 1.) Korm. határozat hatályon kívül helyezéséről
- 1115/2002. (VI. 28.) Korm. határozat Az Állami Privatizációs és Vagyonkezelő Rt. igazgatósága elnökének kinevezéséről
- 1116/2002. (VI. 28.) Korm. határozat Az új Nemzeti Színház felépítése kormánybiztosának felmentéséről
- 1117/2002. (VI. 28.) Korm. határozat Az új Nemzeti Színház felépítésével kapcsolatos feladatok ellátásáról szóló 1034/1999. (III. 31.) Korm. határozat módosításáról
- 1118/2002. (VI. 28.) Korm. határozat Nagy Imre miniszterelnök és az 1956-os forradalom és szabadságharc emlékének méltó megörökítésével összefüggő feladatokról
- 1119/2002. (VI. 29.) Korm. határozat Államtitkári juttatások biztosításáról

##### Július (1120−1130)
- 1120/2002. (VII. 2.) Korm. határozat A Budavári Szent György térnek és a Várbazárnak a Millennium méltó megünnepléséhez kapcsolódó helyreállítási programjáról szóló 1127/1999. (XII. 16.) Korm. határozat egyes rendelkezéseinek hatályon kívül helyezéséről
- 2203/2002. (VII. 2.) Korm. határozat A környezetvédelmi és vízügyi miniszter feladat- és hatáskörének rendezésével kapcsolatos intézkedésekről
- 1121/2002. (VII. 4.) Korm. határozat Államtitkári juttatások visszavonásáról
- 1122/2002. (VII. 9.) Korm. határozat Államtitkári juttatások visszavonásáról
- 1123/2002. (VII. 11.) Korm. határozat A Kormány kabinetjeiről szóló 1107/2002. (VI. 18.) Korm. határozat módosításáról
- 2153/2002. (VII. 15.) Korm. határozat A Balaton Kiemelt Üdülőkörzet Hosszú Távú Területfejlesztési Koncepciójáról
- 1124/2002. (VII. 17.) Korm. határozat Az Illyés Közalapítvány Alapító Okiratának módosításáról
- 1125/2002. (VII. 17.) Korm. határozat Az Európai Összehasonlító Kisebbségkutatások Közalapítvány megalapításáról
- 1126/2002. (VII. 17.) Korm. határozat A Magyar Állam és Budapest Főváros Önkormányzata között, a Budapest V., Erzsébet téri ingatlan tulajdonjogának rendezése és az ingatlanon megvalósítandó beruházás tárgyában 2000. április 3-án létrejött megállapodás kiegészítéséről
- 1127/2002. (VII. 17.) Korm. határozat Az Eötvös József Ösztöndíj Közalapítvány Alapító Okiratának módosításáról
- 2154/2003. (VII. 17.) Korm. határozat Egyes kétoldalú határvízi egyezmények alapján működő közös bizottságok magyar tagozatát érintő kinevezésekről, felmentésekről és megerősítésekről
- 2163/2003. (VII. 18.) Korm. határozat A minisztériumokban foglalkoztatott köztisztviselők és munkavállalók létszámáról szóló 2242/2002. (VIII. 12.) Korm. határozat módosításáról
- 1128/2002. (VII. 19.) Korm. határozat Államtitkári juttatások megállapításáról
- 1129/2002. (VII. 24.) Korm. határozat A szomszédos államokkal kötött nemzetközi szerződések alapján működő kisebbségi ügyekkel foglalkozó vegyes bizottságok magyar társelnökeinek felmentéséről és kinevezéséről
- 1130/2002. (VII. 24.) Korm. határozat A Kitüntetési Bizottságról és az állami kitüntetések adományozásának rendjéről

##### Augusztus (1131−1145)
- 1131/2002. (VIII. 2.) Korm. határozat Az Állami Privatizációs és Vagyonkezelő Rt. Igazgatósága tagjának, valamint Felügyelő Bizottsága tagjának kinevezéséről
- 1132/2002. (VIII. 2.) Korm. határozat Az autópálya-építési programok közbeszerzési eljárás lefolytatásával történő megvalósításáról
- 1133/2002. (VIII. 2.) Korm. határozat A minisztériumokban kinevezhető helyettes államtitkárok számáról
- 1134/2002. (VIII. 2.) Korm. határozat A közpénzek felhasználásának és a köztulajdon használatának nyilvánosságáról és ellenőrzésének bővítéséről szóló szabályozási koncepcióról
- 1135/2002. (VIII. 2.) Korm. határozat Az Országos Tudományos Kutatási Alapprogramok Bizottsága elnöke beszámolójának elfogadásáról
- 1136/2002. (VIII. 7.) Korm. határozat Az ózdi martinsalak felhasználásával készült lakóépületek újjáépítésével, helyreállításával kapcsolatos munkák koordinálását ellátó kormánymegbízott felmentéséről
- 1137/2002.(VIII. 7.) Korm. határozat A Kormány képviselőjének a Balaton Fejlesztési Tanácsba történő kinevezéséről
- 1138/2002. (VIII. 9.) Korm. határozat az Idősügyi Tanács működéséről és a működésével összefüggő kérdésekről
- 1139/2002. (VIII. 12.) Korm. határozat A Nemzeti Lakásprogram kialakításához és az építésigazgatás átszervezéséhez szükséges szervezeti, pénzügyi és intézményi feltételek biztosításáról
- 1140/2002. (VIII. 12.) Korm. határozat A Romaügyi Tanács létrehozásáról
- 1141/2002. (VIII. 16.) Korm. határozat A Széchenyi Terv pályázati rendszerének működtetésével kapcsolatos időszerű teendőkről .
- 1142/2002. (VIII. 16.) Korm. határozat A 2002. augusztus 9-én bekövetkezett felhőszakadás okozta károk enyhítésével kapcsolatos kormányzati intézkedésekről
- 1143/2002. (VIII. 16.) Korm. határozat A csehországi rendkívüli árvíz elleni védekezéshez és az árvízkárok elhárításához történő segítségnyújtásról
- 1144/2002. (VIII. 29.) Korm. határozat A Magyar CERN (Európai Nukleáris Kutatási Szervezet) Bizottság elnökének felmentéséről és az új elnök kinevezéséről
- 1145/2002. (VIII. 29.) Korm. határozat Az „egészség évtizede” program kidolgozásáért és végrehajtásának koordinálásáért felelős kormánymeghatalmazott megbízásáról

##### Szeptember (1146−1164)
- 1146/2002. (IX. 4.) Korm. határozat A Magyar Köztársaság Kormányának a Regionális vagy Kisebbségi Nyelvek Európai Kartájában vállalt kötelezettségeinek végrehajtására vonatkozó második időszaki jelentéséről
- 1147/2002. (IX. 4.) Korm. határozat Egyes polgári jogi igazságügyi együttműködési tárgyú európai közösségi jogszabályok végrehajtása érdekében szükséges intézkedésekről
- 2261/2002. (IX. 4.) Korm. határozat Az árvízi védőművek felülvizsgálatáról
- 1148/2002. (IX. 5.) Korm. határozat A Dunán és mellékfolyóin 2002. augusztusban kialakult árvíz utáni helyzet áttekintéséről, a védekezési költségek megelőlegezéséről, valamint a károk felmérésével és kárenyhítéssel kapcsolatos feladatokról
- 1149/2002.(IX. 5.) Korm. határozat A Dunán és mellékfolyóin 2002. augusztusban kialakult árhullám okozta károk felméréséről és a kárenyhítés elveiről
- 1150/2002. (IX. 6.) Korm. határozat Beregsurány-Luzsanka (Asztély) nemzetközi személyforgalomra megnyitott közúti határátkelőhely működésének szüneteltetéséről
- 1151/2002. (IX. 6.) Korm. határozat A Magyar Fejlesztési Bank Rt. által finanszírozott egyes ügyletek forrásául szolgáló 400 millió eurós szindikált hitelfelvételhez kapcsolódó állami készfizető kezességvállalásról
- 1152/2002. (IX. 6.) Korm. határozat Államtitkári juttatások biztosításáról
- 1153/2002. (IX. 6.) Korm. határozat Államtitkári juttatások biztosításáról
- 1154/2002. (IX. 10.) Korm. határozat A közalkalmazotti illetményemelés tartalékkeretének felhasználásáról
- 1155/2002.(IX. 14.) Korm. határozat A 2002. augusztus 9-én bekövetkezett felhőszakadás okozta károk enyhítésének módjáról, a helyreállítás, újjáépítés feladatairól
- 1156/2002. (IX. 14.) Korm. határozat A beruházásösztönzési stratégia cél- és eszközrendszerének felülvizsgálatáról
- 1157/2002. (IX. 14.) Korm. határozat A Nemzeti Népesedési Program kidolgozásáról, a Népesedési Kormánybizottság létrehozásáról szóló 1069/2001. (VII. 10.) Korm. határozat módosításáról
- 1158/2002. (IX. 26.) Korm. határozat Az egységes digitális rádiótávközlő rendszer (EDR) kialakításáról
- 1159/2002. (IX. 26.) Korm. határozat Az ingyenes tankönyvellátás meghatározott körben történő bevezetéséről
- 1160/2002. (IX. 26.) Korm. határozat Az országos múzeumok látogatásáról
- 1161/2002. (IX. 26.) Korm. határozat Vadász Jánosnak az egységes közszolgálati szabályozás kidolgozásáért és végrehajtásának koordinálásáért felelős kormánymegbízottá történő kinevezéséről
- 1162/2002. (IX. 26.) Korm. határozat Az 1126/2002. (VII. 17.) Korm. határozat végrehajtásával kapcsolatos intézkedésekről
- 2289/2002. (IX. 26.) Korm. határozat Az árvízvédelmi előrejelzésekkel kapcsolatos kárpátaljai fejlesztésekről
- 1163/2002. (IX. 30.) Korm. határozat Az Országos Nyugdíjbiztosítási Főigazgatóság főigazgatójának felmentéséről
- 1164/2002. (IX. 30.) Korm. határozat Az Országos Nyugdíjbiztosítási Főigazgatóság főigazgatójának kinevezéséről

##### Október (1165−1185)
- 1165/2002. (X. 1.) Korm. határozat Az országosan kiemelt termékekre vonatkozó állami normatívákról szóló 1054/2000. (VI. 30.) Korm. határozat módosításáról
- 1166/2002. (X. 1.) Korm. határozat Az Állami Privatizációs és Vagyonkezelő Rt. Igazgatósága tagjának, valamint Felügyelő Bizottsága tagjának kinevezéséről
- 2305/2002.(X.10.) Korm. határozat A területfejlesztés aktuális feladatairól
- 1167/2002. (X. 10.) Korm. határozat Az „Esélyt a jövőnek!” program megvalósításával kapcsolatos feladatokról
- 1168/2002. (X. 10.) Korm. határozat A Nemzeti Fejlesztési Terv stratégiájának elfogadásáról, társadalmi vitára bocsátásáról és a tervező munka további menetét meghatározó, döntést igénylő kérdésekről
- 1169/2002. (X. 10.) Korm. határozat A versenyképes tudás feltételeinek javításával kapcsolatos további feladatokról
- 1170/2002. (X. 10.) Korm. határozat A 2002. évtől céltámogatásban részesülő helyi önkormányzatok kiegészítő jegyzékéről
- 1171/2002. (X. 10.) Korm. határozat Budapest Városfejlesztési Koncepciójával kapcsolatos állásfoglalásról
- 1172/2002. (X. 10.) Korm. határozat A „nép ügyvédje” intézményének kialakításával kapcsolatos feladatokról
- 1173/2002. (X. 10.) Korm. határozat A kistérségi hálózat gépkocsiparkjának bővítéséről
- 1174/2002. (X. 10.) Korm. határozat A Kormány által alapított közalapítványok és alapítványok kormányzati felelőseinek kijelöléséről szóló 1117/1998. (IX. 18.) Korm. határozat módosításáról
- 1175/2002. (X. 10.) Korm. határozat A volt egyházi ingatlanok tulajdoni helyzetének rendezésére létrejött egyeztető bizottságok elnökének megbízásáról
- 1176/2002. (X. 10.) Korm. határozat A forgalomban lévő kárpótlási jegyek bevonására vonatkozó intézkedésekről
- 1177/2002. (X. 10.) Korm. határozat Az ózdi martinsalak felhasználásával készült lakóépületek tulajdonosainak kárenyhítéséről
- 1178/2002. (X. 10.) Korm. határozat Az EU Kommunikációs Közalapítvány létrehozásáról
- 1179/2002. (X. 24.) Korm. határozat A Dunán és mellékfolyóin 2002. augusztusban kialakult árvíz elleni védekezés költségeinek biztosításáról
- 1180/2002. (X. 24.) Korm. határozat A Dunán és mellékfolyóin 2002. augusztusban kialakult árhullám által a magánszemélyek tulajdonában levő lakás céljára szolgáló épületekben és az önkormányzati tulajdonban levő, kötelező önkormányzati feladatok ellátásához kapcsolódó építményekben, illetve az önkormányzati bérlakásokban okozott károk enyhítéséről
- 1181/2002. (X. 31.) Korm. határozat A Magyar Köztársaság társulásáról az Európai Közösségeknek az Európai Kutatási Térség létrehozását és az innovációt előmozdító 6. Kutatási, Technológiafejlesztési és Demonstrációs Keretprogramjához (2002-2006), valamint az Európai Atomenergia Közösségnek (Euratom) az Európai Kutatási Térség létrehozását elősegítő 6. Atomkutatási és Képzési Tevékenységeket felölelő Keretprogramjához (2002-2006)
- 1182/2002. (X. 31.) Korm. határozat A Mikrohitel Program forráshelyzetét javító hitelfelvételhez kapcsolódó egyedi kormányzati készfizető kezességvállalásról
- 1183/2002. (X. 31.) Korm. határozat A Pártfogó Felügyelői Szolgálat felállításának és működésének szabályozási elveiről
- 1184/2002. (X. 31.) Korm. határozat Az Állami Privatizációs és Vagyonkezelő Rt. igazgatósági tagjának felmentéséről
- 1185/2002. (X. 31.) Korm. határozat A Nemzeti Fejlesztési Terv Operatív Programjainak elfogadásáról, valamint társadalmi vitára bocsátásáról és a tervező munka további menetének ütemezéséről

##### November (1186−1197)
- 1186/2002. (XI. 5.) Korm. határozat A romák társadalmi integrációját előmozdító kormányzati együttműködés irányelveiről és szervezeti kereteiről
- 1187/2002. (XI. 7.) Korm. határozat A helyi önkormányzatok és a nem állami fenntartók 2003. évi új címzett támogatásainak döntés-előkészítéséről
- 1188/2002. (XI. 7.) Korm. határozat Az Elektronikus Kormányzati Gerinchálózatról és az Informatikai Közhálóról
- 1189/2002. (XI. 7.) Korm. határozat A vízpolitika területén a közösségi cselekvés kereteinek meghatározásáról szóló 2000/60/EK európai parlamenti és tanácsi irányelv végrehajtásának Magyar Stratégiai Dokumentumáról, valamint a kapcsolódó intézkedésekről
- 1190/2002. (XI. 7.) Korm. határozat A Magyar Közlönyben közzétett kormányhatározatokban előírt határidős feladatok felülvizsgálatáról
- 1191/2002. (XI. 7.) Korm. határozat A büntetőeljárási törvény jogorvoslati rendszerének felülvizsgálatáról
- 1192/2002. (XI. 7.) Korm. határozat A Dunán és mellékfolyóin 2002. augusztusban kialakult árhullám által okozott, még nem rendezett károk enyhítését szolgáló pénzügyi feltételek megteremtéséről
- 1193/2002. (XI. 7. ) Korm. határozat Az EU Kommunikációs Közalapítvány alapító okiratának módosításáról
- 1194/2002. (XI. 9.) Korm. határozat Az Európai Unió támogatási programjainak költségvetési tervezésével összefüggő feladatokról
- 1195/2002. (XI. 16.) Korm. határozat A Magyar Villamos Művek Rt. hitelfelvételéhez állami kezesség nyújtásáról
- 1196/2002. (XI. 16.) Korm. határozat A Cigányügyi Tárcaközi Bizottság létrehozásáról szóló 1048/1999. (V. 5.) Korm. határozat módosításáról
- 1197/2002. (XI. 28.) Korm. határozat A Magyar Katolikus Egyház, a Magyarországi Református Egyház, a Magyarországi Evangélikus Egyház és a Magyarországi Zsidó Hitközségek számára 2002. évben rendezésre javasolt ingatlanokról és az e célra elkülönített költségvetési keret felosztásáról

##### December (1198−1219)
- 1198/2002. (XII. 6.) Korm. határozat Az Európai Uniós csatlakozás társadalmi kommunikációjáról
- 1199/2002. (XII. 13.) Korm. határozat A Kormány által alapított közalapítványok és alapítványok kormányzati felelőseinek kijelöléséről szóló 1117/1998. (IX. 18.) Korm. határozat módosításáról
- 1200/2002. (XII. 17.) Korm. határozat A DUNAFERR Cégcsoport működését segítő intézkedésről
- 1201/2002. (XII. 18.) Korm. határozat Az Európai Beruházási Bank által Budapest Főváros Önkormányzatának egyes budapesti infrastrukturális és szolgáltatási fejlesztések finanszírozása céljából nyújtandó hitelekhez kapcsolódó állami garancia vállalásáról
- 1202/2002. (XII. 18.) Korm. határozat A Stadion Informatikai Projekt (beléptetőrendszer) Sportfólió Sportlétesítményeket Kezelő, Hasznosító és Fejlesztésszervező Közhasznú Társaság általi visszavásárlásához felvételre kerülő bankhitelhez nyújtandó állami kezességvállalásról szóló 1061/2002. (V. 15.) Korm. határozat módosításáról
- 2382/2002.(XII. 18.) Korm. határozat A Nagymaros feletti befejezetlen védtöltések rendezéséről szóló 2017/1994 (II.25.) Korm. határozat módosításáról
- 1203/2002. (XII. 19.) Korm. határozat A kárpótlási folyamat lezárására tervezett, a FORRÁS Befektetési Részvénytársaságba történő apport végrehajtásáról
- 1204/2002. (XII. 19.) Korm. határozat A Kossuth- és Széchenyi-díj adományozási szabályzatáról szóló 1101/1996. (X. 2.) Korm. határozat módosításáról
- 1205/2002. (XII. 20.) Korm. határozat Az egyházi kulturális örökség értékeinek rekonstrukciója és egyéb beruházások támogatására előirányzott 2002. évi központi költségvetési jogcím csoport felosztásáról rendelkező 1022/2002. (III. 21.) Korm. határozat módosításáról
- 1206/2002. (XII. 20.) Korm. határozat A Magyar Mozgókép Közalapítvány Alapító Okiratának módosításáról
- 1207/2002. (XII. 20.) Korm. határozat Az egészségügyi, szociális és családügyi miniszter felelősségi körébe tartozó közalapítványokról
- 1208/2002. (XII. 21.) Korm. határozat Az Állami Privatizációs és Vagyonkezelő Részvénytársaság Szervezeti és Működési Szabályzatának jóváhagyásáról szóló 1125/1999. (XII. 13.) Korm. határozat módosításáról
- 1209/2002. (XII. 21.) Korm. határozat Az Állami Privatizációs és Vagyonkezelő Részvénytársaság Alapító Okiratának módosításáról
- 1210/2002. (XII. 21.) Korm. határozat A Magyar Fejlesztési Bank Rt. forrásaihoz kapcsolódó árfolyam-garanciáról
- 1211/2002. (XII. 21.) Korm. határozat A MÁV Rt. üzletviteléhez (személyszállítási közszolgáltatói tevékenység) szükséges forgóeszközpótló hitelhez, valamint egy, a járműfelújítást szolgáló hosszú lejáratú kölcsönhöz kapcsolódó állami kezességvállalásról
- 1212/2002.(XII. 21.) Korm. határozat A balatoni vízpartrehabilitáció megvalósítására vonatkozó intézkedésekről
- 1213/2002. (XII. 23.) Korm. határozat A Széchenyi Vállalkozásfejlesztési Programról
- 1214/2002. (XII. 28.) Korm. határozat A Magyar Információs Társadalom Stratégia készítéséről, a további feladatok ütemezéséről és tárcaközi bizottság létrehozásáról
- 1215/2002. (XII. 28.) Korm. határozat Az Országház és a budai Millenáris Park 2003. évi látogatásáról
- 1216/2002. (XII. 28.) Korm. határozat A Habsburg-kori Kutatások Közalapítvány létrehozásáról
- 1217/2002. (XII. 29.) Korm. határozat A Nemzeti Autópálya Rt.-nek nyújtott hitelhez kapcsolódó költségvetési készfizető kezességvállalásról
- 1218/2002. (XII. 29.) Korm. határozat A Nemzeti Fejlesztési Terv és az operatív programok elfogadásáról és a tervező munka további menetéről, valamint a végrehajtás intézményrendszerével kapcsolatos időszerű feladatokról
- 1219/2002. (XII. 30.) Korm. határozat Az 1162/2002. (IX. 26.) Korm. határozat módosításáról
- 2398/2002.(XII. 30.) Korm. határozat A települési belvíz és csapadékvíz elvezetésével összefüggő feladatokról